# Sharon Newman
 (janvier 2022).
Si vous disposez d'ouvrages ou d'articles de référence ou si vous connaissez des sites web de qualité traitant du thème abordé ici, merci de compléter l'article en donnant les références utiles à sa vérifiabilité et en les liant à la section « Notes et références ».
 (janvier 2022).
La mise en forme du texte ne suit pas les recommandations de Wikipédia : il faut le « wikifier ».
Les points d'amélioration suivants sont les cas les plus fréquents. Le détail des points à revoir est peut-être précisé sur la page de discussion.
- Les titres sont pré-formatés par le logiciel. Ils ne sont ni en capitales, ni en gras.
- Le texte ne doit pas être écrit en capitales (les noms de famille non plus), ni en gras, ni en italique, ni en « petit »…
- Le gras n'est utilisé que pour surligner le titre de l'article dans l'introduction, une seule fois.
- L'italique est rarement utilisé : mots en langue étrangère, titres d'œuvres, noms de bateaux, etc.
- Les citations ne sont pas en italique mais en corps de texte normal. Elles sont entourées par des guillemets français : « et ».
- Les listes à puces sont à éviter, des paragraphes rédigés étant largement préférés. Les tableaux sont à réserver à la présentation de données structurées (résultats, etc.).
- Les appels de note de bas de page (petits chiffres en exposant, introduits par l'outil «  Source ») sont à placer entre la fin de phrase et le point final[comme ça].
- Les liens internes (vers d'autres articles de Wikipédia) sont à choisir avec parcimonie. Créez des liens vers des articles approfondissant le sujet. Les termes génériques sans rapport avec le sujet sont à éviter, ainsi que les répétitions de liens vers un même terme.
- Les liens externes sont à placer uniquement dans une section « Liens externes », à la fin de l'article. Ces liens sont à choisir avec parcimonie suivant les règles définies. Si un lien sert de source à l'article, son insertion dans le texte est à faire par les notes de bas de page.
- La présentation des références doit suivre les conventions bibliographiques. Il est recommandé d'utiliser les modèles {{Ouvrage}}, {{Chapitre}}, {{Article}}, {{Lien web}} et/ou {{Bibliographie}}. Le mode d'édition visuel peut mettre en forme automatiquement les références.
- Insérer une infobox (cadre d'informations à droite) n'est pas obligatoire pour parachever la mise en page.

Pour une aide détaillée, merci de consulter Aide:Wikification.
Si vous pensez que ces points ont été résolus, vous pouvez retirer ce bandeau et améliorer la mise en forme d'un autre article.
 (janvier 2022).
- Si vous ne connaissez pas le sujet, laissez ce bandeau (vous pouvez alors contacter les auteurs).
- Si vous supprimez le contenu mis en cause (vous pouvez préalablement contacter les auteurs),

argumentez précisément cette suppression dans la page de discussion
(un manque de référence n'est pas un argument ; une recherche réelle de référence doit avoir été effectuée, être formellement documentée).
Sharon Newman (née Collins) (anciennement : Abbott, McAvoy et Rosales) est un personnage de fiction du feuilleton télévisé Les Feux de l'amour. Elle est interprétée par Monica Potter à partir du 27 juin 1994, puis Heidi Mark, avant d'être jouée par Sharon Case depuis le 7 septembre 1994.

## Son histoire

### Jeunesse à Madison
Sharon a été élevée par sa mère, Doris Collins, dans un milieu modeste à Madison.
À l’âge de neuf ans, elle sort sous une tempête de neige. Doris part à sa recherche mais se fait prendre par le froid et devient paralysée. Sharon s’en veut et se promet de prendre soin de sa mère.
À seize ans, elle sort avec Frank Barritt et tombe enceinte. Doris et elle ne pouvant faire face à une telle responsabilité et Frank niant son rôle de père, elles confient l'enfant qu'elles nomment Cassidy (Cassie) à Alice Johnson.
Sharon et sa mère décident d’emménager à Genoa City.

### La rencontre avec Nicholas Newman
Sharon sort avec Matt Clark mais tombe sous le charme de Nick (Nicholas Newman) Matt va haïr cordialement Nick et ils vont se battre. Matt remporte la victoire et viole Sharon qui n’en parle qu’à un psychologue.
Le père de Nick, Victor Newman, prend Sharon sous son aile et paie une opération à Doris. Nikki, la mère de Nick, est plus réticente et voit en Sharon une jeune femme attirée par l’argent des Newman. Elle pousse Nick à revoir Amy Wilson, son ancienne petite amie mais elle échoue.
Amy sort avec Matt et va avec lui au bal de fin d’année où Nick et Sharon deviennent roi et reine. Matt, qui avait demandé à son meilleur ami Drake Benson d’enquêter sur Sharon, révèle alors à Nick la grossesse de Sharon. Il lui pardonne et Sharon comprend alors qu’elle peut avoir confiance en lui et lui révèle son viol. Nick se rend furieux chez Matt mais le retrouve dans une mare de sang. Matt se réveille et affirme que Nick lui a tiré dessus. Nick est condamné à quinze ans de prison au grand bouleversement de Sharon. Il rencontre en prison Larry Warton avec qui il se bat pendant que Victor recherche Amy, disparue depuis la tentative de meurtre de Matt. Il la retrouve à New York amnésique. Elle recouvre la mémoire et avoue qu’elle a tiré sur Matt parce qu’il tentait de la violer. Nick est innocenté mais Matt s’enfuit.
Nick demande alors Sharon en mariage et Nikki consent à y assister.

### La naissance de Noah et le retour de Cassie
Sharon comprend, suivant l'exemple de Nikki, que le moyen d’être ancrée dans la famille Newman est de concevoir un enfant. Elle tombe enceinte ; mais Nick ne se sent pas prêt être père et lui suggère l’avortement, d’autant que son travail à Newman Entreprises l’occupe à plein temps. Sharon est prête à accepter jusqu'à ce que Nick accepte de revoir sa position.
Victor fait comprendre à Nick que sa position dans la société est due à son père et non à ses compétences. Nick est blessé et projette de s’éloigner de la ville après la naissance de son bébé.
Nikki découvre que Sharon est volontairement tombée enceinte et lui demande de forcer Nick à rester, sinon Nick le saura. Stressée, Sharon part se réfugier dans les écuries du ranch Newman mais glisse sur une plaque de verglas. Le nouveau mari de Nikki, Joshua Landers, l’amène aux urgences ; l'accouchement commence. Elle donne prématurément naissance à Noah Newman qui a un sérieux problème aux poumons.
Grace Turner et Tony Viscardi, les amis de Sharon à Madison arrivent en ville. Ils décident, pour réconforter Sharon  au cas où Noah ne survivrait pas, de retrouver sa fille Cassie. Celle-ci est chez Mildred Johnson, une femme âgée qui leur déclare qu’Alice Johnson est partie. Quand ils reviennent avec Cassie, ils sont étonnés d’apprendre que Noah a survécu et décident de garder la fillette avec eux. Mais Tony change d’avis et pousse Grace à avouer à Sharon que Cassie est sa fille. Toute la famille Newman est abasourdie mais accepte Cassie. Sharon en veut à Grace et refuse de lui adresser la parole.
Comme elle est très prise avec Noah et Cassie, Sharon refuse d’aller rejoindre Nick lors d’un voyage d’affaires mais Grace y va. Nick est très déprimé et couche avec Grace. Sharon arrive le lendemain et surprend Nick et Grace à parler de leur nuit. Sharon, bouleversée, est percutée par une voiture. Elle s’en sort mais refuse de pardonner à Nick qui accepte de déménager
Alice est bien déterminée à récupérer Cassie et entame un procès. Nick réemménage chez lui et se réconcilie avec Sharon pour faire face au procès. Ils sont défendus par Cricket ; l'avocat d’Alice est Michael Baldwin, ex petit ami de Grace qu'il a trahie. Cricket et Paul Williams pensent que Millie pourrait témoigner contre Alice mais celle-ci cache bien sa mère. Cricket dépeint Al, le fiancé d’Alice comme pédophile. Pour se venger, Al donne l’adresse de Millie aux Newman en échange d’argent mais se fait arrêter avant de toucher l’argent. Alice reconnaît finalement que Cassie est mieux avec sa mère. Sharon la remercie en la faisant se réconcilier avec Millie.

### Le retour de Matt
Tony choisit Sharon comme demoiselle d’honneur pour son mariage avec Megan Dennison. Tony se fait percuter  juste avant la messe par la sœur de Megan, Tricia. Il est hospitalisé et demande à Sharon d’aller chercher un prêtre pour le marier avec Megan. Il rend l’âme peu après. Sharon accuse Tricia de l’avoir tué intentionnellement à cause de sa haine maladive. Comme la santé mentale de Tricia devient inquiétante à cause des accusations et de ses problèmes avec son mari Ryan McNeil, elle quitte temporairement la ville. Sharon est également inquiète lorsque Larry Warton est mis en liberté conditionnelle.
Nick et Sharon se lancent dans un nouveau projet en achetant « Le néon écarlate », le café dans lequel ils se retrouvaient quand ils étaient jeunes. Ils en ouvrent un autre à Milwaukee malgré les réticences de Victor.
Warton est contacté par Matt qui a subi une opération de chirurgie esthétique et qui travaille comme serveur au café. Il dit à Warton qu’il compte accuser Nick de trafic de drogue mais ses réelles intentions sont en réalité d’abuser de nouveau de Sharon dont il est devenu l’ami. Un soir que Nick est en retard, il la fait boire mais elle est sauvée de justesse par Nick.
Matt drogue également Tricia, de retour en ville, afin de lui faire croire qu’ils ont eu une aventure. Il lui demande le code du serveur de Ryan à Newman Entreprises afin de piéger Nick. Warton met la drogue sur le marché, un adolescent Jordan Senter est hospitalisé et la police commence à suspecter Nick. Quand Matt apprend que Jordan est en voie de guérison, il va à l’hôpital avec Tricia pour qu’elle occupe Nick et Sharon pendant qu’il tue Jordan en lui enlevant son tube d’oxygène. Nick est accusé du meurtre de Jordan et est emprisonné. Matt se débarrasse de Warton en le faisant emprisonner lui aussi pour l’avoir frappé. Matt s’arrange pour inviter Sharon dans une maison de campagne mais est suivi par Tricia qui comprend qu’il s’est joué d’elle. Warton comprend alors le plan de Matt et en parle à Nick qui appelle son père. Victor arrive avant que Matt ne parvienne à ses fins. Ce dernier s’enfuit avec Tricia mais elle balance la voiture dans un fossé afin de se suicider. Tricia est sauve mais Matt est en mauvais état et demande à voir Nick. Il lui ment, afin de le perturber, disant qu’il a quand même violé Sharon la nuit où il l’avait fait boire. Il s’enlève à son tour son tube d’oxygène et rend l’âme. Heureusement, Nick est innocenté du meurtre de Matt et Jordan grâce au témoignage de Warton.
Sharon apprend qu’elle est enceinte et Nick se souvient des dernières paroles de Matt. Il exige un test de paternité mais Sharon refuse quand elle apprend que cela peut mettre son bébé en danger. Après une dispute avec Nick, elle se cogne à un tabouret et fait une fausse couche. Elle considère Nick comme responsable et s’éloigne de lui en se rapprochant du palefrenier du ranch, Diego Guttierez. Dans le même moment, Grace revient en ville et fait croire à Sharon qu'elle revoit Nick, ce qui déboussole Sharon qui couche avec Diego.
Elle décide finalement de pardonner à Nick mais sa sœur, Victoria, est bien décidée à savoir ce qu’elle cache, et sort avec Diego pour le faire avouer. Sharon en a assez de voir Vicky et Diego ensemble et elle avoue tout à Nick. Il refuse de lui pardonner et Nikki le pousse à demander le divorce.

### Le baiser avec Victor et ses répercussions
Nick couche avec Grace et Sharon, désespérée et sous l'effet de tranquillisants, embrasse Victor. Nick qui allait lui pardonner les surprend ; Sharon quitte la ville en laissant ses enfants.
Elle fuit à Denver où elle rencontre Cameron Kirsten, le patron d'une grande compagnie d'informatique. Cameron la viole et la frappe ;  elle rentre chez elle et apprend que Cassie a eu un grave accident et refuse de lui pardonner son absence. Nick, lui, pardonne à Sharon qui doit reconstruire sa relation avec sa fille mais l’arrivée de Frank Barritt  qui veut renouer contact avec sa fille biologique Cassie complique les choses. Nick et Sharon lui font quitter la ville.
Victor aussi pardonne à Sharon mais Nikki est furieuse et elles se déclarent la guerre. Sharon organise le Gala des Arts à la place de Nikki ce qui est cause de beaucoup de disputes. Nikki a d'autres soucis comme ses problèmes avec sa rivale Ashley Abbott qui a eu une fille de Victor, Abby. Sharon surprend une discussion entre Nikki et Brad Carlton et décide de menacer Nikki de tout divulguer sur Abby à Victor si elle l'empêche encore de préparer le Gala des Arts comme bon lui semble.
Sharon est inquiète quand elle apprend que Nick est sur le point de signer avec Cameron. Il demande à Sharon de recoucher avec lui, sinon Nick saura ce qu’elle a fait durant son absence. La nuit du nouvel an, Sharon se rend dans la chambre de Cameron. Il commence à la frapper et elle l’assomme avec une bouteille de champagne. Elle le croit mort et le cache sous la neige avant de fuir. Cameron se réveille. Il veut se venger de l'affront de Sharon, tue Frank et laisse le cadavre sous la neige. Il contacte ensuite sa petite amie qui n’est autre que Grace et ils montent un plan pour faire sombrer Sharon dans la parano. En effet, Sharon panique et n'ose avouer la vérité qu'à Michael qu'elle prend comme avocat au cas où le corps serait découvert. Cameron commence à apparaître à Sharon tel un fantôme et elle se confie à Nikki qui n’a plus rien contre Sharon vu que Victor a été mis au courant au sujet d’Abby. Nikki va soutenir Sharon ; tandis que Grace ne lui laisse aucun répit l’accusant d’avoir tué son fiancé.
Sharon veut cacher le corps mais il a disparu. Elle apprend que c’est Warton qui l’a caché pour lui éviter les ennuis. Cameron revient plus vivant que jamais pour faire perdre la tête à Sharon qui se confie enfin à Nick. En réalité, Cameron compte faire accuser Sharon du meurtre de Frank vu qu’elle avait un mobile idéal : il comptait faire valoir ses droits sur Cassie. Grace comprend que Cameron est malade et se retourne contre lui.
Cameron décide alors d’enlever Sharon et de fuir en avion mais Nick sauve Sharon. L’avion s’écrase. Cameron a la jambe cassée mais Nick le force à marcher jusqu’au prochain lieu habité.

### Sharon au travail
Sharon se demande où va Nikki lors de ses absences répétées et apprend avec stupeur qu’elle gère un club de strip-tease avec Bobby Marsino. Nikki lui dit qu’elle veut devenir indépendante de Victor ce qui donne des idées à Sharon. Nick propose à Neil Winters alors PDG de Newman Entreprises d'engager Sharon comme représentante des produits Pêche d'Enfer mais il refuse. Comme il voit Sharon s'ennuyer de plus en plus  au foyer, il demande alors à Brad Carlton d'embaucher Sharon chez Jabot. Brad est réticent car Jabot est en crise mais Nick affirme qu'il paiera lui-même les honoraires de Sharon.
Brad devient le mentor de Sharon ; Nikki est mécontente de voir Sharon arriver dans la société dans laquelle elle travaille. Le travail de Sharon est apprécié à Jabot c'est pourquoi elle refuse de rejoindre Newman Entreprises lorsque Nick reprend les rênes.
La crise financière de Jabot ne s'arrange pas et les licenciements se multiplient. Victor prend alors les pleins pouvoirs à Jabot ce qui énerve Nick qui convainc Sharon de rejoindre Newman Entreprises. Victor tente de s'y opposer mais Nick parvient à l'avoir puisque le contrat qu'avait signé Sharon à Jabot était un faux.

### La mort de Cassie
Cassie est devenue une adolescente rebelle et insupportable ; elle est tombée amoureuse de Danny Romalotti Jr..Comme ses bêtises s'accumulent (Sharon retrouve un préservatif dans son sac), elle est privée d'une sortie où elle aurait enfin pu se retrouver seule avec Danny.
Cassie fait semblant de redevenir bien élevée mais Sharon refuse de la laisser sortir. Nick la convainc et Cassie rejoint Danny à une soirée. Danny, qui est amoureux de Lily Winters, se saoule parce qu'il n'ose pas lui avouer ses sentiments. Cassie veut le ramener même si elle n'est pas encore autorisée à conduire mais ils ont un accident de voiture. Elle reste en vie quelque temps mais n'arrive pas à parler pour dire à ses parents la vérité sur l'accident.
Nick et Sharon sont persuadés que Danny conduisait et il est cité en justice. Nick n’hésite pas à poursuivre Danny Jr. caché à Los Angeles, laissant Sharon seule. Les funérailles ont lieu et Nick fait un scandale quand il s'aperçoit de la présence de Phyllis, la mère de Danny. Cricket, Paul Williams et elle essaient de prouver l'innocence de Danny Jr. ; ils auraient besoin des affaires que portait Cassie la nuit du drame. Nick refuse de lui leur donner mais il est convaincu par Sharon. Il est alors prouvé que c’était Cassie la conductrice grâce à son talon de chaussure. Après ce drame, Nick et Sharon décident de vendre le Néon Ecarlate à Kevin Fisher et Mackenzie Browning.
La mort de Cassie éloigne beaucoup Nick et Sharon qui n'arrivent plus à communiquer. Nick sort avec Phyllis et Sharon tombe amoureuse de Brad qui a rejoint Newman Entreprises. Nick passe de plus en plus de temps avec Phyllis et l'invite même au ranch. Elle devient amie avec Sharon tandis que Danny devient le coach sportif de Noah. Le soir du réveillon du nouvel an, Brad demande Sharon en mariage mais elle refuse parce qu’elle veut donner une nouvelle chance à son mariage avec Nick. Mais elle découvre sa liaison avec Phyllis et le piège en fêtant leurs dix ans de mariage dans la suite où Nick et Phyllis avaient l’habitude de se retrouver. Sharon songe à accepter la demande de Brad mais elle apprend avec stupeur qu’il s’est rejeté sur Victoria qui a accepté. Sharon part à Paris avec Noah pour faire le point et décide encore de redonner une chance à Nick ; mais elle couche secrètement avec Brad.

### De l'affaire Kaplan au mariage avec Jack Abbott
Phyllis tombe enceinte à ce moment-là et ne sait pas si le père est Nick ou Jack Abbott. Elle l’annonce à Nick lors d’un voyage à Los Alamos. Ils tiennent à garder le secret mais Phyllis et Sharon ont un accident de voiture et la grossesse de Phyllis devient publique. Quand Nick apprend qu’il est le père, Sharon et Brad s'embrassent mais ils sont surpris cette fois par Nick qui demande le divorce ; Victoria vire Sharon de Newman Entreprises.
Alors qu’elle va chez Brad pour lui annoncer son divorce, elle se fait kidnapper par Oscar Wolkmann qui la prend pour l’épouse de Brad. Elle apprend que Brad a un terrible secret : son vrai nom est George Kaplan. Toute sa famille a été tuée par Wolkmann qui désirait lui prendre le reliquaire de Grugeon, une œuvre d'art exceptionnelle qu'elle ne possédait plus. Sharon est détenue avec J.T. Hellstrom qui avait mené l'enquête sur la double vie de Brad, mais il est relâché. Wolkmann donne rendez-vous à Brad dans l'église de Cleveland et prend soin d'y lier Sharon à des explosifs qui seront activés si Brad n’amène pas le reliquaire. Brad arrive au rendez-vous avec Paul, JT, Nick et Vicky et il tue Wolkman à mains nues tandis que les autres libèrent Sharon.
Sharon décide finalement de laisser Brad et Vicky ensemble vu les épreuves qu’ils ont traversées. Déprimée, elle couche avec Jack qui a quitté Phyllis et qui l'embauche comme égérie des spas NVP, société qu'il a volée à Nikki et Phyllis. Il impose les idées de Sharon à toute l’entreprise n’acceptant aucune discussion, en particulier de Phyllis. Sharon et Drucilla Winters nouent une grande amitié, toutes deux haïssant Phyllis.
Jack aide cette dernière à accoucher de Summer Newman et ils redeviennent amis. Victor découvre les actes peu scrupuleux de Jack et décide de venger sa femme mais elle n'a pas confiance et essaie de se présenter au Conseil d'Administration de Newman Entreprises.
C'est à cette époque que Phyllis découvre l’aventure que Sharon a eue avec Brad alors qu’elle était encore mariée à Nick et fait chanter Brad : soit il vote contre Nikki au Conseil d’administration, soit elle parle de leurs ébats à Vicky et Nick. Brad en parle à Sharon qui est scandalisée. Lors d’une séance photos au bord d’une falaise, Sharon et Phyllis se battent. Drucilla essaie de se mettre entre elles mais elle tombe de la falaise ainsi que Sharon. Le corps de Drucilla n’est pas retrouvé mais Sharon a la vie sauve. Secoué par cette épreuve, Jack la demande en mariage et elle accepte. Le soir du mariage, elle lui avoue son aventure avec Brad mais il lui pardonne. Nikki, elle-même influencée par David Chow, pousse Brad à dénoncer Phyllis pour son chantage. Elle est arrêtée.
Jack est en campagne pour se faire élire sénateur face à Nikki. Des rumeurs courent sur la prétendue attirance de Nikki pour David, son directeur de campagne. Phyllis et Sharon s’allient alors pour la première fois pour se venger de tout ce que leur a fait subir Nikki et filment le baiser de Nikki et David. Ce baiser leur est fatal et Jack est élu sénateur.

### Du drame Clear Springs à la rencontre avec Gloria
Sharon et Nick doivent partir pour Clear Springs en avion, mais elle quitte l’avion avant qu’il ne décolle et apprend plus tard qu’il s’est écrasé, Nick à l’intérieur. Heureusement, il a été sauvé par le docteur Logan Armstrong mais a une perte de mémoire partielle Il est bien décidé à reconquérir Sharon la prenant toujours pour sa femme. Ils se retrouvent coincés à l’intérieur d’un coffre-fort et ils s’embrassent. Noah fugue pour aller vivre avec Phyllis. Nick décide donc de le rejoindre et réapprend à aimer Phyllis.
Le procès de Phyllis commence, elle risque la prison. Noah tient à témoigner en sa faveur et Nick intervient aussi. Touchée, Sharon change de position et défend Phyllis pour que ses enfants ne soient pas privés de mère. Phyllis est condamnée à 6 ans de prison. Sharon se confie à Brad qui, décidé à la reconquérir, intrigue au sujet de son baiser avec Nick et le rend public. Jack pardonne à Sharon mais pas à Nick.
Malgré la tension qui règne entre eux, ils décident d’organiser à Clear Springs un gala en mémoire de Cassie vu que Nick ne se souvient plus du premier. Alors qu’ils visitent les lieux, une explosion retentit, ils sont tous trois coincés sous les décombres. Jack se sacrifie alors pour les laisser passer. Il est retrouvé évanoui par Victor après avoir écrit une lettre d’amour pour Sharon.
Jack est éclaboussé dans le scandale Jabot qu’il avait racheté illégalement en même temps que N.V.P. et doit passer devant le Comité d’Éthique. Gloria Bardwell se présente à l’audience et y lit une lettre de feu John Abbott dans laquelle il explique comment Jack l’a manipulé pour faire rayer Gloria de son testament. Jack présente sa démission au Sénat mais Sharon refuse de lui pardonner ses mensonges. N.V.P. revient à Nikki qui renvoie Sharon. Cependant, ses sentiments envers Jack changent quand Phyllis lui montre la lettre qu’il avait écrite pour elle à Clear Springs. Ils réaménagent ensemble.
Ils doivent accueillir chez eux Gloria et son nouveau mari Jeffrey Bardwell. La cohabitation est difficile. Jeff en a assez car Gloria ne veut pas faire l'amour avec lui dans la maison de John ; il s'allie avec Jack et Sharon pour faire quitter le manoir à Gloria. Ils engagent Alistair Wallingford, le sosie de John, pour faire peur à Gloria mais il tombe amoureux d'elle et veut lui avouer ses sentiments. Il est vite surpris et Michael Baldwin, le fils de Gloria, chasse les Abbott du manoir. Gloria le leur rend quand elle se rend compte qu'il lui a coûté sa famille.

### Un nouveau travail: Restless Style
Comme Nick, Phyllis, Sharon et Jack sont tous sans travail, ils décident de s'associer afin de créer un magazine de mode nommé Restless Style. Mais Victor, mécontent de cette association, est bien déterminé à leur mettre des bâtons dans les roues, et persuade Eric Forrester de ne pas parrainer leur magazine.
La soirée d'ouverture est un grand succès grâce au parrainage de Danny Romalotti. Sont aussi invitées Ashley Abbott et Félicia Forrester qui décide finalement de lancer Forrester Originals dans l'aventure. Pourtant, les premières tensions apparaissent entre les cofondateurs du magazine.
Nick rachète à Jack "Restless Style" à cause des tensions entre les deux hommes. Sharon et Jack décident de se séparer car ce dernier ment beaucoup trop à sa femme. Sharon et son fils Noah, âgé aujourd'hui de 16 ans, déménageront.
En novembre 2008, Sharon et Nick se retrouvent à Paris, se souviennent de leur passé, et s'embrassent juste devant Phyllis dont ils ne savaient pas qu'elle était à Paris. De retour à Genoa, Phyllis pardonne à Nick mais engagera Brad Carlton pour séduire Sharon. Elle ne voudra pas de lui et le lui dira clairement.

### La descente aux enfers de Sharon
Sharon et Jack divorcent, mais pour savoir où elle en est, l'ex-femme de Jack va passer quelques jours au Chalet Abbott, elle sera vite rejointe par Brad qui lui redira son amour. Elle lui dit définitivement que ce n'est pas de lui qu'elle est amoureuse. En repartant, Brad s'arrête au lac et découvre Noah en train de se noyer, il le sauve mais tombe lui aussi dans l'eau. Se retrouvant piégé par la glace il mourra frigorifié. Nick décide d'aller au Chalet pour annoncer à Sharon que son fils a failli mourir. Pendant ce temps Sharon écrit une lettre d'amour à Nick. Arrivé au chalet Nick annonce à Sharon que leur fils est à l'hôpital ; en voulant partir ils se rendent compte que la route est bloquée à cause de la tempête. Ils passent la nuit au chalet et font l'amour après que Nick a découvert la lettre de Sharon.
À cause des derniers évènements (mort de Brad, sentiments amoureux pour Nick et divorce avec Jack), Sharon devient kleptomane et a, à plusieurs reprises, des actes purement sexuels avec William Abbott, elle recouche aussi avec Nick et une autre fois avec Jack. Sharon découvre qu'elle est enceinte mais trois hommes sont les pères possibles : Jack, Nick et William. Quand Nick découvre la grossesse de son amour de toujours, il décide de quitter Phyllis pour se remettre avec Sharon, sûr que ce sera une fille. Dans un rêve (en mai 2006) il avait vu Cassie lui  annoncer un troisième bébé de Sharon, une fille. Il décide de l'appeler Faith Newman. Sharon fait un test qui révèle que c'est bien une fille dont le père est Nick ; mais quand Summer la fille de Nick et Phyllis tombe dans le coma, Sharon décide de faire croire que c'est Jack le père. Cependant, lors d'une dispute avec Jack, elle lui dira que c'est Nick.
Sharon s'enfonce de plus en plus et continue à voler, elle va être internée dans un Hôpital Psychiatrique. Un jour que Nick va lui rendre visite, il surprend une conversation entre Sharon et Doris, sa mère. Son ex-femme révèle que c'est lui le père de l'enfant.

### De la naissance de Faith Newman au mariage avec Adam Newman
En septembre 2009 (épisodes diffusés en France en avril 2013 sur TF1), alors que Sharon est toujours internée en hôpital psychiatrique, Ashley Abbott Newman la femme de Victor fait une grossesse nerveuse. En effet, Adam le fils de Victor, a rendu folle Ashley durant des mois. Il lui a même fait perdre son bébé mais il fait chanter le médecin pour que celui-ci affirme que le bébé va bien. Les deux femmes se retrouvent dans le même HP. Sharon accouche d'une petite qu'elle avait nommée Faith mais s'évanouit. Adam en profite pour lui prendre le bébé et faire croire à Ashley que c'est le sien. Le médecin dit à Sharon et Nick que leur bébé est mort-né. Sans le voir, ils décident de le faire incinérer. Ashley nommera "sa fille" Faith Colleen Newman en l'honneur de la fille de Nick et Sharon qui vient de mourir et de sa nièce Colleen Carlton qui vient elle aussi de décéder.
À la sortie de l'hôpital psychiatrique, Sharon loue avec Noah l'ancienne maison de Brad Carlton. Elle reprend goût à la vie malgré la mort d'un deuxième enfant. Elle se rapproche d'Adam, le frère de Nick, responsable de tous ses malheurs. Ils se marient le 28 décembre 2009 (épisode qui sera diffusé en France autour de juillet 2013 sur TF1) près du Lac Tahoe dans le Nevada. Après les noces, ils prennent le jet privé pour retourner à Genoa. Ils traversent une zone de turbulence. Alors que l'avion va s'écraser, Adam prend un papier et écrit dessus "ton bébé est en vie" avant de le montrer à Sharon.
Adam et Sharon sont retrouvés dans les débris du jet Newman. Adam va bien mais Sharon est gravement blessée. Ils sont amenés aux Urgences. Sharon a une commotion cérébrale et ne se rappelle pas des dernières minutes avant le crash. Nick sera choqué d'apprendre que Sharon est la nouvelle femme d'Adam. Ils se battront.
Après ses déceptions et les trahisons de son époux, Sharon décide avec Ashley de rechercher des preuves pour savoir la vérité sur leurs accouchements. Le 26 mars 2010, Sharon découvre avec effroi que Faith la "fille d'Ashley" n'est qu'autre que sa fille et celle de Nick (épisodes diffusés en France fin septembre 2013 sur TF1). Sharon décide de passer du temps avec Nick et sa fille et de divorcer d'Adam Newman. Une nouvelle vie s'offre à Sharon Collins.

### La fausse-mort d'Adam
Début avril 2010 (épisodes diffusés les 14 et 15 octobre 2013 en France sur TF1), a lieu le bal masqué en faveur de la Police, à l'Athletic Club de Genoa City. À la suite d'une fuite de gaz, le bâtiment est soufflé par une terrible explosion. Plusieurs personnes seront légèrement blessées. Adam venait de s'échapper de l'hôpital et s'était introduit dans la chambre de Sharon pour enfin lui révéler toute la vérité concernant la petite Faith. Un corps est retrouvé dans les décombres et l'enquête conclura qu'il s'agit d'Adam.
Dans l'épisode du 27 mai 2010 est montré un homme, assis sur un transat sur une plage lisant un journal qui évoque notamment le rôle de Nick dans la mort de son frère. L'homme baisse son journal : il s'agit d'Adam (épisodes diffusées en France à partir du 12 décembre 2013 sur TF1). Adam vit désormais au Brésil avec Skye Lockhart, sa complice qui a elle aussi monté sa mort de toutes pièces deux ans auparavant (épisode diffusé le 6 janvier 2014 sur TF1). Adam et Skye vivent dans un hôtel de Sao Paolo, sous la protection d'un juge à qui Adam donne des pots-de-vin en échange de son silence. Ils jouent régulièrement au poker et espèrent plumer les autres joueurs pour remporter le gros lot. Seulement, Sharon reçoit le courrier d'Adam et trouve une lettre de la banque d'Adam qui confirme que son compte a bien été vidé au 1er avril 2010 alors que ce n'est pas possible puisqu'il est censé être mort : Sharon la montre aux autres et ils finissent par déduire que la personne qui a été retrouvée calcinée le soir du bal n'est pas Adam mais un autre homme.
Victor et Jack se rendent au Brésil pour retrouver avec Adam et réussissent à trouver l'hôtel où lui et Skye résident. Victor réussit à contacter l'organisateur de parties de poker, et le convainc de l'aider à piéger Skye. Il accepte et appelle Skye pour la convier à une partie où une somme importante d'argent est en jeu. Skye accepte sur-le-champ, au grand désarroi d'Adam. Jack rentre pour le procès de Nick puis Victor décide d'appeler Sharon pour qu'elle vienne le rejoindre afin de piéger Adam. Elle accepte. À son arrivée, il fait en sorte que Sharon se fasse photographier à sa sortie de l'aéroport. Ensuite, il la fait placer en Une du journal local pour qu'Adam la remarque quand il lira le journal. Et effectivement, Adam reconnaît Sharon et laisse partir Skye à sa partie de poker.
Lorsque Skye se rend à cette fameuse partie, elle rencontre Victor qu'elle reconnaît tout de suite. Victor lui propose une chose : le gagnant remporte Adam. Il gagne, elle est alors obligée de l'aider à retrouver Adam. Adam voit Sharon et la suit. Au moment de partir à l'aéroport (elle voulait retourner à Genoa car elle n'avait pas trouvé Adam), elle tombe nez à nez avec lui. Il pense qu'elle est là pour le piéger une nouvelle fois mais Sharon lui assure que non. Après tout ce qu'il a fait, elle éprouve toujours des sentiments pour lui, c'est pour ça qu'elle est venue mais refuse de lui faire encore confiance. Elle lui demande de la suivre à Genoa mais au moment où elle appelle un taxi, Adam reçoit un appel de Skye et s'en va. Il rejoint Skye au village de pêcheurs et s'aperçoit qu'elle l'a piégé quand le juge qui devait les protéger et Victor apparaissent. Victor vient avec des hommes armés qui menacent Adam de le tuer s'il ne vient pas avec lui. Adam est donc contraint de suivre Sharon et Victor. À leur retour, Sharon lui fait comprendre à plusieurs reprises qu'elle ne veut plus du tout avoir affaire à lui. Par amour, il décide de respecter sa volonté.

### De ses retrouvailles avec Nicholas à la mort de Skye
Quelques mois plus tard, le 30 septembre 2010 (autour d'avril 2014 en France sur TF1), Nick et Sharon organisent une fête pour le premier anniversaire de leur fille Faith. À la fin de cette fête, Nick et Sharon se rapprochent. Quelques jours plus tard, lorsqu'il repart travailler, Nick embrasse Sharon. Cela sera un début de réconciliation. En novembre 2010, alors que Nick vient tout juste de divorcer de Phyllis, ils se rapprochent encore plus et couchent ensemble. Le 15 novembre, il la demande en mariage et elle dit "oui". Mais Sharon, se sentant confuse des sentiments qu'elle éprouve pour Nick et Adam, décide de partir pour la Nouvelle-Orléans. Adam, Nick, Michael et Phyllis la suivent. Là-bas, elle retombe dans les bras d'Adam mais se rend finalement compte qu'elle veut être avec Nick. Cependant juste après, Adam est arrêté pour le meurtre de Skye.
Nick est horrifié quand il voit Sharon et Adam ensemble avant l'arrestation de celui-ci. Elle essaie de lui expliquer qu'elle est sûre qu'elle veut être avec lui maintenant mais Nick décide d'annuler leurs fiançailles et de la quitter, d'autant plus quand il apprend qu'elle a couché avec Adam à la Nouvelle-Orléans. Sharon engage Leslie Michaelson, une avocate qui travaille pour le compte de Vance Abrams afin de défendre Adam parce qu'elle croit en son innocence. Elle décide alors de prouver l'innocence d'Adam et se met tout le monde à dos. De plus, Phyllis publie un article scandaleux sur elle qui l'isole de tout le monde et même sa famille puisque Noah ne veut plus lui parler et Nick est sur le point de demander la garde exclusive de Faith. Finalement, Adam est relâché, faute de preuve. Sharon et lui découvrent bientôt que Skye est toujours en vie et pensent que Victor l'a aidé à monter sa mort. Les vêtements ensanglantés de Skye sont retrouvés à côté de la gare cachés près d'une benne à ordure. Adam est de nouveau arrêté. Sharon cherche des éléments qui pourront prouver que Skye est toujours en vie. C'est alors qu'Adam se souvient qu'elle commandait souvent un parfum très rare, vendu dans une seule boutique dans le monde entier. Grâce à Jack, elle trouve le nom de ce parfum, la boutique qui le vend et une commande récente passée depuis Hawaï. Le 29 décembre 2010 (épisode diffusé en France le 23 juin 2014 sur TF1), Sharon décide de s'y rendre pour retrouver Skye, bien qu'Adam ne soit pas si enchanté qu'elle y aille seule. Arrivée à Hawai, elle trouve l'hôtel de Skye et commence à questionner les clients et le propriétaire, Koa. Tout le monde dit ne pas la connaître. Dans la foulée, un moniteur de randonnée lui propose de faire une excursion sur le volcan de l'île. Elle refuse dans un premier temps mais après qu'Adam lui a dit, par téléphone, qu'elle trouvera sûrement Skye là-bas, elle accepte. Elle finit par retrouver Skye près du cratère du volcan et lui dit toute la vérité. Skye refuse de retourner à Genoa. Sharon décide alors de prendre une photo d'elle en vie pour la montrer à la police de Genoa, seulement en tentant de lui prendre l'appareil photo des mains, Sharon se défend et Skye tombe dans le cratère. Sharon la tient et essaye de la remonter. Skye refuse et glisse volontairement dans le cratère. Elle tente ensuite d'expliquer ce qu'il s'est passé aux autorités locales, qui ne la croient pas du tout.

### Sharon, accusée de meurtre
De retour à Genoa et sans preuve, Sharon clame qu'elle a vu Skye à Hawaï mais qu'elle est morte sous ses yeux. Naturellement, personne ne la croit, dans un premier temps. Cependant Jack, curieux de savoir si Victor aurait seulement pu faire inculper son fils pour un crime qu'il n'a pas commis, se rend à Hawaï et constate finalement que Skye était bien à là-bas avant de mourir en découvrant sous les décombres de sa cabane (que Victor a brûlé) son parfum ainsi que son porte-clés. Adam finit par être libéré et Sharon lui propose d'emménager chez elle. Il accepte. Quand Nick l'apprend, il demande immédiatement la garde exclusive de Faith mais il ne l'obtient pas car rien ne peut empêcher Faith d'être avec sa mère. Mais quelques jours plus tard, Sharon est arrêtée pour le meurtre de Skye. En effet, après avoir écouté ses dires quant à la nuit où Skye est morte, la police pense qu'elle a volontairement lâché la main de Skye au-dessus du cratère afin de la tuer. La juge des enfants revoit alors sa décision et décide d'accorder la garde exclusive de Faith à Nick (épisode diffusé en France fin juillet 2014 sur TF1).
Adam tente alors le tout pour le tout afin de prouver l'innocence de Sharon. À la Saint-Valentin, il la demande en mariage et elle accepte. Ensuite, ils apprennent pour la vidéo que Jack et Phyllis ont trouvé. Adam confronte son père et lui reproche de laisser Sharon tomber alors qu'elle est innocente. Victor dit à Adam qu'il accepte d'aider Sharon à condition qu'Adam se joigne à lui contre Abby, Nick et Victoria. Il accepte à contrecœur et ne le dit pas à Sharon mais elle finit par le découvrir et est absolument contre. Adam essaye de faire machine arrière mais Victor le fait chanter car il sait qu'il a voulu faire croire que Skye était toujours en vie en utilisant une de ses fausses identités et un de ses comptes. Victor lui demande de mentir au juge en disant qu'il a falsifié les clauses de confidentialité concernant Abby, Nick et Victoria quand il était à la tête de N-E en 2008, car c'est sur ces closes que repose le procès. Adam est contraint d'accepter et ment au juge pour son père. Après avoir entendu les propos d'Adam, le juge décide  d'organiser une ultime confrontation pour prendre sa décision. Cette confrontation a lieu le 8 mars 2011, jour de l'anniversaire de Victor. Le juge finit par statuer en faveur des enfants Newman car Adam ne s'est pas présenté à la confrontation et Neil, qui a témoigné pour eux, démonte les dires d'Adam. En fait, Adam a disparu et personne ne sait où il est. Sharon s'inquiète de n'avoir aucune nouvelle de lui et demande à Paul de le retrouver. Celui-ci parvient à le retrouver en Thaïlande. Alors qu'elle n'a pas le droit de quitter le pays, Sharon décide d'aller le rejoindre utilisant un faux-passeport au nom de Faith. Au moment de partir, elle reçoit la visite de Phyllis, qui lui demande où est-ce qu'elle va. Sharon lui dit que ça ne la regarde pas. Cependant à ce moment-là, des policiers à la recherche d'Adam arrivent et Sharon prend peur, en pensant qu'ils viennent pour elle, et Phyllis le voit. Après leur départ, elle met Phyllis et la porte et s'en va à l'aéroport. Ce qu'elle ne sait pas, c'est que Phyllis l'a suivi. Mais une fois dans l'avion, la sécurité évacue Sharon Modèle:Pas Clair, Faith Newman est âgé d'un an. Aussitôt sortie de l'aéroport, elle se fait arrêter pour avoir voulu quitter illégalement le territoire et reste en prison jusqu'à son procès commence.
Le 29 mars 2011, c'est le début de son procès. Avant de sortir de prison, elle reçoit la visite de sa mère qui lui annonce qu'elle ne compte pas venir à son procès car elle est beaucoup trop déçue par son comportement. C'est alors qu'elle réalise qu'il y a de véritables chances qu'elle aille en prison et qu'elle ne revoie plus ses enfants. Mais Nick lui fait la surprise de lui emmener Faith afin qu'elle la voie. De plus, il décide de rester à son procès pour la soutenir. Pendant le procès, Sharon arrive à garder son calme et répondre aux questions d'une traite jusqu'au moment où le procureur, qui l'accuse du meurtre, insinue que c'est de sa faute si Cassie est morte. Sharon s'insurge. Puis Victor témoigne en sa faveur sauf qu'il ne répond à toutes les questions qui lui sont posées à propos de Skye, ce qui sème le trouble chez la partie civile et met Sharon dans une position délicate. Ensuite, Sharon témoigne pour prouver son innocence et Adam débarque. Passé les retrouvailles, Adam lui avoue qu'il avait retrouvé Koa en Thaïlande, qui avait son appareil photo, sauf qu'il a réussi à le lui prendre et le vendre lors d'un marché nocturne. En voulant être honnête avec elle, Vance lui conseille de plaider coupable pour avoir une réduction de peine mais Sharon refuse ; elle ne veut pas passer pour une meurtrière alors qu'elle n'a rien fait. C'est alors qu'Adam lui propose de s'évader mais Sharon refuse catégoriquement, elle pense que les jurés la reconnaîtront non coupable du meurtre de Skye. Tout de même, Adam tient à l'aider à s'évader si elle est finalement reconnue coupable. Il cache un sac dans les toilettes pour dames du tribunal contenant une fausse carte d'identité, des clés de voiture, des vêtements, un tube de coloration pour cheveux et du chloroforme. Le 8 avril, la sentence tombe : Sharon est reconnue coupable du meurtre de Skye.

### L'évasion et la cavale de Sharon
Après la sentence, Sharon est effondrée. Elle dit à la policière qui la raccompagne à sa cellule qu'elle a besoin d'aller aux toilettes. Quand elle entre dans la cabine, elle trouve le sac que lui a laissé Adam. Elle imbibe un mouchoir de chloroforme et sort si vite de la cabine que la policière ne la voit pas arriver, lui mettre le mouchoir sur le nez et l'endormir. Après avoir mis la policière hors d'état de nuire, Sharon s'évade en passant par une fenêtre avec des barreaux qu'Adam avait coupés pour elle sans qu'on s'en rende compte. Elle s'arrête dans des toilettes au bord de la route afin de se teindre les cheveux en brun et changer de vêtements. Elle se rend ensuite chez sa mère, à qui elle demande une seule chose : de veiller sur Faith. Mais Doris tente de lui faire comprendre que s'évader n'est pas la solution et qu'en restant à Genoa, elle pourra elle-même veiller sur sa fille. Elle veut appeler la police, mais Sharon refuse. Elles se disputent et Sharon finit par s'en aller en claquant la porte. Juste après, elle téléphone Adam. Elle lui dit qu'elle en a marre et qu'elle ne sait pas comment elle pourra vivre constamment en cavale. Mais Adam, à Saint-Martin afin d'emmener Phyllis et Nick sur une fausse piste, la remotive et lui dit qu'il compte venir à sa rencontre le soir-même. Alors Sharon, à la Nouvelle-Orléans, décide de s'arrêter dans un hôtel en bord de route. Seule dans sa chambre, elle réalise qu'elle inflige à ses enfants la honte d'avoir une mère accusée de meurtre et en cavale et prend conscience des erreurs qu'elle a accumulées. Elle décide alors de ne pas attendre Adam et de partir en cavale seule. Avant de partir, elle écrit 3 lettres d'adieu pour Adam, Noah et Faith qu'elle laisse sur la table de chevet. De nouveau sur la route, Sharon se fait attaquer par un couple qui lui vole sa voiture mais aussi ses bijoux dont sa bague de fiançailles. N'ayant plus de papiers ni de voiture, elle erre au bord de la route jusqu'au moment où elle trouve un dinner dans lequel elle s'arrête pour manger. Pendant ce temps, Adam arrive à l'hôtel de Sharon mais constate qu'elle n'est pas là. Le propriétaire le fait entrer dans sa chambre et là, il tombe sur les lettres qu'elle a laissées. Il lit celle qui lui est adressée et comprend que Sharon ne l'a pas attendu. Il est encore sous le choc par rapport à ce qu'il a lu quand le propriétaire l'informe qu'il y a eu un accident de voiture non loin de l'hôtel et que la voiture correspond à celle de Sharon. Au dinner, Sharon entend aussi qu'il y a eu un accident de voiture mais que la conductrice en est morte, gravement brûlée et "qu'il pourrait s'agir de Sharon Newman à cause de la photo du faux permis de conduire retrouvé dans son sac côté passager". Elle comprend alors que c'est la femme qui lui a volé sa voiture qui est morte et qu'on pense que c'est elle-même. Sharon paie et s'en va immédiatement du dinner. Elle se dit que c'est peut-être mieux qu'on la pense morte finalement. Adam, lui arrive sur le lieu de l'accident et voit l'ampleur des dégâts. Plus tard, il va reconnaître le corps et en voyant la bague de fiançailles de sa mère qu'il a donnée à Sharon au doigt du cadavre, il confirme au médecin légiste que c'est bien elle. Elle est alors officiellement déclarée morte le 15 avril 2011 (épisode diffusé en France début octobre 2014 sur TF1). Au petit matin, Sharon continue d'errer dans le désert jusqu'au moment où elle trouve une grange qui semble abandonnée. Elle prend des duvets et s'endort sur du foin. Mais alors qu'elle dort, un homme la réveille. Tout d'abord effrayée, Sharon se lève vivement et le menace avec une fourche. Mais l'homme lui dit qu'il ne lui veut aucun mal et qu'elle est dans sa grange. Finalement, Sharon pose la fourche et s'excuse. Au moment de partir, une des brebis de l'homme s'apprête à mettre bas. L'homme lui demande son aide. Elle accepte et ensemble aident la brebis à mettre bas. Ensuite l'homme se présente à Sharon en lui disant qu'il s'appelle Sam Gibson et elle, lui donne un faux nom : Sheri Coleman.

### Sheri Coleman
Le 18 avril 2011 (épisodes qui seront diffusés en France début octobre 2014 sur TF1), la ville de Genoa apprend qu'elle vient de mourir dans un accident de voiture. Toute sa famille est anéantie. Quelques jours plus tard, le 22 avril, auront lieu ses funérailles où Nick tient un discours en mémoire de son ex-femme, la mère de ses deux enfants Noah et Faith. Et là, il dit qu'elle a toujours compté pour lui et qu'elle a été son premier grand amour. Pendant ce temps, Sharon qui se fait maintenant appeler Sheri aide Sam, vétérinaire, à s'occuper de ses animaux car il accepte de l'héberger. Il lui demande donner un nom à l'agnelle de la brebis qui a mis bas et elle décide l'appeler Fanny. Sharon demande à Sam d'aller lui chercher des vêtements car elle ne veut pas quitter la ferme par peur qu'on la reconnaisse. Sam, qui ne se doute de rien, accepte et se montre prévenant avec elle. Très vite, Sam lui présente Piper, sa jeune voisine à qui appartient Fanny mais qu'il garde pour elle. Sharon ne sort jamais de la grange, ce qui intrigue Sam. Mais la voyant très proche et attentionné envers les animaux, il propose de l'engager comme assistante. Elle refuse dans un premier temps puis accepte de l'assister mais sans rémunération parce qu'elle souhaite tout simplement lui rendre service comme lui, lui a rendu service. Cette cohabitation leur permet de faire plus ample connaissance. Quand Sam lui prête son ordinateur portable, Sharon se rend sur la « page Faceplace » crée en hommage à elle où elle voit des messages très négatifs parlant de son suicide. Le jour de l'anniversaire de la mort de Cassie, Sharon est triste et nostalgique. Sam le voit et lui demande ce qu'il lui arrive. Sharon lui explique comment elle a perdu sa fille, ce qui le touche beaucoup et lui permet d'en apprendre plus sur elle. Pour lui remonter le moral, il lui prépare un dîner. Sharon l'en remercie. Quelques jours plus tard, a lieu le concours du plus bel agneau. Poussée par Sam et Piper, Sharon décide de les accompagner. Après que Fanny a gagné le concours, Sam et Piper s'en vont chercher une barba-papa et c'est là qu'elle voit Adam (revenu à la Nouvelle-Orléans pour prouver à la police de Genoa et à la police d'assurance vie de Sharon que sa mort était accidentelle). Elle se rapproche mais se cache afin qu'il ne la voie pas. Il est vite rejoint par un expert qui a étudié la scène de l'accident et en a déduit que sa mort était bien accidentelle. Adam en est heureux, il dit à l'homme qu'il va pouvoir faire son deuil en sachant que la vérité est rétablie. Sharon est particulièrement touchée par les mots qu'emploient Adam. En l'entendant parler, elle comprend qu'elle ne peut plus faire machine arrière. Tout le monde doit la croire morte et elle, doit refaire sa vie ici. Quand Sam et Piper reviennent, ils s'en vont. Alors qu'il est sur le point de partir, un homme vient à la rencontre d'Adam. C'est l'homme qui a volé la voiture de Sharon ! Celui-ci lui demande s'il est sûr que c'est bien Sharon qui est morte dans cet accident le 15 avril car sa femme a disparu à la même date. Adam lui confirme que c'est bien Sharon car quand il est allé reconnaître le corps, il a reconnu la bague de fiançailles de sa mère qu'il lui avait offerte. Une fois Adam parti, l'homme reste très pensif. De retour à Genoa, Adam ne cessera de chercher des preuves de l'innocence de Sharon afin de restaurer son image.
Quelques jours plus tard, l'homme qui a volé la voiture de Sharon frappe à la porte de Sam pour lui demander s'il n'a pas vu sa femme, en lui montrant une photo. Sharon le reconnaît et essaye de cacher son visage quand il la regarde. Quand il part, elle craint qu'il l'ait reconnu. Au fil des semaines, Sam finit par tomber amoureux de Sharon mais il devient aussi de plus en plus suspicieux à son égard, certain qu'elle lui cache quelque chose. Quant à Sharon, elle en apprend plus sur lui : sa femme l'a quitté il y a longtemps parce qu'il se consacrait uniquement à son travail et il ne lui reste plus que son chien, son fidèle compagnon. Un jour, Sharon se blesse en nettoyant la grange. Sam veut l'emmener à l'hôpital mais elle refuse catégoriquement. Il lui demande alors des explications. Elle se contente de lui dire qu'elle a fui ses problèmes. Alors qu'ils l'aident à se relever, ils s'embrassent. Peu après, le 3 juillet, il invite Sharon à diner. Celle-ci finit par accepter après avoir refusé. Sam s'absente l'après-midi. Le soir venu, Sharon, apprêtée, l'attend pendant plusieurs heures mais ne le voit pas arrivé. Elle s'inquiète. C'est alors qu'il revient complètement ivre et très désagréable. Sharon ne comprend pas ce qu'il lui arrive et ne le reconnaît pas. Il pète un plomb alors Sharon décide de s'en aller. C'est alors qu'il lui dit que son chien est mort. Quand elle voit à quel point il est anéanti, elle décide de rester pour le soutenir. Ils se rapprochent et couchent ensemble. À son réveil, Sharon se sent horriblement coupable. Alors qu'il dort encore, elle décide de lui dire toute la vérité sur papier. Sous forme de flash-backs, elle retrace son passé, parle des évènements les plus marquants de sa vie tout en lui expliquant comment elle est arrivée chez lui. Quand elle finit d'écrire sa lettre, Sharon la déchire. Au réveil de Sam, Sharon lui dit qu'elle regrette ce qu'il s'est passé entre eux et qu'elle compte partir le jour-même. Mais elle change d'avis quand Sam lui propose de vivre avec lui.
Le 8 juillet, Nick, Doris, Noah et Faith lui rendent un dernier hommage. Sa mère dit qu'elle a été "sa baby girl". Noah parle pour lui et sa petite sœur. Il lui dit qu'il l'aime et qu'elle lui manque. Nick dit qu'elle a été son premier amour et sa meilleure amie malgré leur divorce. Puis sur le pont du parc de Genoa, il disperse ses cendres pour qu'ils puissent tous faire leur deuil. Pendant ce temps à la Nouvelle-Orléans, Sharon fait à sa nouvelle vie. Sam la sent beaucoup plus sereine, c'est alors qu'il lui propose d'aller au bal de la ville avec lui. Elle refuse. Cependant, Sam doit quand même y aller parce qu'il s'est engagé à aider pour les préparatifs. Après le départ de Sam, Piper arrive, en pensant partir à la fête avec "Sheri" mais celle-ci lui annonce qu'elle ne compte pas y aller. Elle accepte finalement quand elle lui dit que c'est la première fois que Sam se rend au bal depuis que sa femme l'a quitté. Elle fait donc une surprise à Sam en arrivant à la fête, avec Piper, avec la robe qu'il lui a achetée. Sam lui présente ses amis, dont le policier qu'il l'a arrêté sur la route après son évasion, la propriétaire du dinner dans lequel elle est allée après s'être faite volé sa voiture et enfin le père de Piper, policier aussi. Au cours de la fête, l'homme qui a volé sa voiture tente de voler celle de la propriétaire du dinner. Il est maîtrisé par les amis policiers de Sam, qui le ramènent à l'intérieur de la grange où a lieu la fête pour que la femme le reconnaisse. Sauf qu'en entrant, il reconnaît parfaitement Sharon, de même qu'elle. Les amis policiers de Sam l'amènent dehors et là il leur explique que Sharon Newman est bien en vie et à l'intérieur. Ils rentrent dans la grange et arrête Sharon devant tout le monde. Sam ne comprend pas, Sharon a juste le temps de lui dire qu'elle lui a menti à propos de son identité et qu'elle est désolée. Piper est en larmes. Au même moment, Adam trouve la carte mémoire de l'appareil photo de Sharon contenant la vidéo avec Skye juste avant sa mort. Il peut donc laver le nom de sa bien-aimée.

### Le retour de Sharon: la fin de son histoire avec Adam
La nouvelle quant à l'arrestation de Sharon se répand le soir-même à Genoa. Ce sont tous d'abord Nick et Phyllis qu'ils l'apprennent par téléphone, puis Noah à la télé et enfin Jack et Adam sur Internet.
Le 11 juillet (épisodes qui seront diffusés en France fin décembre 2014 sur TF1), elle est transférée à Genoa. Phyllis se rend au poste pour voir Sharon de ses propres yeux. Nick la suit et lui demande de s'en aller pour éviter un scandale. Il demande des explications à Sharon mais en les entendant, il pète un plomb. Il n'arrive pas à croire qu'elle n'ait pas pensé que se faire passer pour morte a été douloureux pour tous ses proches. Il la blâme pour ce qu'elle a fait et s'en va. C'est ensuite Adam qui parle avec elle. Il est plus heureux que jamais, ayant rêvé que ce jour arrive. Il ne lui en veut pas du tout. Sharon est heureuse aussi mais elle se sent coupable de l'avoir trompé avec Sam. Elle décide alors de tout lui dire sauf qu'Adam, vraiment très heureux, ne la laisse même pas parler. C'est alors que Sam débarque ! Sharon n'en revient pas, Adam se retourne et le voit. Les deux hommes comprennent alors ce qu'ils sont pour Sharon. Sharon tente de le retenir mais Adam s'en va, se sentant trahi. Quand il apprend que sa mère est en vie, Noah refuse d'aller la voir. Mais Eden, finalement, réussit à le convaincre d'aller la voir. Leurs retrouvailles sont émouvantes. Noah dit à sa mère qu'il lui pardonne tout. De plus, il lui dit qu'Adam a trouvé la preuve de son innocence. Mais pendant ce temps, Adam, fou de rage d'avoir été trompé, jette la carte mémoire depuis le pont du parc. Le lendemain, Sharon a une discussion avec Sam. Elle s'excuse encore de lui avoir menti. Elle répond à toutes ses questions mais au bout d'un moment, elle lui demande de partir, retourner au ranch et à sa vie de vétérinaire seul en oubliant qu'il l'a rencontré et ce qu'il s'est passé entre eux. Sam refuse de partir pour le moment, il veut en savoir plus sur ses déboires judiciaires et à partir de là, il décidera de ce qu'il fera. Finalement, c'est Victor qui le convainc de rester pour Sharon. Ensuite, Sharon demande à Adam de venir la voir. Elle lui explique tout, avec Sam. Adam lui dit qu'il est très déçu qu'elle n'ait pas essayé de le contacter parce qu'il aurait été prêt à l'aider. Sharon lui dit alors qu'elle l'a vu à la fête du plus bel agneau de San Pueblo mais qu'elle n'a pas été le voir pour ne pas l'impliquer dans sa cavale. Quand elle lui demande pour la preuve de son innocence, Adam lui ment ouvertement en lui disant qu'il n'a finalement rien trouvé. Malheureusement, sans cette preuve, rien ne peut la sauver. 
Le lendemain, la juge la condamne à 25 ans de prison pour meurtre avec préméditation et 5 ans en plus pour s'être évadée. Sharon est bouleversée. Victor, qui est venue à l'audience, lui promet qu'il la sortira de prison. Mais Sharon a perdu tout espoir. Quant à Adam, il est impassible. Son attitude surprend bon nombre de monde, surtout Phyllis. Elle ne comprend pas pourquoi Adam n'est pas auprès de Sharon, pourquoi il ne cherche plus à l'innocenter alors que c'est maintenant qu'elle en a le plus besoin. Alors, elle décide de chercher des réponses. Elle contacte l'ami de Malcolm à qui avait confié les cartes mémoires et qui en avait remis une partie à Adam. Celui-ci lui annonce qu'Adam l'a appelé afin de restaurer le son sur une vidéo en particulier. Elle découvre plus tard que c'est la vidéo sur laquelle Sharon tente de sauver Skye. Elle confronte Adam, qui lui dit qu'il n'a finalement rien trouvé. Mais Phyllis n'y croit pas et lui demande la carte mémoire contenant la vidéo. Adam lui dit qu'il ne l'a plus. Elle décide alors d'écrire un article qui accuse Adam d'avoir la preuve de l'innocence de Sharon mais de ne pas l'utiliser pour la faire libérer. Lorsque l'article sort, Leslie le montre immédiatement à Sharon. Elle ne peut pas le croire mais son entourage si ainsi que Sam. Ensuite Leslie informe Sharon qu'elle va être conduite au pénitencier le jour même  mais qu'elle peut y échapper si elle accepte le marché que lui propose Walsh. Il lui propose d'avouer qu'Adam l'a aidé à s'évader en signant une décharge et en échange, elle pourra rester en prison à Genoa donc être plus proche de sa famille. Elle refuse de dénoncer l'homme qu'elle aime mais quand Leslie lui demande s'il vaut vraiment la peine qu'elle passe des années en prison loin d'ici, elle devient pensive. Sam revient la voir, elle lui explique le marché de Walsh et il lui conseille d'accepter. C'est alors qu'Adam arrive et les interrompt. Sam les laisse discuter. Adam manipule Sharon en lui disant qu'il l'aime toujours bien qu'elle l'ait trompé et qu'elle va passer une grande partie de sa vie en prison. Il lui dit qu'il veut malgré tout sceller leur amour et lui montrer à quel point il l'aime en se mariant de nouveau. Sharon est étonnée mais surtout folle de joie : pour elle, ce sera son dernier moment de bonheur avant la prison. Elle lui fait part aussi de la proposition de Walsh et à sa grande surprise, Adam lui conseille d'accepter.
Le lendemain, le 23 juillet, un prêtre vient à la prison pour les marier. Alors qu'ils sont en train d'échanger leurs vœux, Sharon dit "oui" mais Adam dit "non". Dans un premier temps, elle est choquée et ne comprend pas. Adam lui dit que jamais il ne pourra se marier avec elle après ce qu'elle lui a fait. Sharon finit par comprendre : il n'a pas digéré le fait qu'elle l'ait trompé avec Sam et même le lui fait payer en lui faisant croire qu'il l'aime toujours. Adam lui dit qu'elle mérite ce qu'il lui arrive. Elle n'en revient pas car c'est pour lui qu'elle se retrouve maintenant dans cette situation. Elle comprend que tous ceux qui lui ont dit de se méfier de lui avaient raison. Elle comprend aussi que Phyllis avait raison : il a la preuve de son innocence mais il ne l'utilise pas pour la disculper. Adam lui fait comprendre qu'il ne l'a plus et avant de partir, il donne sa bague de fiançailles, la bague de sa mère, au gardien qui les surveille car pour lui, elle n'a plus la même valeur depuis que Sharon l'a porté. Après son départ, Sharon est conduite au pénitencier. Quand Sam apprend ce qu'il a fait à Sharon, il va lui rendre visite et le frappe. Victor prend alors les choses en main. Il décide d'engager une nouvelle avocate pour la défendre, la célèbre Avery Bailey Clark le 27 juillet (épisode diffusé en France le 6 janvier 2015 sur TF1). Avery trouve l'affaire intéressante, cependant, elle n'est pas sûre de défendre Sharon au début puisqu'elle a d'autres clients à New-York, la ville d'où elle vient. Finalement, Victor la convainc d'abandonner ses affaires en cours pour Sharon.

### Sharon, totalement blanchie dans la mort de Skye
Lorsqu'elle va la voir en prison, Sharon lui raconte tout ce qui s'est passé pour qu'elle se retrouve ici et notamment le fait qu'Adam ne veuille pas utiliser la carte mémoire de son appareil photo pour l'innocenter (voir les articles sur Sharon et Adam). Elle décide alors, dans un premier temps, de draguer Adam pour essayer d'en savoir plus sur cette carte mémoire sauf que dès leur première rencontre, Adam la repère, sachant déjà qui elle est. De plus, il lui avoue plus tard à demi-mot qu'il a jeté la carte mémoire dans le ruisseau dans le parc de Genoa. Elle en parle à Sharon, qui perd confiance. Mais Avery lui dit qu'elle n'a pas dit son dernier mot. En effet, elle tente d'organiser un nouveau procès pour Sharon en montrant qu'il y a eu vice de procédure dans le premier. Pour ce faire, elle révèle que les jurés se connaissaient déjà avant le début du procès et met le procureur au pied du mur qui est obligé de lui céder. Cependant, elle révèle plus tard une information de taille à Sharon : elle est la sœur de Phyllis ! Sharon se sent alors trahie par Avery, qui lui dit qu'elle comprendra si elle souhaite changer d'avocat. Mais Sharon refuse parce qu'elle a maintenant une véritable chance de s'en sortir grâce à elle. 
Ce nouveau procès débute en septembre. Adam témoigne contre Sharon, expose son infidélité avec Sam, affirme qu'elle a voulu abandonner ses enfants et dit qu'il ne sait pas si Sharon a tué Skye. Mais Avery le discrédite quand elle le fait lire devant la cour le compte rendu du témoignage qu'il a fait après la première arrestation de Sharon dans lequel il dit qu'elle n'aurait jamais pu tuer Skye et qu'elle n'était pas allée à Hawaï dans ce but. Sentant que le procès débute mal pour lui, le procureur propose le jour-même une offre à Sharon : si elle plaide coupable, elle ne fera que 18 mois de prison. Sharon accepte au grand regret de Victor et Avery. Pour lui faire changer d'avis au dernier moment, Avery demande à Nick d'emmener Noah et Faith au tribunal lorsque Sharon rendra sa décision au juge. Sa stratégie se révèle payante puisqu'en voyant ses enfants, Sharon refuse la proposition du procureur. Elle ne veut pas reconnaître quelque chose qu'elle n'a pas fait. Le lendemain, Sharon découvre que Daisy Carter est incarcérée dans la même prison qu'elle. C'est d'ailleurs elle qui la secoure quand une prisonnière l'agresse. Avery se rend immédiatement en prison après avoir appris la nouvelle et voit Sharon et Daisy ensemble. Elle fait connaissance avec Daisy, qui rapidement lui demande l'aide afin que Phyllis lui amène sa fille. Avery accepte.
Très vite après le début de ce nouveau procès, les choses tournent mal pour Sharon et ses chances de sortir de prison deviennent de plus en plus minces. Un jour, Adam lui rend visite et lui demande pourquoi elle s'est fait passer pour morte et si elle a pensé à lui durant toute cette période. Sharon, plus que choquée, lui répond que oui et lui dit qu'elle était amoureuse de lui jusqu'au moment où elle est revenue, qu'il l'a quitté et qu'il a ruiné ses chances de s'en sortir en faisant disparaître la carte mémoire. Adam lui propose alors de l'aider mais elle refuse totalement et lui ordonne de s'en aller. Parallèlement, Sam rentre au Nouveau-Mexique mais dit à Sharon qu'il reviendra la voir très bientôt. De plus, Victor souhaite témoigner en sa faveur à son futur procès et dire toute la vérité cette fois-ci mais Sharon refuse, par peur qu'il récolte des ennuis par rapport au rôle qu'il a joué dans la disparition de Skye. Cependant, Adam, toujours amoureux de Sharon, va essayer de rattraper son erreur et décide de l'aider secrètement. Le 27 octobre 2011, Chance, sur l'affaire Colin Atkinson (voir Jill Foster et Cane Ashby), est de retour à Genoa. Heather lui avoue qu'elle l'aime toujours et qu'elle souhaite reprendre leur relation mais Chance lui dit que ses sentiments ont changé et que tout est fini entre eux. Le cœur brisé, Heather se rend au bar de l'Athlétic Club et commence à boire. Là, Adam la voit et l'invite à boire avec lui en toute amitié. Très vite, Heather devient ivre et décide de rentrer. Mais Adam lui dit de ne pas prendre le volant et lui propose de monter dans sa chambre pour se reposer. Réticente au début, Heather finit par accepter. Pendant qu'elle s'absente aux toilettes, il appelle Ricky (le demi-frère d'Heather) et lui demande de venir en urgence. Au retour d'Heather, Adam l'embrasse langoureusement devant la porte de sa chambre puis à l'intérieur pendant que Ricky prend des photos d'eux. Le lendemain, Adam va voir Sharon à la prison et lui dit qu'il l'a aidé sans qu'elle le sache. Mais Sharon ne prend pas ses paroles au sérieux jusqu'au moment où Avery, que Ricky a mis dans la confidence, lui dit ce qu'il a fait. Avery lui dit alors qu'elle utilisera les photos pour démontrer un vice de procédure. Le 2 novembre 2011, une nouvelle audition dans le procès de Sharon a lieu. Dès le début de la séance, Avery dit au juge qu'elle a un nouvel élément à lui montrer, élément qui pourrait remettre en cause le procès. Mais au moment où elle s'apprête à lui montrer les photos, Ronan et Phyllis débarquent en disant détenir la preuve de l'innocence de Sharon et apportent au juge la carte mémoire tant recherchée. En effet, Ronan l'a retrouvé dans  la rivière sous le pont du parc après avoir fait dragué l'eau dans le cadre de l'enquête sur le meurtre de Diane, dont le corps a justement été retrouvé là, et Phyllis qui rendait visite à Ronan au poste l'a reconnu. Après avoir entendu le dernier échange entre Sharon et Skye sur le volcan, le juge retire toutes les charges contre Sharon, y compris celle concernant son évasion considérant qu'elle l'a payé tout le temps qu'elle est restée en prison. Sharon n'en revient pas et est plus qu'heureuse. Elle remercie Phyllis en pleurs et celle-ci lui dit de se souvenir, à l'avenir, que c'est elle qui l'a sauvé et non Avery, tout en profitant pour prendre l'enveloppe contenant les photos d'Adam et Heather sans que personne la voie. Après la libération de Sharon, Phyllis les poste en ligne, ce qui provoque une tornade médiatique et contraint Heather à quitter Genoa.

### Le mariage avec Victor
Enfin libre, Sharon savoure chaque moment qu'elle passe avec ses enfants. Elle a l'occasion de parler avec Adam et lui dit qu'elle ne veut plus rien avoir à faire avec lui. Elle trouve honteux ce qu'il a fait à Heather, même si ça aurait pu lui permettre de sortir de prison. Cependant, pour elle, cet acte montre bien qu'il est machiavélique, qu'il n'hésite pas à nuire délibérément aux autres. Pourtant, Adam lui dit qu'il sait que malgré tout ce qui s'est passé entre eux, leur histoire n'est pas finie. Mais Sharon lui dit qu'au contraire, elle est bel et bien finie. Par ailleurs, Nick ne peut s'empêcher de se demander si elle n'abandonnera leurs enfants pas une nouvelle fois. Sharon lui jure que non et qu'ils sont sa priorité. Aussi, elle pense à Sam qui l'a tant soutenu pendant tout le temps qu'elle était en prison. Alors, après avoir obtenu la permission de Nick pour emmener Faith avec elle, elle rend une visite surprise à Sam et à Piper au Nouveau Mexique. Peu après son retour, Nikki revient de cure de désintoxication et avoue à Victor qu'elle a tué Diane. Pour la protéger, Victor décide de s'accuser du meurtre et demande à Adam de dire à la police qu'il l'a vu tuer Diane en échange de sa place de PDG de Newman Entreprises. Victor est emprisonné mais de nombreuses personnes dont Sharon ne croit pas à sa soudaine culpabilité et veut l'aider comme lui l'a aidé quand elle était en prison. Alors, en séduisant Adam afin de gagner sa confiance, elle réussit à lui faire avouer qu'il n'a pas vu Victor tuer Diane. Mais au moment où ils sont le plus proche, Nick les surprend et pense que Sharon retombe dans les bras d'Adam. Il remet une nouvelle fois son jugement en doute. Craignant qu'il ne veuille lui retirer une fois de plus la garde de Faith, elle demande à Avery de la représenter contre lui mais celle-ci lui dit qu'elle ne peut pas étant donné qu'elle a eu une relation avec Nick. Sharon n'en revient pas. Elle se contente alors de lui demander de le convaincre de ne pas faire ça. Mais Nick a d'autres préoccupations parce que ce jour-là, le tout Genoa apprend que Nikki s'est marié avec Deacon Sharpe à Las Vegas ! Victor est abattu et donc même s'il ne lui avoue pas, Sharon comprend que c'est elle qu'il protégeait. Elle passe alors tout son temps libre à la prison avec Victor, d'autant plus après qu'il a été condamné à 25 ans de prison pour meurtre avec préméditation. Le soir de Noël, alors qu'elle voulait passer le réveillon avec Victor et lui expliquer pourquoi elle s'est mariée avec Deacon, elle surprend Sharon avec lui. Victor lui demande aussitôt de s'en aller.
En voyant Sharon qui s'éloigne de plus en plus d'Adam, Nick est satisfait. Il lui demande alors de déposer une ordonnance restrictive contre lui pour qu'il ne s'approche plus de Faith et d'elle si elle veut passer du temps seule avec sa fille. Le jour même où elle la dépose, elle voit Adam devant chez elle. Elle lui ouvre la porte et ils ont une discussion sincère dans laquelle Adam lui dit qu'il l'aime mais qu'il est prêt à renoncer à elle si c'est le moyen qui lui permettra d'être avec sa fille. Elle lui fait comprendre qu'elle l'aime aussi mais que leur amour est impossible. En sachant que la mesure d'éloignement ne prendra effet que le lendemain, le 31 décembre, ils couchent ensemble et au réveil sont heureux de l'avoir fait juste avant que Nick arrive pour emmener Faith à Sharon. Plus tard dans la journée, elle rend visite à Victor et celui-ci la demande en mariage. Il lui dit que ce mariage leur sera bénéfique à tous les deux car elle, a besoin d'une protection et d'une sécurité et lui, de quelqu'un sur qui compter. Sharon est étonnée et très perturbée, c'est pourquoi il lui dit qu'il laisse y réfléchir. Le soir venu, Adam est au Jimmy's seul en pensant à Sharon. Désespéré de ne pas pouvoir être avec elle, il se rend chez elle ivre en lui disant qu'il l'aime et qu'il veut reprendre leur relation quoi qu'on en dise quand il voit une bague de fiançailles à son doigt. Il pense immédiatement que Nick l'a forcé à l'épouser pour pouvoir être avec Faith mais Sharon lui avoue que c'est Victor qui lui a offerte. Adam est abattu et perdu si bien qu'il s'en va sans un mot. La nouvelle des fiançailles se diffuse très vite dans la ville. Quand Nikki l'apprend, elle confronte Sharon en lui disant qu'elle n'est qu'une opportuniste. Nick débarque et s'en va avec Faith en disant à Sharon qu'il ne sait tout simplement plus qui elle est. Sharon s'en va immédiatement à la prison et annonce à Victor qu'elle accepte sa demande, n'ayant plus rien à perdre. Victor fait alors pression sur une juge qu'il connait afin qu'elle organise dans la même journée une audience préliminaire pour la garde de Faith sans en parler à Sharon. À la fin de l'audience, la juge accorde à Nick et Sharon la garde partagée. Nick est alors furieux et lui dit qu'elle a vendu son âme à son père. Après que tout le monde est parti du tribunal, Michael conseille à Sharon de ne plus renouer avec Adam si elle veut conserver la garde car il serait légitime que Nick fasse tout la lui retirer. Mais juste après, Adam arrive au tribunal pour la féliciter. Ils sont seuls, Sharon lui demande de partir mais il refuse parce qu'il sait qu'elle ne le veut pas vraiment. Pour le lui prouver, il appelle la police lui-même pour dire qu'il viole l'ordonnance restrictive en pensant que lorsque les agents arriveront, Sharon les empêchera de l'arrêter. Mais à sa grande surprise et à sa grande déception, elle leur demande de l'arrêter. Le lendemain, le 14 janvier 2012 (épisode diffusé en France en mai 2015 sur TF1), Nikki découvre qu'elle a bien tué Diane mais en légitime défense et alors qu'elle se rend à la prison pour en informer Victor, elle arrive à la fin de sa cérémonie de mariage avec Sharon.

### Le retour avec Adam
Pour se venger de son père, Adam décide de vendre Beauté de la Nature, la filiale la plus rentable de l'entreprise. Immédiatement, Jack lui demande de la lui vendre mais Adam a d'autres plans : il passe un marché avec Tucker dans lequel il lui demande de l'embaucher en échange de Beauté de la Nature. Sachant pertinemment qu'Adam veut nuire à son entreprise en vendant Beauté de la Nature, Victor demande à Sharon de le représenter à la réunion entre les membres du conseil quant à la vente ou non de la filiale et de voter contre. Ainsi, Sharon empêche la vente de la filiale. Mais juste après, il lui demande de voter la vente de la filiale et de n'en parler à personne, ce que Sharon ne comprend pas. Victor lui demande seulement de lui faire confiance. Parallèlement, Adam organise un nouveau vote et annonce à Sharon qu'il sera à bulletin secret cette fois-ci afin qu'elle puisse voter comme bon lui semble sans que personne ne le sache. Une nouvelle fois, Sharon fait ce que Victor lui a dit mais en allant le voir après, elle surprend Tucker qui sort du parloir. Elle comprend alors que Victor prépare et lui cache quelque chose. Elle confronte Victor qui lui avoue qu'il est en train de piéger Adam avec la complicité de Tucker, allié à la commission de marchés financiers pour le faire tomber. Elle se retrouve alors déchirée entre son amour envers Adam et sa loyauté envers Victor. Mais se sentant trahie et manipulée par son mari, elle décide de tout dire à Adam. Alors au lieu d'aller ouvrir les enveloppes pour voir qui aura fait la plus grosse offre, il couche avec Sharon sur le bureau de Victor, devant son portrait. Tucker ne reçoit pas l'appel d'Adam, ce qui provoque la vente de Beauté de la Nature au plus offrant, en l'occurrence, la société NMJ qui s'avère être la société écran de Geneviève, la fiancée de Jack. Le soir même, Ronan fait arrêter toutes les personnes impliquées dans la mort de Diane. La police sait, grâce à Deacon que c'est Nikki qui a tué Diane en état de légitime défense mais de nombreuses zones d'ombres demeurent, comme le fait que des coussins avec des phrases renvoyant à chaque suspect aient été trouvés dans sa chambre ou encore la disparition de certains éléments de l'enquête. Deacon avoue qu'elle a accepté de marcher avec Adam le soir de sa mort et a demandé à Deacon de tout filmer. Il a donc filmé Diane en train d'étrangler Nikki et Nikki frappé Diane à la tête. Il a ramassé le téléphone d'Ashley, volé la caméra dans le parc et pris la seringue avant de les cacher derrière le Gloworn. Mais il avoue aussi que quelqu'un a volé toutes ses preuves. Comme aucun des suspects n'est en mesure d'aider la police, le procureur les arrête tous pour obstruction à la justice. Cependant, tout le monde est donc libéré le lendemain, le 30 janvier 2012 (épisode diffusé en France mi-mai 2015 sur TF1), Adam en premier étant donné que Sharon paie sa caution. Victor comprend tout de suite que Sharon a gâché son plan. Il n'est pas en colère mais lui demande d'ouvrir une bonne fois pour toutes les yeux sur Adam avant de lui dire qu'il va faire annuler leur mariage le jour même.
Paul découvre que la personne qui tourmentait les suspects du meurtre de Diane, qui a volé les preuves et qui a fait écrire les coussins est sa sœur Patty, qui se fait passer pour Myrna Murdock, la gouvernante de Geneviève. Alors que se prépare le mariage de Jack & Geneviève, Adam trouve Patty avec une arme dans son ancienne cachette sur le ranch Newman. Il comprend qu'elle compte tuer Geneviève, il tente alors de la dissuader en lui disant de partir maintenant. Comme elle refuse de l'écouter, il lui dit que Jack ne l'aime pas et furieuse, elle lui jette de l'acide au visage. Adam s'écroule, criant qu'il ne voit plus rien, alors que Patty s'enfuit. Le soir venu, après une discussion avec Cane, Geneviève prend conscience qu'elle a littéralement trahi Jack en achetant Beauté de la Nature dans son dos. Honteuse de ce qu'elle lui a fait, elle décide de ne pas se marier et de quitter la ville le soir-même. Elle écrit un mot dans lequel elle dit la vérité à Jack. Patty entre discrètement dans la maison et l'entend parler pendant qu'elle écrit. Après avoir fait livrer le mot à l'église, Geneviève monte, effondrée, à l'étage. Patty en profite alors pour lui voler sa robe de mariée, qu'elle a laissé sur le canapé, et réussit à intercepter le mot avant que le livreur n'arrive à l'église. Arrivée à l'église, la cérémonie commence. Elle avance vers l'autel et quand Jack soulève son voile, il la prend pour Emily (qui était en ville quelques jours auparavant et que Patty a imité la veille et le matin même). Folle furieuse, elle lui dit : "c'est Patty !" avant de lui tirer dessus et de s'enfuir. Quant à Adam, Sharon le retrouve et appelle les urgences.

### De la cécité d'Adam à la direction de Newman Cosmetics
À l'hôpital, les médecins concluent qu'Adam est aveugle. Il fait alors venir son spécialiste pour savoir si sa vue pourra être restaurée mais celui-ci lui dit qu'il y a vraiment très peu de chances. Sharon le dit à Victor. Elle lui demande alors de soutenir Adam mais Victor refuse catégoriquement. Cependant, sans en parler à personne, il appelle un spécialiste pour qu'il donne un deuxième avis médical à Adam. Ce spécialiste ne fait que de confirmer le pronostic du spécialiste d'Adam. Celui-ci tombe dans la déprime. Victor conseille alors à Sharon de l'emmener à la ferme de sa mère au Kansas sans lui dire que l'idée venait de lui. Ils y vont mais après avoir vu à quel point Adam était affecté que son propre père n'était même pas venu lui rendre visite à l'hôpital, elle lui dit tout. Il finit cependant par demander à Sharon de s'en aller, se sentant coupable de la priver de voir sa fille pour s'occuper de lui, et embauche une auxiliaire de vie. Le départ de Sharon le déprime d'autant plus. C'est alors qu'il reçoit la visite du fantôme de sa mère, qui lui demande de se reprendre, lui rappelant à quel point il est fort et capable de redevenir la personne honnête admirable qu'il était avant.
À partir de là, Adam jure de changer pour qu'elle soit fière de lui. Sharon revient à son chevet après que Nick a accepté qu'elle emmène Faith au Kansas avec elle. Ils se retrouvent au lit et Adam lui redonne la bague de sa mère. Sharon l'accepte avec plaisir mais préfère ne pas la porter pour le moment. Elle s'en va ensuite chercher à manger et laisse Adam un moment. Malheureusement, elle se retrouve piégée dans une tempête de neige et tarde à revenir. À la ferme, un incendie se déclenche. Les chevaux s'agitent, Adam appelle les secours mais ceux-ci lui disent qu'ils ne pourront pas arriver tout de suite à cause du mauvais temps. Alors, courageusement, Adam trouve et parvient utiliser un tuyau d'incendie pour l'éteindre. Lorsqu'elle revient, Sharon découvre qu'il a réussi à sauver les chevaux et la maison. Déterminé à rendre Sharon et sa mère fières de lui, il souhaite démarrer une nouvelle vie à Genoa. À son retour, il se réconcilie avec son père et réussit même à se faire réengager chez Newman Entreprises. Les habitants de la ville commencent à peine à croire qu'il a changé lorsque Phyllis révèle dans son magazine que c'est lui qui a aidé Patty à s'échapper de l'hôpital psychiatrique en 2010. Sharon le quitte alors sur-le-champ, n'ayant plus l'espoir qu'il changera un jour.
Peu après, Geneviève engage Victoria en tant que PDG de Beauté de la Nature et se lance dans une course avec Jabot pour remporter un contrat d'exclusivité avec l'entreprise japonaise la plus influente, Mitsokushi. Victor décide de créer une nouvelle ligne de cosmétiques, Newman Cosmetics, à laquelle il souhaite placer Sharon & Nick à la tête. Cependant, Sharon refuse car elle ne pense pas que ce soit une bonne idée de travailler avec son ex-mari. Quant à Nick, il refuse aussi car il ne veut pas mettre en danger sa nouvelle relation avec Phyllis. De plus, les membres du conseil d'administration de Newman Entreprises refusent que Sharon dirige cette nouvelle filiale à cause des nombreux scandales auxquels elle est mêlée et à cause de son manque d'expérience. Mais, Adam interrompt la séance et affiche une position en faveur de la création de Newman Cosmetics et de la nomination de Sharon à sa tête. Le conseil vote la création de la filiale à condition que Nick la codirige. Quelques jours plus tard a lieu l'anniversaire de Victor. Nikki organise une petite fête familiale à l'Athletic Club mais non seulement Victor invite Sharon à la fête mais aussi Geneviève après qu'elle est passée lui apporter une mallette avec ses initiales gravées dessus, ce qui l'énerve. Alors, elle décide une nouvelle fois de faire une pause dans leur relation. Victor piège ensuite Geneviève en l'amenant à prendre rendez-vous avec un contact local de Mitsokushi qui s'avère être un agent spécial infiltré. Cane le découvre et ruine son rendez-vous afin qu'elle ne lui verse pas de pot-de vin pour obtenir le contrat. Ainsi, Beauté de la Nature et Jabot laissent le champ libre à Newman Cosmetics : Nick & Sharon arrivent, Sharon part en entretien avec Yoshida et réussit à garder le contrat avec Mitsokushi notamment grâce au fait qu'elle était auparavant la porte-parole de la filiale. De retour en ville, ils commencent à travailler sur leur nouvelle ligne et parviennent à avoir de bonnes relations de travail. Mais peu après, ils découvrent que Geneviève a revendu Beauté de la Nature à Victor après que celui-ci lui ait proposé de diriger Beauté de la Nature et Newman Cosmetics fusionnées. Ils n'en reviennent pas et expriment leur mécontentement à Victor.

### La relation amoureuse avec Victor
De semaines en semaines, Sharon constate qu'Adam se rapproche beaucoup de Chelsea Lawson, la femme que William a mise enceinte pendant qu'il était en Birmanie. Ils ne sont qu'amis mais le fait qu'ils passent beaucoup de temps ensemble lui déplaît. Mais le jour de l'anniversaire d'Adam, alors qu'elle vient le voir, elle le surprend avec Chelsea en train de s'embrasser. Peu après, Nick lui annonce qu'il va se remarier avec Phyllis et Adam lui annonce qu'il a définitivement tourné la page sur leur relation avec Chelsea. Phyllis vient alors la narguer en lui disant qu'elle est désormais méprisée par tous et qu'elle n'a plus d'hommes à ses pieds. Elle se rend tout de suite après à Newman Entreprises pour savoir ce que Victor pense vraiment d'elle et après qu'il l'a complimenté, elle l'embrasse et il lui rend son baiser. Le soir même, Victor organise un dîner aux chandelles pour elle mais Nikki les surprend et découvre avec horreur qu'ils se fréquentent réellement cette fois-ci. Elle en parle à de nombreuses personnes dans la ville. Nick se demande ce qu'en pensera Noah et justement quelques jours plus tard, celui-ci revient en ville. Sharon lui apprend alors qu'elle est en couple avec son grand-père et contre toute attente, Noah lui dit qu'il accepte sa relation avec lui et qu'il n'a pas à gérer sa vie. Peu après a lieu l'anniversaire de la mort de Cassie le 24 mai. Après que chacun ait été se recueillir sur sa tombe, Sharon organise chez elle une fête improvisée avec toute la famille en sa mémoire, ce qui permet à tout le monde de dépasser leurs différends et d'être ensemble en ce jour particulier. C'est alors qu'elle rappelle à Victor qu'il a toujours considéré Cassie comme sa petite-fille bien qu'elle ne l'était pas biologiquement et l'incite de cette manière à se rapprocher de Johnny, le fils de William et Chelsea que Victoria a adopté, même s'il déteste William. Alors qu'elle attend de Victoria une reconnaissance pour avoir poussé Victor à se rapprocher d'elle et de Johnny, celle-ci la critique et notamment au sujet de sa relation avec son père. Victoria la pique en lui disant qu'elle n'est que la distraction du moment de son père. Furieuse, elle lui annonce qu'elle a couché avec William la veille de son mariage avec Chloé. Victoria confronte William qui lui dit que c'est vrai mais que c'est du passé et que ça n'a jamais été sérieux entre eux. Cependant, pour se venger, elle le dit à son père, qui va alors se montrer très froid envers Sharon pendant plusieurs jours. Il lui demande même de s'en aller sans explication. Sharon finit par comprendre ce qu'a fait Victoria et elle-même confronte Victor pour tout lui expliquer. Ils se réconcilient et couchent ensemble. Il lui offre un magnifique cheval noir mais Nikki le monte le soir même pour une chevauchée nocturne. Quand elle revient, Sharon l'accuse d'avoir volé son cheval. Nikki la prend de haut et elles finissent par se battre dans le foin. Un policier les arrête toutes les deux pour agression, Victor ne paie la caution d'aucune des deux et leur ordonne de se réconcilier. En prison, Nikki & Sharon se calment et ont une discussion. C'est alors que Nikki lui avoue qu'elle se reconnaît en elle et que c'est pour cela qu'elle éprouve du ressenti à son égard.
Sharon profite pleinement de sa relation avec Victor mais elle ne peut s'empêcher de regarder Adam et Chelsea avec jalousie et envie celle-ci d'une certaine façon, d'autant plus quand elle apprend leurs fiançailles. En juillet 2012, la veille du mariage d'Adam et Chelsea, Victor propose à Sharon de vivre avec lui. Cette déclaration fait l'effet d'un électrochoc pour elle : elle doit aller voir Adam avant qu'il ne se marie. Elle fait croire à Victor qu'elle va voir Noah à New York pour lui parler de sa proposition justement alors qu'en réalité, elle s'en va le soir même pour le Kansas étant donné qu'Adam a prévu d'épouser Chelsea dans sa maison d'enfance. Elle trouve la clé de la porte dans le pot de fleurs à l'entrée et passe la nuit dans la ferme. Le lendemain, après avoir apporté à sa fiancée le petit-déjeuner au lit, Adam trouve Sharon dans le salon, celle-ci lui dit qu'elle l'aime toujours et le supplie de ne pas épouser Chelsea. Mais il refuse, lui affirmant qu'elle est la femme de sa vie, et lui conseille de s'en aller. Quelques minutes plus tard, Victor, qui a découvert que Sharon lui avait menti en appelant Noah, débarque et la confronte. Elle s'excuse, en prétextant qu'elle avait besoin de clore définitivement sa relation avec Adam. Il finit par lui pardonner mais à leur retour au ranch, il l'installe dans la chambre d'ami pour ralentir la vitesse à laquelle allait leur relation. Peu après, Sharon a l'occasion de discuter avec Ashley. Celle-ci lui demande de faire attention car Victor ne se préoccupe que de lui et de sa famille et aime bien plus qu'il ne le dit Nikki. Sharon lui répond qu'elles sont différentes et que Victor est avec elle parce qu'il le veut.
Cependant, elle finit rapidement par y douter lorsque le 3 août, jour du mariage de Jack & Nikki, Victor l'emmène à Las Vegas et la demande en mariage. Cependant, flattée, elle accepte, ils se marient dans l'avion et Victor fait filmer la cérémonie. Avant le mariage, Victor lui fait signer un contrat de mariage qui lui interdit de réclamer ce qui deviendra aussi ses parts de Newman Entreprises après le mariage en échange d'une grosse somme d'argent. Sur le chemin du retour, Victor envoie la vidéo à William et lui demande de la publier sur Restless Style. Victor & Sharon reviennent et avant qu'elle n'aille à l'autel, ils vont narguer Nikki au manoir Abbott et lui annoncent leur mariage. Elle leur répond qu'ils font bien la paire et que ce mariage les desservira l'un et l'autre.

### La disparition de Victor: Sharon, PDG de Newman Entreprises
De retour au ranch, Victor propose à Sharon une balade nocturne à cheval mais au cours de celle-ci, il disparaît. Sharon retourne au ranch en croyant que Victor l'a abandonné à leur nuit de noces pour aller retrouver Nikki. Elle commence à boire et finit par être ivre. Peu après, Tucker, qui a un rendez-vous professionnel le soir même avec Victor, sonne à la porte et trouve Sharon dans un état lamentable. Elle lui explique ce qu'il se passe et décide d'aller chercher Victor au manoir Abbott. Il préfère l'y conduire par peur qu'elle fasse un accident vu son état. Arrivés sur place, Sharon hurle le nom de Victor, tous les invités s'interrogent, Nikki lui assure que Victor n'est pas là mais Sharon n'y croit pas et fait un scandale. Nikki finit alors par la pousser dans la piscine du jardin. Tucker ramène Sharon au ranch et lui tient compagnie pendant quelques minutes. Se sentant comprise, elle se jette sur lui et l'embrasse. Il l'arrête et s'en va après qu'elle s'est endormie. Le lendemain, Nikki commence à s'inquiéter pour Victor et voyant Sharon qui ne fait rien, elle prévient la police. Avec le palefrenier, ils refont le chemin qu'ont fait Victor et Sharon pendant leur balade et Nikki retrouve le portable de Victor. Ravie de pourvoir donner une bonne leçon à Sharon, elle lui envoie un message avec dans lequel elle dit que leur mariage était une erreur et que tout est fini entre eux. Sharon n'en revient pas et décide de se venger de lui. Elle force la mallette de Victor, trouve le contrat prénuptial et le brûle. Pendant ce temps, on voit Victor complètement perdu sur le port de Los Angeles.
Plus tard, lorsqu'Avery lui demande où est le contrat, Sharon lui assure qu'il n'y en a pas. Elle a du mal à le croire et pour protéger les intérêts de Victor, elle lui propose de signer un contrat qui assure aux membres du conseil d'administration que son mariage avec Victor ne provoquera aucun bouleversement au sein de l'entreprise pendant son absence. Tucker voit en la disparition de Victor un moyen de prendre possession de son entreprise en utilisant Sharon. Il l'incite à ne pas signer le contrat d'Avery parce que la place de PDG de Newman Entreprises lui revient de droit étant la femme de Victor et donc c'est elle qui a le pouvoir. Sharon débarque alors à la réunion des membres du conseil d'administration en leur annonçant qu'elle utilise les codes proxy de Victor pour prendre sa place. Nick et Victoria n'en reviennent pas, Avery confirme qu'elle a légalement le droit de faire ça. Peu après a lieu la conférence de presse de Newman Entreprises durant laquelle Sharon annonce devant toutes les caméras du monde qu'elle prend désormais la tête de l'entreprise, avec Nick et Victoria complètement stoïques à ses côtés. Le soir même, elle se rend chez Tucker, ils s'embrassent une nouvelle fois et Geneviève les surprend. Le lendemain, elle fait interrompre les recherches opérées par la sécurité du ranch pour retrouver Victor et au même moment, Tucker engage Geneviève afin qu'elle retrouve Victor. Le cours de l'action Newman commence à baisser dangereusement, Nick et Victoria sont affolés et relancent plusieurs fois Sharon pour qu'elle quitte la direction de l'entreprise. Mais se sentant plus puissante que jamais, elle refuse catégoriquement. Elle prétend vouloir faire fructifier l'entreprise pendant l'absence de Victor mais les décisions qu'elle prend lui nuisent. Nick et Victoria décident alors de l'éjecter de l'entreprise définitivement. Avery, qui travaille pour Sharon mais qui est en réalité de leur côté, leur propose de jouer sur son instabilité mentale au vu de ses antécédents médicaux. Nick hésite car elle reste quand même la mère de ses enfants. Cependant, il ne cesse de s'opposer à ses décisions alors poussées par Tucker, Sharon finit par le virer. Abby s'en prend à elle dans Restless Style TV. Pour se venger, Sharon vend ses deux chevaux à une ferme de charité pour les enfants démunis. Elle apprend ensuite la grossesse de Chelsea au moment où elle l'annonce à Adam.
Peu après, Sharon recommence à voler des objets et les conserve soigneusement dans une boîte. Elle vole notamment les places de concert de Summer et un jour alors qu'elle se dispute au ranch avec Victoria, Sharon fait tomber sa boîte devant elle et celle-ci voit les places. Elle est alors convaincue qu'elle s'est remise à voler et grâce à ça, avec Nick, ils réussissent à la faire passer devant le juge. Le juge lui ordonne de se présenter à l'hôpital psychiatrique de Fairview pour que sa santé mentale y soit traitée pendant 72h sous peine de perdre son poste. Pendant ce temps, Victoria prend la tête de l'entreprise. Sharon ne sait pas quoi faire, Tucker la rassure et ils finissent par faire l'amour. Persuadé que Tucker manipule Sharon depuis le début, Adam se rend chez lui pour discuter le lendemain matin et il y voit Sharon sortir de la chambre de Tucker en petite tenue ! Il n'arrive pas à y croire. Le lendemain, Sharon se décide à y aller. À peine arrivée là-bas, elle voit Daisy, que tout le monde croit morte assassinée par Ricky Williams. Mais celle-ci lui explique qu'elle a essayé de la tuer et qu'elle a pu se cacher ici sous une fausse identité. Sharon lui apprend alors que Ricky est mort, tué par son père Paul. Daisy, heureuse, décide alors de sortir de l'asile en expliquant au médecin qu'elle a menti sur son état et les raisons qui l'ont conduite à faire cela. Mais il refuse de la faire sortir pour le moment. Quant à Sharon, elle se met à faire des cauchemars par rapport à la naissance et l'enlèvement de Faith et fait des cauchemars. Elle parvient néanmoins à se calmer et après que le médecin l'ait déclarée saine d'esprit, elle reprend sa place. De retour à Newman Entreprises, elle apprend que pendant son absence, Victoria a réengagé Nick et a fait voter les membres du conseil d'administration sur le fait que ni Nick ni elle ne pourront être viré par Sharon sans leur accord. En même temps, Tucker rachète de nombreuses actions Newman derrière des entreprises-écran après une nouvelle baisse du cours de l'action.

### Le retour de Victor
Tucker demande à Geneviève de prendre une photo de Victor avec Sœur Céleste, une religieuse qui l'a recueillie après qu'il lui a dit qu'il ne sait pas qui il est. Il la montre à Sharon et lui fait croire que la photo a été prise à Las Vegas et que Victor est avec sa maîtresse. Sharon dit à Tucker qu'il le lui paiera. Peu après en septembre 2012, Victor est déclaré mort dans l'explosion d'un hangar situé sur les quais du port de Los Angeles. William, qui savait où était Victor, annonce la nouvelle aux Newman pendant la conférence de presse que Sharon a organisée. Le cours de l'action Newman plonge totalement. Tout le monde est abattu, Sharon, choquée, ne sait pas quoi dire. Tucker l'incite à le nommer PDG pour relancer, à ses côtés, le cours de l'action Newman. Mais elle a d'autres préoccupations. Elle est appelée à aller identifier le corps de Victor, au grand dam de Nikki, et à sa grande surprise, ce n'est pas lui. Elle pense alors qu'il a monté sa mort et décide tout de même d'identifier le corps comme celui de Victor pour devenir la PDG permanente de l'entreprise. De plus, elle demande que le corps soit incinéré pour que personne ne puisse le voir. Juste après, Tucker lui demande de l'épouser et diriger Newman Entreprises ensemble. Elle accepte. Le 26 septembre, elle organise les funérailles de Victor et demande, par message, à toute la famille et les amis de Victor de la rejoindre à l'église. Elle arrive à l'église, habillée d'une robe blanche, la mine rayonnante et annonce aux invités qu'elle va se marier avec Tucker juste après. De plus, elle bâcle les funérailles de Victor, ce qui attise la haine des Newman à son égard. Tous se réunissent sur la tombe de Victor ensuite pour lui rendre un véritable hommage. Pendant ce temps, Sharon et Tucker se marient dans l'église. Nikki est la dernière à rester sur la tombe de Victor et alors qu'elle le pleure, il apparaît devant elle, bien vivant. Folle de joie, elle le serre dans ses bras, ne comprenant pas pourquoi on l'a déclaré mort. Victor lui dit qu'il lui expliquera mais il tient à ce que toute la famille soit là. Nikki rappelle tout le monde et ensemble, ils interrompent la cérémonie de mariage de Tucker & Sharon. Victor la confronte et l'accuse de l'avoir abandonné à son sort alors qu'il avait perdu la mémoire à la suite d'une chute à cheval pendant la balade qu'il avait organisée après leur mariage. Il explique à tous les membres de la famille comment elle leur a fait croire qu'il était mort pour prendre la tête de l'entreprise. Victor fait alors organiser une conférence de presse d'urgence pour assurer au monde entier qu'il est bien envie et qu'il reprend son poste de PDG. Ensuite, il met Sharon à la porte avec toutes ses affaires.

### Newman Entreprises aux mains de Jack
Sharon se réinstalle chez elle. Le lendemain, sa mère lui rend visite après avoir entendu ce qu'elle avait fait et la supplie de rentrer à Maddison avec elle. Mais Sharon refuse catégoriquement, voulant désormais se venger de tous les Newman pour ce qu'ils lui ont fait. Le 30 septembre, jour de l'anniversaire de Faith, elle se fait arrêter pour fraude, conspiration et faux témoignages. Tucker vient lui rendre visite en prison, lui disant qu'il est désolé de ce qu'il lui arrive et qu'il veut l'aider mais elle refuse et lui ordonne de s'en aller. Victor vient la voir ensuite, Sharon l'accuse de ne jamais l'avoir considéré et de s'être uniquement servi d'elle pour rendre Nikki jalouse. Il s'en va simplement en lui disant qu'il en a marre d'elle. Il demande à Avery de préparer une copie du contrat prénuptial et des papiers d'annulation de mariage. En même temps, Sharon attaque Victor pour abandon. Il lui propose de signer l'annulation en échange de 3 millions de dollars, une somme beaucoup moindre par rapport à ce qu'elle devait toucher grâce au contrat prénuptial. Elle refuse et dit à son avocate Leslie qu'elle compte se battre jusqu'au bout pour récupérer ce qui lui est dû. Finalement, elle est libérée sous caution.
Après le retour de Victor, Geneviève s'allie avec Jack pour le faire tomber, alors qu'elle l'a aidé à éloigner Victor de Genoa. Grâce à elle, Jack parvient à mettre Tucker dans l'œil de la commission des marchés financiers. De plus, Sharon témoigne contre lui en secret devant la commission des marchés financiers et le laisse finalement à la merci de la commission. Tucker tente alors de se sortir du pétrin en proposant à Victor de lui donner Beauté de la Nature en échange de la liberté de Sharon. Victor accepte d'arrêter de la poursuivre à la seule condition que Sharon signe l'annulation de leur mariage et annule les charges qu'elle a lancées contre lui. Alors, Sharon signe les papiers, les poursuites contre elle sont annulées et Beauté de la Nature revient à Victor. Mais à cause du témoignage de Sharon, Tucker, lui, se fait arrêter. Sharon change alors son témoignage, ce qui le permet d'être blanchi. Peu après, Victor se rend compte que pendant son absence, Sharon a vendu une grosse partie des parts de l'entreprise et il découvre que Jack est désormais l'actionnaire majoritaire de Newman Entreprises. Tucker et Jack forment une nouvelle alliance et grâce à celle-ci, Jack prend le contrôle de l'entreprise et en devient le nouveau PDG. Tous les Newman blâment Sharon pour la prise de contrôle de l'entreprise par Jack. Même Noah quitte sa maison pour se réinstaller chez son père.

### La dépression de Sharon
Se sentant abandonnée et détestée de tous, Sharon boit jusqu'à être ivre et se rend le soir-même chez Victor. La maison est vide mais elle ne cesse d'avoir des visions de Victor & Nikki qui l'attaquent verbalement et la blâment pour ce qu'elle a fait. Sharon hurle et les supplie d'arrêter. Elle appelle Adam en larmes, lui demandant de l'aide. Dans un excès de folie, elle met le feu à la maison puis s'évanouit à cause de la fumée. Adam arrive devant la maison en feu, y entre et la sauve. Il la ramène chez elle. À son réveil, elle est totalement désorientée, Adam lui dit de ne pas s'inquiéter et qu'il va tout arranger. Mais il lui demande de ne pas parler à personne de ce qu'elle a fait. Très rapidement, Nikki apprend que la maison a brûlé et petit à petit, les Newman arrivent au ranch. Adam rentre chez lui tard et avec les vêtements qui sentent la fumée. Il dit alors à Chelsea que sa voiture est tombée en panne avant de se mettre à brûler sous ses yeux. Le lendemain, Sharon marche dans les ruines de la maison. Elle est bientôt rejointe par Adam et lui demande ce qui s'est passé. Elle comprend que c'est elle qui a mis le feu à la maison. Paniquée, elle dit à Adam qu'elle ne veut pas retourner en prison. Adam la calme et décide de la cacher dans la maisonnette située sur sa propriété pour la protéger. Il lui dit que personne ne saura qu'elle était sur le domaine de Victor la veille. Mais peu après, il est prouvé que l'incendie du ranch est d'origine criminelle. Nikki pense tout de suite que Sharon est la coupable mais les autres membres de la famille n'y croient pas vraiment. Cependant, Nikki trouve ensuite le bracelet de Sharon dans les décombres alors qu'il ne restait plus rien lui appartenant. Alors, ils commencent à la soupçonner.
Sharon est reconnaissante envers Adam pour l'aide qu'il lui apporte mais elle se sent affreusement gênée envers Chelsea puisqu'il lui ment quand il va lui rendre visite et il la cache à côté de chez eux sans lui dire. Il lui dit de ne pas penser à ça car le plus important est qu'elle aille mieux. Mais pour aller mieux, elle a besoin de reconnaître ses erreurs auprès de Victor. Alors qu'elle se rend à son bureau pour tout lui dire, elle y trouve Jack à sa place à sa grande surprise. Il la remercie d'avoir plongé Newman Entreprises dans un gouffre puisque c'est ce qui lui a permis de rendre la tête de l'entreprise. Adam la trouve dans les locaux de l'entreprise et la ramène dans la maisonnette en lui disant qu'elle ne doit absolument pas y sortir. Sharon fait une crise, à l'idée de rester enfermer pendant des jours dans la maisonnette. Adam parvient à la calmer mais réalise qu'elle a besoin de voir un spécialiste. Mais Chelsea découvre Sharon dans la maisonnette avant qu'il ne puisse en contacter un. Il lui explique que Sharon a besoin d'aide et n'a nulle part où aller sans lui dire ce qu'elle a fait. À contrecœur, elle accepte qu'elle reste dans la maisonnette le temps qu'elle consulte son psychiatre. Sharon refuse de suivre la thérapie dans un premier temps mais pour ses enfants, elle accepte. Elle est diagnostiquée bipolaire. Son psychiatre lui prescrit des médicaments et lui assure qu'ils l'aideront à aller mieux.
Pendant ce temps, Noah et Nick s'inquiètent de ne pas avoir de nouvelles de Sharon d'autant plus que Nikki et Victor, convaincus de sa culpabilité, veulent la faire arrêter. Alors, elle s'introduit chez Adam et laisse un message vocal à Noah dans lequel elle lui explique qu'elle a dû partir pour se retrouver et aller mieux sans lui donner plus de détails. Mais quelque temps plus tard, elle ressent le besoin de voir Faith. Elle va donc voir Noah et lui demande de la lui emmener mais de ne rien à Nick. Elle finit aussi par lui avouer que c'est elle qui a mis le feu au ranch. Jalouse de tout le temps qu'Adam passe auprès d'elle, Chelsea menace Sharon de tout révéler aux Newman si elle essaie de lui voler Adam. Peu après, sans un mot, Sharon décide rentrer chez elle et laisse ses médicaments dans la maisonnette. En trouvant celle-ci vide et les médicaments, Adam comprend qu'elle est partie. À Thanksgiving, alors qu'Adam & Chelsea reçoivent les parents de celle-ci, Sharon vient leur réclamer ses médicaments. Elle remercie Adam et lui explique qu'elle est partie pour ne pas interférer dans son mariage et essayer de se débrouiller seule. Nick apprend ensuite par Phyllis, qui a vu Sharon avec Noah chez lui, qu'elle est "en ville". Il la retrouve chez elle; Sharon lui explique ce qu'elle a et qu'elle a brûlé le ranch involontairement.

### Une aide plus qu'amicale..
Peu après, Nikki présente à Victor leur nouvel appartement. Ils décident de fêter leur installation avec le reste de la famille. À la grande surprise de tous, Victor invite Adam, second de Jack à Newman Entreprises, pour pousser Nick et Victoria à se battre pour l'entreprise. Puis Sharon, qui n'a pas été convié, arrive en tenue de soirée à la fête avec l'intention de dire aux Newman ce qu'elle a fait et de s'excuser. Mais, Victor et Victoria notamment, ne lui laissent aucune chance de s'expliquer. Sharon perd alors ses moyens et toute la famille voit qu'elle est perturbée. Victor la met ensuite à la porte sans ménagement, Adam la suit au grand dam de Chelsea. Sharon, se sentant honteuse, se réfugie chez elle. Adam ne tarde pas à toquer à sa porte. Il la rassure en lui disant qu'elle a voulu bien faire mais qu'elle ne doit pas en vouloir puisque ce sont les Newman qui ont été horribles avec elle. Mais Sharon ne veut plus qu'il l'aide en délaissant sa femme et lui ordonne de s'en aller. Adam refuse, Sharon fait une crise et en voulant la calmer, il finit par l'embrasser. Chelsea, qui s'est dit qu'Adam serait surement chez Sharon, les surprend mais ils ne la voient pas. De rage, elle retourne chez Victor & Nikki et leur dit que c'est Sharon qui a brûlé le ranch. Victor met alors la police sur sa piste. Quand un inspecteur, envoyé par Victor, l'interroge sur la nuit de l'incendie, Sharon lui dit qu'elle était à Chicago cette nuit-là mais elle avoue qu'elle n'en a aucune preuve, ce qui la discrédite. Elle le dit à Adam, alors celui-ci décide de fabriquer des preuves attestant sa présence à Chicago la nuit de l'incendie mais paie aussi des gens pour qu'ils disent à la police qu'ils ont vu Sharon là-bas. Mais Victor n'y croit pas du tout et sait pertinemment que c'est Adam qui a fait en sorte que de soudaines preuves innocentant Sharon apparaissent. Alors, il le menace de les faire enfermer lui & Sharon sauf s'il l'aide à récupérer Newman Entreprises. Adam parle à Sharon du chantage que lui a fait Victor et lui annonce qu'il a accepté pour elle. De plus, il lui annonce qu'il a quitté Chelsea après avoir découvert qu'elle l'avait dénoncé à Victor et Nikki, considérant qu'elle l'avait trahi. Enfin, il lui fait comprendre qu'il a encore des sentiments pour elle. Sharon confie alors ce qu'il lui a dit à son psychiatre. Elle avoue qu'elle craint d'être de nouveau en couple avec lui maintenant qu'il est libre et que bien qu'elle l'aime toujours aussi, elle refuse de se mettre avec lui car leur relation est destructrice. Son psychiatre lui conseille alors d'écouter son instinct et Sharon fait comprendre à Adam qu'ils ne sont que des amis désormais et l'encourage à se réconcilier avec Chelsea, ce qu'il fera.
Peu après, se sentant prête à reprendre sa vie en main, Sharon décide de chercher du travail. Elle propose à Cane, PDG de Jabot, de redevenir la porte-parole de Jabot mais il lui dit que ça ne sera pas possible, à cause de sa sulfureuse réputation. À ce moment-là, Jack, devenu accro aux antidouleurs qu'on lui a prescrit après avoir retiré la balle logée dans son dos, reconnaît son addiction et accepte d'aller en cure de désintoxication. Officiellement, il est en congé après avoir eu une crise cardiaque et Phyllis est à son chevet. Adam reprend son poste provisoirement et propose à Sharon de reprendre celui de Phyllis, vice-présente de la recherche et du développement de l'entreprise. Hésitante à l'idée de retourner chez Newman Entreprises, elle finit par accepter néanmoins.

### Paternité de Summer Newman
On apprend que Summer n'est pas la fille de Nicholas mais celle de Jack Abbott. On apprend grâce à une apparition de Cassie que cela n'est pas vrai et que c'est Sharon qui a modifié les résultats du test de paternité pour faire passer Jack pour le père de Summer. Elle lui explique ses raisons et comment elle a procédé à cette modification.

### Répercussion de son mensonge sur la paternité de Summer Newman
Il y a dix-huit ans, le test de paternité effectué par Nicholas Newman pour Summer n’avait pas été concluant. Sharon l’apprend lors de sa visite à son psychologue à l’hôpital : un médecin dit à un(e) infirmier (ière) que le test ADN Newman est prêt. Profitant de l’absence des médecins, Sharon se faufile dans la pièce des résultats : elle décide donc de les falsifier en faveur de Jack Abbott. Nicholas se voit donc obligé d’avouer la vérité à Phyllis. Celle-ci est sous le choc mais exige que Nicholas le dise aux personnes concernées. Summer et Jack sont donc mis au courant et sont tous les deux choqués ! La nouvelle se répand dans les familles Newman et Abbott.
Sharon, qui veut récupérer son premier amour, répète sans arrêt à Faith Newman, sa fille, qu’elles et Nick formeront bientôt une famille. Même si Nicholas a demandé en mariage la sœur de Phyllis, Avery Clark. 
Un soir, Summer passe voir sa petite sœur, Faith. Nick les rejoint lorsque la petite monte dans sa chambre. Summer, Sharon et Nick se mettent à discuter du test de paternité. Nick et Summer sont d’accord pour cacher à Faith le fait que Summer ne soit pas sa sœur biologique. À leur grande surprise, Sharon insiste pour qu’ils le fassent. Summer décide donc de rapporter cette conversation à sa mère. Le soir même, Nikki organise un gala. Phyllis décide alors d’avoir une discussion avec Sharon avant de rejoindre Jack à la soirée. Elle trouve Sharon devant la tombe de Cassie en train d’avouer son mensonge et que personne ne doit savoir que Nick est bien le père de Summer. Phyllis la confronte et comme à leur habitude elles commencent à se disputer. Phyllis, folle de rage, entreprend d’aller dire la vérité à Nick et à Jack. Sharon la suit pour l’en empêcher. Arrivée au gala, Phyllis constate que les ascenseurs sont tous complets et décide donc de prendre les escaliers. Sharon est sur ses traces car elle ne veut pas perdre ses chances avec Nicholas. Phyllis prend son téléphone et appelle Jack – déjà présent au gala- qui l’entend mal à cause des convives qui applaudissent aux discours successifs de Nikki et Victor. Sharon tente de lui arracher son téléphone et dans la lutte Phyllis trébuche et tombe. Elle atterrit la tête la première. Paniquée, Sharon vient près d’elle, prend son pouls et constate que Phyllis est toujours vivante. Sharon est sur le point d’appeler les secours lorsqu’elle voit Nicholas et Avery arrivés en s’embrassant à l’entrée des escaliers. Sharon s’enfuit discrètement et Nicholas et Avery finissent par voir Phyllis inconsciente. Ils appellent les secours et le Dr Costner qui fait partie des invités prend Phyllis en charge. Son diagnostic vital est engagé et elle doit être opérée d’urgence. Après cette opération, Phyllis se réveille mais a perdu l’usage de la parole. Elle ne peut donc pas dire la vérité à Jack qui est à ce moment-là à son chevet. Sharon, inquiète, décide de passer voir Phyllis. Celle-ci l’aperçoit, sa tension monte dangereusement et elle tombe dans le coma. Le Dr Costner annonce à Nick, Avery, Summer, Jack et Sharon que Phyllis pourrait ne jamais sortir du coma.
Daniel revient à Genoa City et décide d’envoyer sa mère dans un établissement spécialisé loin de tous. Avery et Jack s’y opposent catégoriquement mais légalement, ils n’ont aucun pouvoir sur le destin de Phyllis car Danny est son fils. Avery tente de trouver une jurisprudence mais Summer demande à Nick de convaincre sa tante de laisser tomber. À contrecœur, Jack accepte le transfert de Phyllis.
Débarrassée de sa première rivale, Sharon tente par tous les moyens de se rapprocher de son ex. Mais Avery n’est pas dupe et le comportement de Faith à son égard l’agace. Elle en parle à Nicholas qui décide de mettre les points sur les i à sa fille en lui disant que sa mère et lui ne se remettront plus jamais ensemble et que c’est Avery qu’il va bientôt épouser. Sur les conseils du fantôme de Cassie (ce sont des visions de Sharon provoquées par ses médicaments ou un sosie malveillant), Sharon est prête à tout pour reformer une famille avec Nicholas. À la suite de la rupture d'Avery et de Nicholas, Sharon et ce dernier se rapprochent mais Sharon se sent rongée par la culpabilité...

### Retour du couple Nicholas et Sharon
Sharon et Nicholas se remettent ensemble quelque temps après sa rupture avec Avery. Sharon aura eu ce qu'elle voulait ! Mais pour combien de temps ? Que se passera-t-il lorsque Phyllis Newman reviendra ?

### L'arrivée de Mariah, le «sosie» de Cassie
Fin avril 2014 (épisodes qu'il est prévu de diffuser en France courant février 2017 sur TF1), on découvre que Victor a engagé un sosie de Cassie, Mariah Copeland, pour découvrir le secret de Sharon. Cette dernière découvre qu'effectivement Sharon a un secret mais ne sait pas ce que c'est.
Finalement, le 22 août 2014 (épisodes qui seront diffusés en France en mars avril 2017 sur TF1), Nick découvre la vérité : Mariah est la fille de Sharon. Elle n'est pas le sosie de Cassie, mais sa sœur jumelle cachée. Sharon avait mis au monde des jumelles ; n'oublions pas l'âge de Summer qui doit avoir maintenant 19 ans, Cassie avait 14 ans lorsqu'elle est décédée, et Summer n'était pas encore née...

### L'échec de son remariage avec Nicholas
Sharon et Nicholas se fiancent le 12 septembre 2014 et se remarient le 6 octobre 2014 (en 2017 en France) mais Phyllis débarque et révèle que Sharon a modifié les résultats du test de paternité en faisant croire que le père de Summer était Jack et non Nicholas.

### Sharon, accusé du meurtre d'Austin
En mars 2015, 1 mois après la mort d'Austin, les jeunes (sauf Fen) trouvent des vidéos d'interviews. Sharon entend la conversation de Kevin, Summer et Noah et essaye de supprimer la vidéo d'Austin. Mais elle est surprise avec son ordinateur. Noah, Kyle et Summer la questionnent. Sharon nie avoir quelque chose avec le meurtre d'Austin. Mais pour Summer, il n'y a aucun doute, Sharon se confie à Dylan. Il l'encourage à aller voir Nicholas. Mais Sharon surprend Sage et Nick en train de faire l'amour. Elle se dispute avec Nick avant de rentrer chez elle. Puis elle trouve une lettre de Faith pour son père et est sur le point de la déchirer. Mais Dylan arrive au bon moment et constate qu'elle est plus agitée. Sharon craint de replonger. Elle aperçoit ensuite un message sur son miroir. Elle l'efface. Dylan lui demande ce qui se passe, elle lui avoue finalement qu'elle a été interviewée par Austin et qu'elle est harcelée. Dylan se propose de la protéger. Elle accepte.  Nicholas va voir Sharon et essaye de faire un arrangement pour la garde de Faith. Mais Nicholas refuse et commence à voir Sharon qui commence à dérailler. Il veut lui interdire de voir Faith. Sharon lui raconte qu'elle sait un terrible secret à propos de Nick et de l'accident de Sandra quand ils étaient en dernière année de lycée. Sharon lui raconte que Nick avait organisé une soirée et a invité tout le monde. Puis la soirée a dégénéré et Nick a chassé tout le monde sauf Sandra et Sharon, restée pour se refaire une beauté. Nick se souvient avoir trop bu, et Sharon lui raconte ensuite que Nick lui a fait un pari : si elle saute du balcon du ranch a la piscine, il lui donnerait 100 dollars mais Nick dit que ça ne s'est pas passé comme ça, il lui dit que Sandra lui a dit combien de dollars Nick lui donnerait si elle sautait de la piscine. Il lui a dit 100 dollars. Sandra a sauté de la piscine, mais elle n'est pas remontée à la surface. Nick pensait que c'était une scène pour qu'il la sauve mais elle ne remontait pas. Après que Nick l'a sauvé, Sandra était devenue paralysée. Victor et la sécurité étaient intervenus. Puis Victor a demandé à la famille de Sandra de ne pas dénoncer Nick, en échange d'argent. Nick demanda à Sharon pourquoi elle ne lui a pas dit, Sharon lui dit qu'ils s'étaient remis ensemble, qu'ils s'étaient mariés et qu'ils venaient d'avoir des enfants. Nicholas lui demande si elle a l'intention d'utiliser ce secret contre lui, elle lui dit que c'est possible s'il ne change pas d'avis à propos de la garde de Faith. Dylan arrive et demande ce qui se passe. Sharin lui dit qu'ils ont trouvé un arrangement pour la garde de Faith. Nick part sans dire un mot. Puis Sharon explique a Dylan qu'ils se sont mis d'accord avec Nicholas pour la garde de Faith mais Dylan comprend directement qu'elle lui a fait du chantage. Sharon nie.

### Sharon enceinte
Sharon découvre qu'elle est enceinte de Dylan le 23 juin 2015. Mais elle fait une fausse couche, lorsqu'elle voit une vidéo via les caméras de surveillance de l'Athlétic Club, Dylan combattant un tueur en série nommé Harding. Ne voulant pas décevoir Dylan, qui souhaite être père, Sharon lui fait croire qu'elle est toujours enceinte, malgré les mises en garde de Mariah, qui souhaite qu'elle dise à ce dernier la vérité. Sharon met donc en œuvre, tous les moyens pour tomber à nouveau enceinte, en espérant que Dylan ne remarque pas la supercherie. Sharon apprend un peu plus d'un mois après qu'elle est à nouveau enceinte, lors de son internement en hôpital psychiatrique Fairview à Genoa City. Cette annonce lui est faite par Patty Williams, elle aussi internée, puis par le Dr Anderson. Mais en réalité, celle-ci n'est pas enceinte, et doute de plus en plus de son état de grossesse. Pour parer à une éventualité que Sharon se rende compte de cela, le Dr Anderson, qui en réalité cherche à se venger de Nick Newman dont la nouvelle compagne est enceinte, drogue Sharon à l'aide de médicaments. Plus tard lors de l'approche de l'accouchement de Sharon, elle vole l'enfant de Nick et Sage Newman, qui a déjà accouché, et qui est devenue sa femme, et fait croire au couple que leur enfant est décédé. Dans les épisodes suivants, Sharon se réveille avec son nouveau fils dans ses bras, elle l'appelle Sullivan. Elle se marie en décembre 2015 aux États-Unis avec Dylan et en octobre 2018 en France.

### La mort de Sage et la vérité sur l'identité de Sullivan McAvoy
- En février 2016, à la suite de nombreux cauchemars répétitifs, Sharon fait appel à Patty Williams en prison. Celle-ci lui révèle les raisons potentielles de ses cauchemars et lui révèle que Sully n'est pas son fils et que le docteur Anderson l'a manipulée. En rentrant chez elle, elle surprend Sage et Sullivan, avec une forte complicité qu'elle en déduit que Sullivan pourrait être Christian, le bébé mort-né de Sage et Nick. Au même moment, Sage est hantée de cauchemars, également sur la mort de Christian. Sage et Sharon décident d'enquêter sur leurs cauchemars jusqu'au jour ou Sage apprend de la bouche de Sharon qu'elle sait quelque chose sur l'infirmière qui avait enlevé Christian à la naissance et suggère d'arrêter l'enquête. Sharon décide de faire un test ADN qui confirme que Sage est la véritable mère de Sully / Christian. De son côté, Sage demande à Kevin de continuer à enquêter. Mais lors d'une discussion, elle entend Mariah dire que Sharon a fait une fausse couche l'année précédente. Sage va ensuite confronter l'infirmière qui s'était chargé de Christian, cette dernière lui avoue toute la vérité sur le coup de la pression et lui avoue par la même occasion que Sharon a fait un test ADN quelques jours plus tôt. Sage va confronter Sharon par la suite et lui réclame Sullivan / Christian. Sharon finit par lui avouer toute la vérité en lui montrant le résultat du test ADN mais s'obstine à lui rendre son fils, de peur de briser ce qu'elle a construit avec Dylan et Sully. Ne voyant pas d'autre option valable, Sage décide d'aller dire la vérité à Nick, Sharon la suit. Sur la route, elle téléphone également à Nick (c'est le nom d'Adam qui sera mentionné plus tard dans les épisodes) qu'elle tient à avoir une discussion avec lui mais elle subit un accident de la route en laissant tomber son téléphone et en regardant droit dans la route. Sharon la retrouve avec Sully. Voyant Sage mal en point et à l'agonie, Sharon lui permet de dire au revoir à son fils. Sage succombe à la suite de ses blessures et meurt le 29 avril 2016 (épisode diffusé le 6 mars 2019 sur TF1). Après la mort de Sage, Sharon continue à s'occuper de Christian comme si c'était son fils. Nick apprend par la suite que Sharon était la dernière personne à avoir vu Sage vivante, il lui demande quels étaient ses derniers mots avant de mourir. Sharon dit qu'elle pouvait à peine parler mais qu'elle a dit que Sage l'aimait. Quelque temps plus tard, Paul commence à suspecter Sharon dans son rôle lors de la mort de Sage mais Dylan dit à son père que Sharon était bouleversée de la mort de Sage. Lors des obsèques de celle-ci, après que Nick a raconté comment il a perdu dans un intervalle de 6 mois, deux êtres chers. Sharon lui rappelle qu'il n'est pas seul et laisse croire à Nick qu'elle en sait quelque chose sur Christian. Sharon finit par se rétracter et par lui dire qu'il a sa famille à ses côtés.
- Après cela, Nick commence à passer plus de temps avec Sully, ce qui intrigue Sharon. Au moment où Adam se fait accuser du "meurtre" de Constance Bingham, la grand-mère de Gabriel Bingham (morte un an et demi plus tôt), Nick est venu annoncer que Sage détenait un journal intime. Sharon commence à paniquer, son comportement ne passe pas inaperçu aux yeux de Mariah, qui comprend tout de suite que quelque chose ne va pas. Mariah lui fait pression pour lui demander son secret. Sharon finit par lui avouer que Sullivan n'est autre que Christian Newman, le fils de Sage et Nick. Elle a tenté d'expliquer à Mariah les raisons pour lesquelles elle tient à garder son secret mais Mariah l'accable et lui dit être choquée de laisser Nicholas vivre ce mensonge alors que Sharon connait la vérité. Elle lui suggère d'aller dire la vérité à Dylan, mais quand Sharon est sur le point d'aller avouer la vérité au parc Chancellor, Nicholas annonce qu'Adam est responsable de la mort de Constance Bingham.
- Les jours passent et Sharon commence à paniquer de plus en plus, bloquée entre le mensonge et la réalité. Elle commence à faire des cauchemars ou elle voit apparaître Sage qui vient lui demander pourquoi n'a-t-elle toujours pas dit la vérité à Nick. De jours en jours, elle arrête de prendre ses médicaments, pensant que ses cauchemars s'arrêteront, mais ils s'amplifient, jusqu'au jour où le subconscient de Sage fait une énième apparition dans la tête de Sharon et lui dit qu'elle mérite d'être internée en hôpital psychiatrique pour ce qu'elle à fait et ce qu'elle continue de faire. Anéantie par ses cauchemars, Sharon "frappe" Sage à la tête pour mettre un terme à ce subconscient mais frappe dans la réalité Mariah, qui s'évanouit. Kevin arrive peu après et voit Mariah au sol, il demande à Sharon ce qui s'est passé, cette dernière lui répond qu'elle ne voulait pas lui faire du mal et qu'elle tentait de se débarrasser "d'elle". Kevin voulait en apprendre davantage mais Mariah dit que c'était elle et que ce n'était pas voulu. Après la sortie de Mariah, Kevin suggère à Sharon de reprendre ses médicaments sinon il part raconter à Dylan et Paul ce qu'il s'est passé. Sharon accepte.
- À la suite de cet incident, Sharon commence à reprendre sa vie en main en reprenant les médicaments et cherche à devenir une femme indépendante. Peu après la mort d'Adam, Sharon s'inquiète lorsque Dylan s'en prend à Victor pour prouver qu'il est impliqué dans la conspiration de faire tomber Adam pour le "meurtre" de Constance. Mais Dylan lui assure qu'il est plus que déterminé à faire tomber Victor pour ce crime. Au même moment, Sharon commence à recevoir des appels téléphoniques mystérieux de Patty, qui lui affirme qu'elle est au courant que Sharon n'avait jamais été enceinte à Fairview. Sharon va la confronter à ce sujet en prison et lui demande ce qu'elle souhaite. Patty lui assure qu'elle gardera son secret seulement si elle arrive à la faire transférer à Fairview sinon elle révèlera la vérité à Paul, Dylan et par la même occasion Nicholas. Sharon accepte à contrecœur de lui rendre service.
- Lors d'une affaire, Dylan quitte Genoa pour aller témoigner et demande à Nicholas de veiller sur Sharon, ce qu'il accepte. Un soir, lors d'une panne de courant, Sharon pense que Patty s'est échappé de la prison et se met à paniquer. Nick part voir ce qui se passe dehors et se fait assommer par Kevin, qui ne l'a pas reconnu. Au même moment, Nick apprend à Dylan que Sharon est victime de nombreux appels téléphoniques. Ce dernier demande à Sharon qui est cette personne, elle nie le connaître mais Dylan apprend que Sharon et Mariah suspectent Patty d'être derrière ces appels. Il devient encore plus suspicieux lorsque Sharon raccroche le téléphone après un énième appel de Patty. Le soir d'Halloween (diffusé en septembre 2019 sur TF1), Nick apprend par Patty que Christian est toujours vivant et qu'il vit sous l'identité de "Sullivan McAvoy". Réticent à cette information au début au vu des antécédents et des problèmes mentaux de Patty, il va ensuite confronter Sharon qui lui avoue toute la vérité sur l'identité de Sully. Elle lui dit qu'elle n'était pas au courant au départ et que c'est le docteur Anderson qui a ordonné de "kidnapper" le bébé de Sage et Nick et de le donner à Sharon et Dylan, en lui faisant croire qu'elle avait accouché. Sharon raconte à Nick qu'elle a appris la véritable identité de Sully à la suite d'un test ADN qu'elle avait fait quelques mois plus tôt. Elle avoue à Nick que Sage était également au courant et qu'elle allait le dire à Nick lorsque sa voiture a fait un virage, ce qui a causé sa mort.
- Nick, furieux contre Sharon, lui ordonne de lui rendre son fils. Sharon, bouleversée, refuse car elle sait que ça peut briser Dylan. Elle lui demande une dernière nuit avec Christian le temps d'avouer à Dylan la vérité, ce que Nick accepte à contrecœur. Au retour de Dylan, Sharon finit par lui avouer qu'elle a fait une fausse couche et qu'elle remonte lors du meurtre de l'ancien détective Mark Harding (tué en août 2015). Elle lui raconte comment le docteur Anderson l'a manipulée en lui droguant, faisant croire à Sharon qu'elle était enceinte, ce qui explique les raisons pour lesquelles le docteur Anderson refusait toute visite pour Sharon sur un coup de tête. Elle lui dit qu'elle le savait depuis des mois. Dylan, effondré et en colère, accable Sharon pour son mensonge jusqu'à ce que Mariah intervient. Cette dernière comprend très vite que Dylan a été mis au courant du secret de Sharon. Dylan comprit également que Mariah était impliquée dans le secret de Sharon. Il tente de la questionner mais Sharon lui dit que c'est entre eux deux. Elle demande à Mariah de partir, qui le fait à contrecœur. Dylan monte dans la chambre de son bébé pour lui dire au revoir, mais continue à accabler Sharon, lui demandant de rester seul sans lui donner le bénéfice du doute.
- Le lendemain, Nick vient récupérer Christian, en compagnie de Chelsea. Mais Dylan s'oppose à cette requête, lui rappelant que cette nouvelle est trop frais pour eux tous. Nick refuse et Dylan finit par accepter de laisser partir Christian avec son père, essayant d'être conscient de la réalité. Par la suite, Dylan s'empresse d'aller se débarrasser de toute trace de l'existence de Sully, ce que Sharon refuse puisque malgré le fait que Christian ne soit pas leur fils biologique, ils ont partagé de merveilleux moments avec lui. Dylan décide de faire abstraction de sa colère et suggère à Sharon d'aller se faire interner, afin d'évider la prison pour kidnapping, elle refuse. Sharon décide d'aller dire la vérité à Faith, qui se demande si elle a rechuté, Sharon lui assure qu'elle était consciente de ses actes et qu'elle regrette. Mariah apprend à Sharon que Hilary Hamilton enquêtait sur elle par le biais de Patty et recommande à Sharon de ne pas aller témoigner chez GC Buzz, ce qu'elle accepte au début mais finit par aller témoigner après que Nick lui ait fait la morale car elle se réfère à Sully en parlant de Christian. Après son témoignage chez GC Buzz, Sharon se fait arrêter par Christine, qui l'emmène au poste de police afin de lui faire avouer ses crimes mais Nick se présente ensuite et déclare renoncer porter plainte contre Sharon. En revanche, il demande un refus de droit de visite à l'égard de son fils (ordonnance restrictive), ce que Sharon refuse. Elle menace Nick de l'attaquer en justice et en fait part à Dylan, qui refuse au début mais finit par accepter. Un jour, Nick, très occupé, confie la garde de son fils à Chloe. Cette dernière appelle Sharon pour la laisser passer du temps avec Christian. Après jugement, la juge ordonne une ordonnance restrictive de 6 mois à Nick. Sharon et Dylan, dévastées, décident de donner une interview à G-Buzz sous les conseils de Mariah afin de rétablir la vérité. Dylan accepte de livrer son témoignage à Hilary, mais la véritable version du témoignage de Dylan n'est pas diffusée et Hilary décide de faire un montage de Dylan qui "blâme" Sharon et son comportement lors de l'interview.
- Après tout ce mélodrame, Christine propose une mission d'infiltration à Dylan, qui accepte directement au vu de sa vie actuelle. Sharon, très inquiète, demande à Dylan, puis à Paul quelle est le but de cette mission secrète, mais ils refusent d'en parler. En janvier 2017, Dylan part à Miami en mission d'infiltration en se faisant passer pour un certain Derek Young, afin de faire tomber un grand trafiquant de drogue. Sharon, très inquiète, finit par appeler Dylan, en cours de sa mission, lui compromettant à moitié sa couverture. Dylan finit par être en danger et "tué" par l'homme de main du trafiquant. En réalité, il a réussi à leur échapper et rentre à Genoa, mais annonce en revanche à Sharon, Paul, Nikki et Kevin qu'il doit rentrer sous le programme de protection des témoins et fait ses adieux à Genoa City le 27 janvier 2017 (épisode diffusé le 10 décembre 2019 en France sur TF1).

### L'après-Dylan et le retour de Scott Grainger. Jr
- Après le départ de Dylan, Sharon, dévastée, commence petit à petit à reprendre sa vie en main. Paul suggère à Sharon d'annoncer le départ définitif de Dylan de Genoa en leur faisant croire qu'il l'a quitté par choix et non par précaution. Elle refusa au début mais finit par accepter après que Nikki l'a raisonné. Lorsque Faith apprend le départ de Dylan, elle accuse Sharon d'en être responsable, mais Victor et Nikki ont aidé Faith à pardonner à Sharon. Par la suite, elle recommence sa vie en dirigeant le Néon Ecarlate, que Dylan lui a légué, et commence à reprendre des cours à l'université. Elle commence petit à petit à fréquenter Scott Grainger, Jr, le fils de Lauren. En avril 2017 (diffusé en février 2020 en France), elle aide Nick à piéger Chloé pour le meurtre d'Adam. Peu après, elle se met brièvement en couple avec Scott, ce qui déplaît Lauren, qui n'approuve pas cette relation à cause des antécédents de Sharon, et de Nick, qui devient de plus en plus méfiant vis-à-vis de Scott, également à cause de sa loyauté envers Victor.

### Un réseau de trafic sexuel à Genoa
- En juillet 2017 (diffusé début juin 2020 en France) , Sharon, qui a repris des cours à l'université, reçoit un appel d'une jeune femme nommé Crystal. Elle apprend lors de ce court appel qu'un réseau de trafic sexuel a lieu à Genoa et que Crystal en fait partie. Avec Paul, ils commencent à faire de recherches pour en savoir plus sur ce réseau. Quelques jours plus tard, Nick la retrouve dans une benne à ordure de l'Underground. Il en parle à Chelsea, qui va la voir. Chelsea apprend que cette femme s'appelle Crystal et en parle à Nick en présence de Scott et Sharon. Cette dernière pense que Crystal est la fille qui l'a appelée. Elle va la voir et s'explique avec elle. Crystal reconnaît Sharon au son de sa voix. Mais alors que Sharon revient accompagnée de Scott, Nick et Chelsea, elle voit que Crystal s'est échappé. Sharon continue désespérément ses recherches, toujours avec l'aide de Scott, Paul et Christine. Quelques jours plus tard, Sharon reçoit à nouveau un appel de Crystal, qui lui demande de l'aide. Sharon la rejoint dans un motel. Alors qu'elles s'apprêtent à partir, un homme débarque et prend Crystal de force avec lui. Tessa Porter, la petite-amie de Noah, reçoit également un appel troublant de Crystal qui lui demande de l'aide. Tessa apprend aussi que Sharon et Scott font des recherches sur Crystal, qui s'avère être sa petite sœur. Elle en parle seulement à Mariah. Quelques jours plus tard, Sharon, Paul, Noah et Scott apprennent que Crystal et Tessa sont sœurs.

- Fin août 2017 (diffusé mi-juillet 2020 sur TF1), Alice Johnson, la mère adoptive de Cassie, revient à Genoa City. Nicholas la remarque et informe Sharon. Ces derniers prennent des nouvelles d'Alice. Mais alors qu'Alice part, cette dernière oublie sa carte bancaire. Sharon tente de le lui rapporter mais la manque. Elle constate en revanche que la voiture qu'Alice conduit est la même voiture qui a raccompagné deux jeunes prostituées sortis de garde a vue quelques jours plus tôt et que Alice serait potentiellement la même femme qui les avaient raccompagnées. Elle en déduit qu'Alice pourrait faire partie du réseau de trafic sexuel, ce que Nicholas doute au départ mais ce dernier revient sur ses doutes, pensant finalement qu'elle n'est pas innocente dans cette affaire lorsqu'Alice revient pour chercher sa carte et que Sharon la questionne davantage sur sa vie actuelle. Nicholas, après avoir placé une puce de localisation, permet à Sharon de suivre ses allées et venues et de la suivre. Sharon et Scott se rendent chez Alice sans la trouver mais obtiennent des renseignements d'une voisine qui leur dévoile qu'une nièce d'Alice vient lui voir régulièrement. Sharon, qui connaît bien Alice, dit à Scott que c'est faux puisqu'elle n'a aucune famille. Ils en déduisent que la "jeune nièce" pourrait être Crystal, ce qui confirme qu'Alice est mêlée à ce réseau. Tessa et Mariah, qui ont également appris l'implication d'Alice Johnson, se rendent secrètement au domicile d'Alice, grâce au traceur GPS de Nick. Tessa tente de rentrer chez Alice, mais cette dernière refuse. Au même moment, on apprend que Zack Stinnett, le collègue et nouveau petit-ami d'Abby, est lui aussi secrètement impliqué dans ce réseau, sans que personne le sache. Inquiet que certaines personnes cherchent à retrouver Crystal, il suggère à Alice de la faire changer de lieu afin de brouiller les pistes. Un soir en septembre 2017 (diffusé le 7 et 10 août 2020 sur TF1), lors de la promotion de Tessa à l'Underground, Noah fait venir Irv West, un producteur de musique, afin d'aider Tessa dans sa carrière musicale. Ce dernier vient accompagné d'une jeune femme, que Scott ne tarde pas à reconnaître. Il confie à Sharon que cette femme s'appelle Natalia et qu'elle fait partie du réseau de trafic sexuel. Scott en informe par la suite Tessa et cette dernière rejoint Sharon et Natalia. Tessa lui pose des questions au sujet de sa sœur, mais Natalia, apeuré, refuse de leur donner des informations concernant Crystal. En revanche, elle assure qu'elle aimait bien Crystal et qu'elle est navrée de cette situation. Tessa lui donne alors ses coordonnées au cas où elle obtiendrait des informations sur Crystal.

- Un soir, Mariah et Tessa agissent dans le dos de Sharon en kidnappant Alice. Ces dernières l'amènent de force au ranch Newman. Tessa enlève par la suite le sac avec lequel elles avaient étouffé Alice. Au moment où Mariah lui apporte de l'eau, Alice la reconnaît en tant que Cassie et s'évanouit sur le coup. Mariah, qui s'interroge, part voir Sharon et lui avoue ce qu'elle a commis avec Tessa. Elle demande également à Sharon de lui raconter le lien qu'Alice avait avec Cassie. Mariah décide alors de se faire passer pour le fantôme de Cassie, pour pouvoir faire revenir Crystal et pouvoir accorder, par la même occasion, à Alice le pouvoir de "rédemption". Ce qui finit par marcher puisqu'Alice pense voir le fantôme de Cassie et accepte après réflexion de ramener Crystal. Sharon demande à Alice de contacter un des gardes du corps des prostituées et de lui donner rendez-vous au cimetière de Genoa, devant la tombe de Cassie. Au retour de Tessa et Mariah, Alice découvre qu'elle a été piégée et apprend toute la vérité sur Mariah. Finalement, elles se rendent au cimetière de Genoa. L'homme de main est accompagné de Crystal mais ce dernier découvre qu'Alice a menti en découvrant Sharon, cachée juste derrière. L'homme de main, qui reconnaît immédiatement Sharon, tente de la traîner de force mais Mariah l'en empêche. Finalement, Alice réussit à convaincre l'homme de main de les laisser, il accepte à contrecœur. Tessa et Crystal sont désormais réunies. Mais Sharon contacte Paul pour l'avertir des nouvelles. Paul se propose en aide à Crystal et souhaite faire équipe avec elle pour mettre fin au réseau de prostitution. Il la place sous protection policière. Alice, qui a libéré Crystal du réseau, finit par avoir un accident volontaire causé par Zack et Léon (l'homme de main de Zack). Sharon l'apprend par Paul et au moment où elle voulait la voir, la chambre d'hôpital était vide. Elle apprend plus tard qu'Alice a réussi à se rétablir vite et à s'enfuir.

- Malgré la fuite d'Alice et le placement de Crystal dans le programme de protection des témoins, Scott et Sharon cherchent toujours à savoir qui dirige le réseau de proxénètes. Un soir, Scott part boire un verre à l'Underground en compagnie de Zack. Les deux hommes parlent de l'enquête sur le trafic de prostituées et sur le futur article de Scott. Plus tard, Natalia, une prostituée d'origine russe employée par Zack et ayant discuté avec Scott auparavant, débarque mais s'enfuit lorsqu'elle reconnaît Zack. Scott tente de la rattraper et Zack en profite pour verser un somnifère dans le verre de Scott. Ce dernier ressent ensuite de la fatigue et Zack se propose de le raccompagner. En réalité, il prévoyait de tuer Natalia et faire porter à Scott le chapeau du meurtre. Ce qu'il réussit puisque le lendemain, Scott s'aperçoit que Natalia et morte et qu'il est seul dans le motel avec elle. Scott demande de l'aide à Victor pour se débarrasser du corps, mais Victor, voyant sa fille Victoria à l'hôpital après son malaise dans l'émission d'Hilary refuse catégoriquement de l'aider et appelle secrètement Paul pour l'en informer de la situation de Scott. Ce dernier est ensuite arrêté et mis en garde à vue. Scott affirme a Paul que Zack était avec lui tout le long de la soirée et qu'il a demandé à être raccompagné, mais Zack ne livre pas la même version, assurant que Scott souhaitait enchaîner les night-clubs à la recherche de femmes. Paul croît la version de Zack et garde Scott en détention provisoire. Au même moment, Lauren accuse Sharon d'être responsable de l'arrestation de son fils. S'ensuit une dispute qui aurait pu en venir aux mains, jusqu'à ce que Mariah interrompt leur embrouille. Scott finit par sortir sous caution plus tard dans la journée. Avec Sharon, ils apprennent par la suite que le réseau de prostitution est lié à Rendez-Vous Ciblé (Design Date en VO), l'application de site de rencontre de Zack et d'Abby. Ils en concluent que Zack pourrait être derrière le réseau de proxénètes. Scott va le confronter en lui faisant part de ses soupçons, mais Zack s'en contre-fiche. Ce dernier s'aperçoit que Scott et Sharon le soupçonnent lorsque Sharon perds ses moyens en le voyant. Elle révèle ensuite à Tessa que Zack est le proxénète qui se cache derrière le réseau de prostitution. Tessa lui raconte son passé avec Zack et Crystal. Cette dernière s'enfuit du programme de protection des témoins et se retrouve au Néon Ecarlate, en compagnie de Sharon, Tessa et Scott. Crystal leur parle de Zack, sans connaître son nom. Sharon lui montre la photo de Zack, qu'elle reconnaît immédiatement. Scott décide d'emmener Crystal à la fête consacrée à Abby au Belvédère de la Tour Newman.

- En novembre 2017 (diffusé fin septembre 2020 sur TF1), Victor décide d'organiser une fête en l'honneur d'Abby et y invite pas mal de monde. Sharon et Scott, conscient qu'il y'aura Zack à la fête, décident d'y amener Crystal pour confronter Zack. Ce dernier, en les croisant, cherche à s'enfuir mais Scott l'interrompt en lui forçant à avouer ses crimes. Au même moment, Crystal raconte son histoire au public et dénonce Zack, qui réussit à s'enfuir avec Abby en passant inaperçu puisqu'au même moment, Dina poignarde Nikki avec une fourchette à la suite d'une petite querelle. Cependant, Scott remarque que Zack souhaite prendre la fuite et tente de le poursuivre. Voyant l'ascenseur se fermer, il prend les escaliers et les suit. Sharon reste sur place et commence à s'inquiéter après que la discussion avec Scott via téléphone ait été coupée. Sharon apprend plus tard que Dina a été retrouvée près du lieu où Scott a été localisé avant le coupement. Avec Paul, ils demandent des informations à Dina, qu'ils n'obtiennent pas facilement. En se rendant sur le box de stockage ou Scott et Abby ont été enfermés par Zack, ces derniers s'aperçoivent qu'ils ne sont plus là mais qu'ils sont passés par là. Finalement, le 20 novembre, Scott et Abby reviennent à Genoa, retrouvées par la police. Paul annonce la mort de Zack Stinett, abattu en cas de légitime défense par Crystal. Scott est par la suite innocenté du meurtre de Natalia et Zack, malgré sa mort, est porté responsable du meurtre de Natalia.

### La trahison de Scott
- Après la mort de Zack, Scott reprend sa vie en main avec Sharon, il emménage même avec elle. Cependant, cette dernière commence à remarquer une connexion forte entre Scott et Abby, et des regards aguicheurs du côté d'Abby, mais sans y prêter trop attention, elle laisse ça de côté. Néanmoins, un jour, Faith souhaite faire du patinage au Parc Chancellor avec ses amies et désire que sa mère l'accompagne. Sharon refuse gentiment. Faith appelle alors un taxi et se rend elle-même au parc ou elle surprend Scott en compagnie d'Abby. Elle se cache derrière le café du parc et entend leur conversation. Elle réussit même a les surprendre s'embrasser. Après cela, Faith devient plus froide et plus distante envers Scott, ce que ce dernier et Mariah remarquent rapidement. En questionnant Faith sur ce qu'il se passe avec Scott, Mariah découvre que Scott a embrassé Abby. Mariah part confronter Scott, puis plus tard Abby.

- Le soir du Nouvel An, Scott et Sharon se rendent chez les Newman pour célébrer le renouvellement des vœux de Victor et Nikki. Après les coups de minuit, Scott et Abby se font un baiser d'adieu, Nick les surprend et finit par avouer à Sharon qu'il a surpris Scott embrasser une femme sans dévoiler son nom, elle apprendra très rapidement par le biais de Mariah qu'il s'agit d'Abby et qu'elle et Faith étaient elles aussi également au courant. En retrouvant Scott, Sharon le confronte sur le baiser qu'il a eu avec Abby. Scott finit par lui avouer qu'il à aussi couché avec Abby. Sharon le quitte, énervé. En trouvant Abby au Club, elle l'informe être au courant de son secret avec Scott. S'ensuit une dispute, puis une bagarre entre les deux femmes qui engendre à la disparition de Christian Newman. Tout le monde finit par le chercher. Plus tard, Sharon apprend que Scott comptait la demander en mariage. Furieuse après lui, elle refuse sa demande et met un terme définitif à leur relation.

### Vérité sur la véritable paternité de Christian
- Peu de temps après sa séparation avec Scott, Sharon reprend sa vie en main. Elle surprend Kathy, une mère de famille, installé avec ses deux enfants pendant plusieurs heures. Elle en parle à Nick, lui aussi présent, de ses soupçons concernant cette famille. Nick est également sceptique les concernant. Plus tard, Sharon les interrompt et apprend que Kathy est une mère célibataire sans-abri et qu'elle doit se débrouiller toute seule pour protéger ses enfants. Sharon apprend également que cette famille a été chassée par le propriétaire de l'immeuble. Elle propose alors de les héberger temporairement chez elle, ce que Kathy refuse au départ, refusant la pitié de Sharon mais finit par accepter. Sharon apprend à Nick ce que Kathy lui a confié, et Nick se propose alors de racheter l'immeuble au propriétaire afin d'aider Kathy et sa famille, mais aussi les plus démunis à trouver un logement stable. Nick l'apprend à Nikki, qui part confronter Sharon mais finit par la remercier lorsqu'elle apprend que la femme que Sharon héberge connaît Nikki.

- En février 2018, Fenmore's et Chelsea 2.0 sont victimes d'une escroquerie en ligne et de vol. J.T. enquête sur cette escroquerie et découvre que une femme du nom d'Alexandra West est responsable du piratage. Lauren et Phyllis souhaitent rendre l'information publique, mais Chelsea s'y oppose, trouvant cela inutile. Phyllis commence à trouver le comportement de Chelsea assez étrange concernant cette affaire et en parle à Sharon, qui lui confie avoir entendu Chelsea parler de l'argent que Nick à découvert et que cet argent (qui appartenait en réalité à Adam) a été remis à Chelsea de la part de Nicholas. Un jour, Sharon tombe nez-à-nez avec Chelsea et les deux femmes ont une discussion concernant Nick et Adam. Elle surprend plus trad dans la soirée Chelsea au cimetière, "parlant" à Adam. Quelques jours plus tard, Noah convoque une partie des Newman au Belvédère pour leur annoncer sa volonté de quitter Genoa City pour aller vivre et travailler en Inde. Sharon découvre que Chelsea et Nick se sont fiancés et est étonnée de cette précipitation soudaine, étant donné qu'elle avait comparé Nick et Adam. Le lendemain, Phyllis apprend à Sharon que Chelsea cache un lourd secret : Adam serait le véritable père de Christian. Phyllis n'est pas convaincue de la sincérité de Chelsea dans ses aveux mais Sharon pense qu'il y a une part de vérité dans cette "hypothèse", ajoutant le fait que Sage et Adam aient été très proches à l'époque où Adam se faisait passer pour Gabriel Bingham. Phyllis décide de rallier Sharon dans ses recherches. Sharon apporte le dossier médical de Sully et Phyllis mandate Kevin pour les aider à obtenir l'ADN d'Adam. Il refuse de les aider mais leur donne le mot de passe du système des données du poste de police. Sharon s'en charge. A son retour, elle et Phyllis en déduisent que Christian est bien le fils d'Adam.

- Après avoir découvert la vérité sur Christian, Phyllis confronte à nouveau Chelsea, qui lui persuade de ne pas dévoiler la vérité à Nick. Phyllis accepte, temporairement. Sharon est mal à l'aise de cacher à nouveau un secret à Nick et souhaite lui avouer ce qu'elle a appris. Au cours d'une conversation au Néon Ecarlate, Sharon est sur le point de dévoiler la vérité à Nick, lorsque Phyllis intervient et invente une excuse afin de faire partir Nick et d'empêcher Sharon de dévoiler le secret. Nick se rend au Belvédère ou il fait part à Chelsea du comportement tendu de Sharon qui voulait lui dévoiler quelque chose. Chelsea comprend de suite ce que compte faire Sharon et se rend à l'Athletic Club ou elle la surprend en train d'appeler Nick. Chelsea l'assomme par-derrière et vole l'argent dans la caisse de l'Athletic Club, ce qui conduit Sharon à l'hôpital.

- Sharon finit malgré tout par se réveiller. Lorsque Nick, Phyllis et Paul lui demandent à propos de son agression, Sharon, à cause du violent coup sur la tête, n'arrive pas à se souvenir de ce qu'il s'est passé. Quelques jours plus tard, elle sort de l'hôpital et se rend au Néon Ecarlate en compagnie de Mariah, ou elle tente de se rappeler son agression. Déterminée à dévoiler la vérité à Nicholas, elle l'appelle à plusieurs reprises mais tombe sur son répondeur (en réalité, c'est Phyllis qui refuse l'appel via le téléphone de Nick). Phyllis se rend au Néon Ecarlate ou elle dissuade Sharon de dévoiler la vérité, mais cette dernière refuse. Nick, de passage, les surprend et tente de savoir ce qu'il se passe. Sharon souhaite lui dévoiler la vérité sur la paternité de Christian mais Phyllis essaye de l'en dissuader. Finalement, Sharon réussit à dévoiler la vérité à Nick. Elle lui apprend par la même occasion que Chelsea était au courant de la vérité et que c’est pour ces raisons là qu'elle a attaqué Sharon. Dévasté, Nick passe un nouveau test ADN pour avoir la confirmation des dires de Sharon et Phyllis. Finalement, Nick apprend qu'il n'est pas le père biologique de Christian et que c'est son frère Adam qui l'est.

### Concilier la relation avec Nick et la mort de J.T.
- Après les révélations sur la véritable paternité de Christian, Nick tente de tourner la page. Pour apporter sa contribution, Sharon lui propose d'emménager chez elle. Nick refuse gentiment en souhaitant rester seul avec Christian. Mais il revient rapidement sur sa décision et accepte d'emménager avec Sharon,  à l'inverse de Phyllis et Mariah, assez méfiantes concernant leur proximité.

- Quelques semaines plus tard, Victor à un accident. Les soupçons sont tout d'abord tournés vers Jack, mais rapidement, la ville entière apprend que c'est J.T. qui est responsable de l'accident. Au même moment, Victoria, partie à Hawaï avec sa famille, rentre à Genoa et annonce sa rupture avec J.T. Sharon décide d'organiser une soirée filles pour remonter le moral de Victoria et y invite Mariah, Nikki et Phyllis. Le soir, elles se rendent chez Victoria par surprise et discutent de tout et de rien. Victoria leur avoue par la suite ce qu'elle a appris sur J.T., et sur la façon dont il la traitait. Les autres femmes (excepté Mariah qui dormait) sont révoltées. Plus tard, J.T. vient voir Victoria devant chez elle, souhaitant à nouveau la reconquérir. Victoria refuse ses avances et lui ordonne de partir. Elle dit cependant aux autres que c'était Abby qui s'était pointé devant sa porte. Par la suite, Victoria, fatiguée, monte dans sa chambre et croise J.T. Ils se disputent à nouveau et de cette conversation, Victoria apprend ce que J.T. à fait à Victor. Lorsqu'elle tente d'appeler la police, J.T. commence à l'attaquer et la frappe à nouveau. Les autres entendent du bruit et montent dans la chambre. Découvrant J.T. menaçant avec Victoria, Nikki saisit le tisonnier de la cheminée et assomme J.T. qui s'écroule par terre. En touchant son pouls, Victoria, Sharon, Nikki et Phyllis réalisent que J.T. est mort. Il meurt le 13 avril 2018 (épisode diffusé en France le 25 février 2021 sur TF1). Mariah, qui a entendu du bruit, essaye de savoir ce qu'il se passe mais Sharon réussit à l'écarter et à la convaincre de rentrer. Après le drame, elles décident de se débarrasser du corps. Victoria panique et cherche à avouer le meurtre de J.T. mais Phyllis réussit à la raisonner en lui faisant part de leur avenir si la police serait amenée à être au courant. Nikki propose de l'enterrer au Parc Chancellor. Elles tentent de sortir mais Nick, qui a récemment appris lui aussi que J.T. est l'auteur de l'agression de Victor, se rend chez Victoria pour le lui annoncer et y trouve sa mère, Phyllis et Sharon. Il annonce la nouvelle concernant J.T. et lui demande ou il peut se trouver. Victoria lui annonce sa rupture avec J.T. et dit ignorer où il se trouve. Après le départ de Nick, elles se rendent au Parc Chancellor ou elles "enterrent" le corps de J.T.

- Plus les jours passent, plus la vérité à propos de J.T. se répand sur Genoa, et également, sa disparition. Nick, qui habite chez Sharon, commence à la trouver étrange depuis la soirée filles, et constate à nouveau que ses cauchemars répétitifs refont surface. Afin de retrouver plus rapidement J.T., il lance un appel à témoins dans l'heure d'Hilary. Après l'émission, Mariah, qui était elle aussi présente à la soirée filles, commence à se souvenir d'avoir entendu la voix d'un homme. Nick en déduit que ça pourrait être J.T. et après une discussion avec Sharon ou celle-ci lui persuade d'abandonner la traque de J.T., celui-ci est encore plus déterminé à le poursuivre, il fait croire cependant à Sharon qu'il abandonne les poursuites. Il installe une appli qui permet d'avoir accès aux données de la police. Un jour, il réussit à traquer J.T. via son téléphone portable qui s'est allumé. Il se rend sur place, accompagné de Phyllis, qui le dissuade de vouloir traquer J.T. Nick retrouve le téléphone de J.T. mais le confond finalement avec un S.D.F et manque de le frapper. Du côté sentimental, la cohabitation entre Nick et Sharon les rapproche davantage et après une dispute concernant J.T., ils finissent par faire l'amour. Néanmoins, ils décident de garder leur relation purement sexuelle et non sérieuse. Mais les deux amants réalisent que leurs sentiments sont toujours présents et décident de se redonner une énième chance.

- En mai 2018, Nick et Sharon se remettent ensemble. Nick l'annonce à Victor et Sharon à Nikki. Si Victor accepte la relation de Nick et Sharon, Nikki en revanche, le prend mal et met en garde Sharon, malgré leur rapprochement après la soirée filles. Après la discussion de Nick et Victor, ce dernier annonce à Nick qu'il souhaite voir son fils retourner travailler chez Newman. Nick hésite fortement. Sharon et Phyllis lui conseille de décliner l'offre de Victor, contrairement à Victoria, contente de retrouver son frère dans le monde des affaires. Après réflexion, Nicholas accepte de revenir travailler chez Newman et l'annonce à Victor lors du Memorial Day. Cependant, il apprend que le poste qu'à pourvu Victor pour son fils est le poste qu'il avait pourvu normalement pour Victoria et part décliner son offre après le reproche de sa sœur. Blessé, Victor dévoile la vérité à propos de la paternité de Christian, mais en constatant la réaction neutre de Nick, il apprend de sa bouche qu'il est au courant de la vérité sur Christian et Adam. Nick balance ses vérités sur Victor avant de partir. Victor revient à la charge et décide de le traîner en justice.

- Nicholas compte engager Michael mais Victor le devance, il engage alors Brittany Hodges pour le représenter. Sharon, consciente du fait que Victor pourrait l'attaquer directement en remettant en cause son rôle de mère, suggère à Nick de rompre pour lui éviter la perte de Christian, mais Nick refuse de quitter Sharon. Quelques jours plus tard à lieu la médiation pour savoir qui de Nick ou de Victor aura la garde de Christian. Lors de l'audience, Nick et Victor, avec l'aide de leurs avocats respectifs, sortent leurs arguments. Nicholas à l'avantage de l'audience, tout laisse croire qu'il peut gagner. Victor, conscient qu'il est en train de perdre le procès, met en place sa stratégie avec Michael et s'en prend directement à Sharon en l'interrogeant sur ses crimes passés et son trouble bipolaire. Après réflexion, la juge décide d'accorder la garde temporaire de Christian à Victor. Anéanti par la nouvelle, Nick s'empresse de rentrer au Cottage et fait les affaires de Christian avec tristesse avant de les donner furieusement à Victor en lui déclarant la guerre. Le lendemain de l'audience, lors de la fête des pères, Nick avoue à Faith, mais aussi à Abby, Victoria et Nikki (déjà mise au courant par Victor quelques jours plus tôt) les raisons pour lesquelles Christian ne vit plus avec eux, dont le lien de parenté qu'il a avec Adam. Afin de pouvoir obtenir l'avantage lors de la réponse définitive du juge, Brittany suggère à Nicholas de rompre avec Sharon, mais Nick refuse catégoriquement et demande Sharon en mariage, ce qu'elle finit par accepter.

- Quelques jours plus tard, une menace apparaît chez Newman et Victor pense que J.T. est à l'origine de ce désastre, il lui lance un ultimatum. Au même moment, certains témoins affirment avoir croisé J.T. près de Genoa, et sa carte bancaire a été utilisée trois fois depuis sa disparition. Lorsque les Newman reçoivent des images de caméras de surveillance ou l'on voit un homme qui ressemble fortement à J.T., Victoria et Nikki en font part à Sharon et Phyllis. Sharon commence à croire que J.T. est toujours en vie, tandis que Phyllis croit que c'est une ruse. Afin d'en avoir le coeur net, elles décident de se rendre au Parc Chancellor déterrer le corps de J.T. En arrivant sur place, elles découvrent avec stupéfaction une sculpture à l'emplacement ou elles ont enterré J.T. Un soir, Nikki se rend chez Sharon et se confie à elle. Elles croisent J.T. de la fenêtre de Sharon. Nick entend et apprend que J.T. s'est introduit au ranch. Victor est lui aussi mis au courant. Victoria et Phyllis le sont plus tard. J.T. finit par donner rendez-vous à Victor dans une ruelle. Victor en parle à Victoria et cette dernière tente d'abord de le dissuader d'y aller mais accepte à contrecœur que Victor aille affronter J.T., mais pas seul. Victor se rend à la ruelle et se tient face à J.T., il lui balance ses quatre vérités et lorsque J.T. avance vers lui, Victor dégaine son arme mais "J.T." révèle qu'il est réellement : il s'agit de Nicholas. Ce dernier dévoile les dessous de son plan de vengeance à Victor et comment il a réussi à se faire passer pour J.T. en utilisant sa carte bancaire, en mettant le feu à un entrepôt et en divulguant des fichiers confidentiels de Newman, dont l'état de santé de son père. Victor révèle ensuite indirectement à Sharon ce que Nicholas à fait. Sous la contrainte, il finit par avouer qu'il s'est fait passer pour J.T. dans le but de se venger de son père et que celui-ci court toujours dans la nature. Victoria et Nikki débarquent ensuite chez Sharon ou elles blâment Nick pour son comportement, ce dernier justifie ne rien regretter. Perdue, Sharon enlève la bague de fiançailles de Nick et la pose sur une table, Nick ne tarde pas à la remarquer lorsqu'il souhaite se faire pardonner. Il finit la soirée à l'Athletic Club en compagnie de Phyllis. Le lendemain, Sharon décide de pardonner Nicholas pour son acte de vengeance. Par ailleurs, celui-ci présente son nouveau projet pour concurrencer son père : Étalon Noir.

- Au cours de l'été 2018, Rey, un mystérieux personnage débarque à Genoa City. Il rencontre tout d'abord Nick au toit-terrasse de l'Athletic Club, puis Sharon un peu plus tard dans la soirée au Néon Ecarlate. Rey sympathise avec eux et particulièrement avec Sharon. En réalité, Rey enquête secrètement sur la soudaine disparition de J.T. et sur les personnes impliquées, avec en prime Nick et Victor dans son viseur. Sharon apprend que Rey est le grand frère d'Arturo et apprend également avec les autres qu'il s'intéresse de près à J.T. lorsqu'Abby leur apprend qu'il lui a posé des questions à son sujet et sur l'explosion de l'entrepôt de Newman. Victoria commence à penser que la présence de Rey à Genoa n'est pas un hasard et le fait savoir à Nikki, Sharon et Phyllis. Dans la soirée, Sharon croise à nouveau Rey au Néon Ecarlate et lui pose des questions sur les raisons de sa présence en ville. Rey lui avoue qu'il travaille en tant qu'agent de recouvrement et qu'il enquête sur J.T. Après son départ, Sharon confirme aux autres que Rey est à Genoa pour enquêter sur J.T. Sous les conseils de Victoria, Sharon invite Rey à dîner afin de lui soutirer des informations. Ils dînent en compagnie de Mariah. En fin de soirée, Sharon apprend qu'une personne s'est introduite dans la propriété. Rey se propose d'intervenir et retrouve le rôdeur, qui s'avère être Tessa. Cependant, Sharon remarque pendant l'action que Rey porte une arme à feu sur lui et lui demande pour quelles raisons il porte un revolver. Rey dit qu'il n'a pas de coffre-fort chez lui avant de s'éclipser. Après son départ, Sharon met en garde Victoria et lui conseille de prendre ses distances avec Rey. Lors de la soirée d'inauguration d'Étalon Noir, Rey arrête Nick pour complicité avec J.T. sous les yeux de Sharon et Victoria, qui apprennent au passage qu'il travaille pour la police de Genoa. Finalement, Nick passe un accord avec la police en racontant le fait qu'il s'est fait passer pour J.T., il n'est pas poursuivi pour son acte et rentre chez lui auprès de Sharon.

- Sharon obtient son diplôme universitaire en psychologie mi-2018 et participe à la cérémonie de remise des diplômes en septembre. Peu après, Rey lui propose de travailler pour la police de Genoa en aidant les victimes psychologiquement. Sharon hésite et en parle avec Victoria. Cette dernière qui comprend que Rey cherche à lui soutirer des infos, lui persuade d'accepter son offre afin de devancer la police. Sharon accepte finalement l'offre de Rey et commence à travailler pour la police. Elle réussit à trouver le dossier concernant J.T. mais interrompt ses recherches lorsque Rey la surprend. Elle se rend ensuite aux préparatifs de son enterrement de vie de jeune fille et raconte à Nikki et Victoria ce qu'elle a découvert. Ces dernières lui conseillent de rester sur ses gardes concernant Rey. Plus tard, Sharon se confie à Nikki sur son envie de rester habiter au Cottage (Nick souhaite déménager et a trouvé une maison). Après les confidences, Sharon envisage de raconter toute la vérité à Nick à propos de la disparition de J.T. et le fait savoir à Nikki. Cette dernière et Victoria tentent à plusieurs reprises de convaincre Sharon de se taire, mais elle refuse et souhaite tout de même avouer la vérité à Nick. Cependant, l'alarme incendie retentit et Victoria et Nikki escortent Sharon et tentent une énième fois de la convaincre de ne rien dire à Nick. Perdue, elle se rend ensuite au Néon Ecarlate. Rey arrive sur place pour prendre un café et sympathise avec Sharon. Elle le propose ensuite de le loger dans l'appartement en haut du Néon Ecarlate, ce qu'il accepte. Nick rejoint Sharon et danse avec elle et se déclarent leur amour avant le mariage.

- Le 2 octobre est le jour du mariage de Nick et Sharon. Cette dernière se prépare avant la cérémonie. Mariah, qui a récemment appris l'infidélité de Nick, est tendue et hésite à dire la vérité à Sharon, malgré les mises en garde de Summer. Toutefois, elle prend à partie sa mère juste avant la cérémonie et lui avoue que Nick a couché avec Phyllis il y a quelques semaines. Sharon est bouleversée et comprend alors que cela s'est produit lors de leur dispute à propos d'Étalon Noir. Elle décide tout de même d'aller à la cérémonie mais disparaît peu avant. Elle se rend finalement au mariage et s'excuse de son retard. Nick lui déclare ensuite ses vœux, puis c'est au tour de Sharon, qui à tout d'abord du mal à lire ses vœux, puis les déchire et souhaite dire ce qu'elle a sur le cœur. Elle dit à Nick qu'elle refuse de l'épouser et dévoile par la suite aux autres qu'il l'a trompé avec Phyllis. Celle-ci tente de nier son acte mais Sharon et William insistent. Phyllis avoue sa liaison avec Nick ce qui entraîne l'annulation du mariage. Nick suit Sharon jusqu'au cottage accompagné de Noah et Mariah qui les encouragent à s'expliquer. Nick s'excuse à nouveau auprès de Sharon et lui supplie de lui donner une seconde chance. Sharon refuse de revivre une douleur passée et met un terme à leur relation.

### Sharon et Rey
- Après sa récente rupture avec Nick, Sharon se rapproche davantage de Rey avec qui elle travaille pour la police de Genoa. Leur rapprochement ne manque pas de rendre vert de jalousie Nick, qui souhaite la reconquérir. Mais Sharon met les choses au clair avec lui, affirmant que leur rupture est définitive. Nick décide de respecter son choix, au vu du peu d'espoir qu'il à de reconquérir Sharon. Celle-ci, impliquée dans la disparition de J.T., est mal à l'aise à l'idée de travailler avec Rey mais il tente de la mettre à l'aise. Lors de la période d'Halloween, Nikki et Victoria apprennent qu'un tuyau de canalisation est cassé dans le Parc Chancellor sous la sculpture de Jill et qu'il a besoin d'être réparé. Cela les inquiète puisque c'est là ou elles ont enterré J.T. En alertant Sharon et Phyllis, cette dernière décide de déterrer le corps de J.T. et de le déplacer. Nikki reçoit un appel d'Arturo disant qu'ils vont déplacer la sculpture mais qu'il y a un problème, et le problème est Jill. Nikki décide de la pousser à bout pour la faire partir, et y parvient. Le soir d'Halloween, Victoria, Nikki, Sharon et Phyllis se mettent à creuser à l'abri des regards mais le corps de J.T. a disparu. Un doute s'installe chez les quatre femmes qui pensent alors qu'il pourrait soit être vivant, soit que les maîtres-chanteurs se sont emparés de son corps.

- Peu après, Arturo trouve au Parc Chancellor une montre, gravé au centre "Je t'aime Mac". Rey apprend l'existence de cette montre et en l'examinant de près, comprend qu'il est possible qu'il appartienne à J.T. et la prend pour l'examiner. Il regarde dans ses fichiers et constate que c'est la même montre que sur une photo de J.T. et Mac, datant de quelques jours avant sa disparition. Il fait appel à Mac et lui montre la pièce à conviction. Mac confirme que la montre appartenant bel et bien à J.T. et qu'il l'a acheté pour leur anniversaire de mariage. Rey décide de rouvrir le dossier Hellstrom en requalifiant sa disparition en une affaire de meurtre et boucle l'accès au Parc Chancellor, rendant le lieu comme étant une scène de crime. Les quatre femmes impliquées tentent d'en savoir plus sur les nouvelles preuves de Rey, mais celui-ci reste discret sur l'affaire. D'un point de vue sentimental, Rey et Sharon se rapprochent de plus en plus, manquant de s'embrasser avant que Rey interrompt leur rapprochement. Un peu plus tard, Sharon souhaite démissionner et en parle à Rey. Celui-ci tente de la retenir en lui faisant part de ses sentiments à son égard, elle affirme que cela est réciproque. Rey l'embrasse sur le champ avant que Nikki interrompe leur baiser (sans les avoir surpris). Rey invite ensuite Sharon dans son appartement pour en discuter. Elle accepte mais en se rendant sur place, elle trouve Rey en compagnie de Mia, sa femme et une scène de malaise s'installe. Elle repart déçue de la tournure qu'à pris leur début de relation avec l'arrivée de Mia. Après cela, une gêne s'installe entre Rey et Sharon, qui ont du mal à crever l'abcès. Mia, qui cherche à réparer son mariage avec Rey, remarque une forte connexion entre lui et Sharon et met en garde celle-ci concernant sa proximité avec Rey.

- Mariah, qui vient récemment d'emménager avec Tessa, réemménage rapidement chez sa mère à la suite d'une dispute avec elle. En allant chercher ses dernières affaires, Tessa lui apprend la vérité sur les liasses de billets qu'elle possède (voir Mariah Copeland). Mariah découvre la vérité sur la disparition de J.T. et apprend que sa mère et y compris Nikki, Phyllis et Victoria sont impliquées. Le lendemain, elle confronte Sharon, qui nie au départ puis lui confirme cette vérité et apprend que c'est Tessa qui en a informé Mariah. Sharon convoque les trois autres femmes, qui apprennent que Mariah est désormais dans la confidence. Celle-ci leur raconte toute l'histoire. Les quatre femmes apprennent que Tessa est le maître-chanteur et souhaitent riposter. Elles chargent Mariah d'aller lui convaincre d'abandonner son but mais Phyllis comprend que cela va être trop dur pour elle et souhaite se venger à sa manière, en impliquant seulement Victoria, Nikki et Sharon. Plus tard, Mariah discute avec Tessa et réussit à récupérer la clé USB qui contient la vidéo des 4 complices du meurtre et la rapporte à Sharon. Avec Victoria, elles se chargent de détruire la clé mais Sharon reste cependant sur ses gardes, pensant que Tessa ait pu faire une copie de la vidéo. D'un autre côté, Rey lui apprend son passé tumultueux du triangle amoureux de lui-même, Mia et d'Arturo. Sharon lui conseille de ne pas abandonner son mariage et de tenter de se reconstruire, Rey écoute ses conseils et envisage de se réconcilier avec sa femme, malgré ce qu'il ressent pour Sharon.

- Quelques semaines plus tard, l'affaire J.T. est quasiment résolue selon la police, Victor restant le seul suspect dans l'affaire du meurtre. Il est arrêté mais très vite libéré sous caution en attendant son procès. Un jour, alors que Sharon remplace une collègue malade, elle tombe sur un enregistrement envoyé anonymement incriminant Victor et Nicholas, à en entendre l'enregistrement, il fait de Victor son meurtrier et de Nick son complice. Sharon en parle à Nick, désormais au courant de toute l'histoire. Nick, qui a découvert des caméras installées au ranch avec sa famille, parle de ses soupçons à Sharon, pensant que J.T. est toujours vivant et qu'il tire les ficelles. Réalisant également que l'enregistrement est un montage ayant pour but de porter préjudice à son père, Nick pense que J.T. est la source anonyme. Hésitante à faire écouter l'enregistrement à Rey, elle décide finalement de le lui faire écouter. Après l'écoute, Rey estime que cette preuve est la preuve ultime qui fera tomber Victor dans cette affaire. Rey fait écouter l'enregistrement à Christine, qui décide d'avancer le procès de Victor au lendemain. Le 8 février est le jour du procès de Victor. Mais au moment où il devait se faire escorter, Nikki avoue à Rey et à Christine que c'est elle qui a tuée J.T. Elle est mise en état d'arrestation et placée en garde à vue tandis que le procès de Victor est reporté. Sharon apprend par Rey que Nikki a avoué son meurtre et qu'elle a été arrêtée. Rey demande à Sharon ce qu'elle sait de la soirée mais paniquée, celle-ci n'ose pas répondre et s'éclipse rapidement. Plus tard dans la journée, Sharon reçoit chez elle un Rey bouleversé, qui lui déclare son amour. Sharon le lui déclare en retour, même si elle remarque que quelque chose l'a anéanti. En revenant de la cuisine, Sharon est confrontée par Rey qui vient de trouver son relevé téléphonique, constatant qu'elle a appelé les urgences le soir ou J.T. est mort, le 13 avril. Sharon tente d'éviter le sujet et pense qu'il l'a piégée, mais Rey assure que non et fait pression sur elle pour obtenir des réponses. Au début, elle feint s'être trompée de numéro et dit avoir oublié cette soirée mais avec la pression de Rey, elle avoue vaguement le déroulement de la soirée puis avoue complètement son crime, justifiant que c'était de la légitime défense. Lorsque Rey découvre le contexte complet de la soirée, il la blâme pour avoir dissimulé le crime et estime que c'est un meurtre et met en état d'arrestation Sharon.

- Sharon est ensuite placée en garde à vue. Bouleversée par la situation, elle accable Rey sur ses sentiments, pensant qu'il s'est servi d'elle pour parvenir à ses fins concernant l'enquête. Elle fait appel à Brittany pour la représenter. Sous les conseils de Brittany, Sharon décide de garder le silence à propos de cette soirée et de ne plus répondre aux questions de Rey, qui l'a trahi selon elle. Elle apprend par la suite que Victoria et Phyllis ont elles aussi été arrêtées. Le 22 février, Victoria, Sharon et Nikki se retrouvent pour leur audience préliminaire afin de déterminer leur liberté avant le procès. En ne voyant pas Phyllis, elles se posent des questions. La réponse à leurs questions se dévoile au moment où elles voient arriver Phyllis en compagnie de Nick et qu'elles apprennent que c'est elle qui a fourni toutes les preuves à Christine, celles-ci apprennent par conclusion que Phyllis les a trahis pour sauver sa peau. Le juge suspend l'audience. Finalement, bien qu’elles plaident toutes non-coupables, le juge rend son verdict et refuse la libération des trois femmes, validant la requête de Christine de les garder en détention jusqu'au procès.

- Le 28 février 2019 commence le procès de Victoria, Nikki et Sharon. Christine relate les faits, décrivant les trois femmes comme des meurtrières, ce qui agace Victor, qui s'emporte contre Christine au tribunal. Le juge ordonne ensuite à Victor de sortir, ce qu'il exécute après que Nick et Michael l'en convainc. Plus tard, Christine appelle Mariah à la barre, qui raconte ce qu'il s'est passé au cours de la soirée, sans trop incriminer sa mère et ses complices. Vient ensuite le tour de Phyllis, qui témoigne ce qu'il s'est passé en prenant la défense de ses anciennes complices. Mais Christine donne une version plus crue de l'histoire de Phyllis, décrivant sans cesse l'acte des filles comme un meurtre non prémédité et non comme de la légitime défense. Phyllis tombe dans le piège de Christine et avoue avec émotion la vérité. Elle se fait également cuisiner par Michael (pour Victoria et Nikki) et par Brittany (pour Sharon), concernant les relations qu'elle entretient avec elles. Après son témoignage, tout le monde est révolté par sa trahison. En salle de visites, Brittany demande à Sharon les circonstances de son arrestation, elle lui raconte qu'elle était en compagnie de Rey et qu'ils ne parlaient pas de l'enquête. Après avoir appris toute l'histoire, Brittany pense que Rey s'est joué de Sharon depuis le début, cette dernière comprend alors que c'est possible et fait ensuite le lien entre leur rencontre, son approche envers elle et sa déclaration de flamme. Afin d'acquitter Sharon, Brittany propose alors de faire passer Rey à la barre. Brittany l'interroge sur le soir de la Saint-Valentin, où il a arrêté Sharon à la suite de ses aveux. Brittany accentue sur le fait que Rey a manipulé Sharon pour parvenir à obtenir des aveux concrets. Rey réfute ces hypothèses et raconte ce qu'il s'est passé ce soir-là. Il confirme également avoir dit à Sharon être amoureux d'elle et déclare qu'il ne mentait pas sur ses sentiments. De ce témoignage, Victoria et Nikki apprennent que c'est Sharon qui a vendu la mèche à Rey et qui a conduit à leur arrestation. Le 13 mars, le jury rend sa sentence et juge à l'unanimité les 3 femmes coupables. Mais juste avant que la juge donne son verdict, William, Jack, Nick et Mariah témoignent en faveur des accusées, lui demandant d'être clémente. La juge entend ces requêtes et donne son verdict : Sharon est condamnée à 3 ans de prison, Victoria à 10 ans de prison et Nikki à 30 ans de prison (épisodes diffusées entre le 10 et le 21 janvier 2022 sur TF1).

- Sharon, Victoria et Nikki sont escortées et conduites dans un fourgon qui les amène en prison. Au cours du trajet, le fourgon s'arrête en pleine forêt, ce qui interroge les trois femmes pensant que c'est un piège jusqu'à ce que Nick intervient et leur fait part de son plan : prouver que J.T. est toujours vivant avec leur aide. Elles apprennent que William mais aussi Rey sont sur le coup et que ce plan à lieu grâce à ce dernier. Les trois femmes restent au chalet avec deux gardes qui assure leur sécurité non-stop. Au bout d'un moment, elles souhaitent faire à manger pour faire passer le temps mais du bruit se fait entendre dehors. Elles se doutent de quelque chose sans trop s'attarder dedans mais se rendent vite compte que le téléphone qui leur servent à appeler Nick a disparu et constatent une coupure d'électricité. Victoria comprend alors que c'est J.T. qui se joue d'elles pour les terroriser, elles décident de se munir d'armes et sortent du chalet pour le traquer dehors, c'est alors que J.T. réapparaît, bel et bien vivant (épisode diffusée le 28 janvier 2022 sur TF1). Choquées et tétanisées qu'il ait survécu, les trois femmes lui demandent des réponses. J.T. leur dit qu'il à simulé sa mort pendant près d'une année afin de se venger et qu'il a réussi à les retrouver en suivant le fourgon censé les conduire en prison. Désireux de se venger, il les ordonne de s'attacher et leur raconte ensuite qu'il s'en est sorti car elles l'ont enterré au-dessus d'un tuyau et que son poids l'a fait atterrir sous les égouts de Genoa, auquel il s'est retrouvé sur un fleuve et à réussi à s'accrocher à un arbre. Les filles remarquent à plusieurs reprises que J.T. a des maux de tête et leur propose leur aide, mais il refuse et finit par s'énerver en cassant tout ce qui est autour, dont le tuyau de gaz qui l'affaiblit puis l'assomme. Les filles tentent de se libérer également mais s'évanouissent une par une à cause de l'odeur du gaz qui se propage dans toute la pièce. Elles sont sauvées par Nick, Victor, William et Phyllis. Plus tard, J.T. est conduit à l'hôpital et les filles au poste ou elles restent en détention pour la soirée. Finalement, elles sont innocentées le lendemain, la juge abandonnant les charges contre elles. Sharon profite désormais de sa liberté et se rend chez Rey pour le remercier. Celui-ci lui apprend qu'il s'est fait renvoyer, qu'il a quitté Mia et qu'il souhaite démarrer une nouvelle relation avec Sharon, qui donne suite à un baiser. Le lendemain, Sharon parle à Paul du cas de Rey. Paul dit que le renvoi de Rey était justifié et qu'il aurait pu aller plus loin qu'un simple renvoi. Sharon décide alors de démissionner et le dit à Rey.

### Le retour d'Adam "d'entre les morts"
- Au printemps 2019, les Newman se posent des questions à propos des affaires mystérieuses de Victor à Las Vegas, surtout lorsqu'ils apprennent qu'il participe à des parties de poker en compagnie d'un homme, nommé "Spider" et qu'il voit régulièrement un psychiatre. Nikki engage Rey pour enquêter sur Victor et l'envoie à Vegas. Sharon décide de l'accompagner. Ils apprennent que le psychiatre que Victor consulte, le docteur Calhoun, est spécialisé dans la guérison de l'amnésie. De plus, Nikki leur apprend que Victor participe à des parties de poker clandestines, ce qui met le doute à Sharon, qui sait bien que ce n'est pas le genre de Victor. Sur place, ils interrogent le docteur Calhoun qui refuse de leur répondre. Rey remarque la mallette sur le bureau du psychiatre et en conclut que Victor le paye pour qu'il se taise. Nikki oriente ensuite les recherches de Rey sur Riza Thompson, considérée comme la reine du poker à Las Vegas. Rey réussit à obtenir son numéro et l'appelle, mais Riza ne répond pas. Juste après, Victor se présente dans la chambre de Rey et Sharon et insiste pour parler en privé à cette dernière. Il lui dévoile les raisons pour lesquelles il est à Vegas : Adam est toujours en vie sous le pseudonyme de "Spider" et participe à des parties de poker clandestins. De plus, il a perdu la mémoire à la suite de l'explosion du chalet et ne se souvient ni de Victor, ni de sa vie d'avant, d'où la réponse au rôle du docteur Calhoun (épisode diffusé en France le 11 mars 2022 sur TF1).

- Victor demande ensuite à Sharon d'aider Adam à recouvrer la mémoire. Très bouleversée, Sharon n'apporte pas de réponse à Victor. Elle en parle à Rey, qui lui dissuade d'aider Victor. Elle appelle également Nick, qui apprend que son frère a survécu à l'explosion du chalet. Finalement, Sharon décide finalement avec l'accord et la contribution de Rey d'aider Adam. Elle réussit à obtenir son numéro et l'appelle mais elle tombe sur son répondeur. En entendant sa voix, elle confirme a Rey que c'est bien celle d'Adam. Elle lui donne rendez-vous et celui-ci accepte mais souhaite qu'elle vienne seule. Sharon se rend au point de rendez-vous ou Adam ne se pointe pas. Toutefois, elle entend une présence et réalise qu'il s'agit d'Adam. En retournant à l'hôtel, elle raconte à Rey ce qu'Adam lui a apporté positivement dans sa vie et lui dit pourquoi elle doit lui venir en aide. Plus tard, Rey rentre à Genoa après que Lola ait appris la vérité à propos de son agression. Sharon reste en ville et donne un autre rendez-vous a Adam, qui accepte de la rencontrer seule et discrètement. En arrivant dans son motel, elle tombe sur Riza, l'amie d'Adam, qui lui fournit que très peu d'informations sur elle avant de partir. En regardant l'appartement, elle remarque les photos des Newman, tous jetés dans une corbeille, excepté la photo de Christian qu'elle trouve dans un tiroir. C'est à ce moment-là qu'Adam rentre et que Sharon le revoit pour la première fois depuis sa mort présumée (épisode diffusé le 17 et 18 mars 2022 sur TF1).

- Adam s'excuse auprès d'elle en voyant sa réaction et lui confirme n'avoir aucun souvenir de son passé, même en voyant Sharon. Il lui raconte comment il a atterri à Las Vegas, comment il s'est mis à jouer au poker et ce qu'est sa vie dans cette ville. Tout comme Victor, Sharon tente de lui persuader d'essayer de se souvenir de l'homme qu'il était mais Adam refuse et préfère renier son passé, d'autant plus qu'il a fait des recherches sur lui et qu'il n'apprécie pas son personnage. Il apprend a Sharon que Victor l'a retrouvé grâce à des personnes qui ont souligné à Spider sa ressemblance avec Adam Newman. Sharon lui apprend en retour la relation qu'il partageait avec son père mais aussi avec elle et ce qu'il a fait pour Sharon. Malgré les nombreux refus d'Adam de se souvenir de son passé, Sharon lui demande tout de même d'essayer de revenir temporairement à Genoa pour une semaine. Adam promet d'y réfléchir. Finalement, il accepte de revenir à Genoa.

- En revenant en ville, Adam rencontre Nick, puis Victoria et William. Rapidement, il se fait tirer dessus et est conduit à l'hôpital ou il recouvre la mémoire. En sortant de l'hôpital, Adam souhaite retrouver sa vie d'avant. En obtenant le nouveau numéro de Chelsea, il demande à Sharon de la contacter, ce qu'elle exécute. Le lendemain, Sharon lui apprend que Chelsea a répondu à son appel et qu'elle a été choquée de la nouvelle sur Adam. Ce dernier apprend que Chelsea s'est remariée et que son nouveau mari à légalement adopté Connor. Rey les remarque par la fenêtre de la sellerie et fait part à Sharon de ses suspicions concernant Adam. Il en profite pour lui dire qu'il a accepté de travailler comme chef de la sécurité chez Etalon Noir et comme détective privé de Nick concernant les faits et gestes d'Adam.

- Le retour d'Adam cause des problèmes au sein de plusieurs personnes à Genoa, dont le couple naissant de Sharon et Rey. En effet, Adam demande constamment de l'aide à Sharon et celle-ci ne refuse pas son aide, ce qui agace Rey, constatant l'influence qu'il a sur Sharon. Un jour, Sharon se dispute avec Adam après avoir appris qu'il souhaite récupérer Christian en échangeant l'enfant contre Etalon Noir, que Nick a récemment perdu. Déboussolé après avoir appris la nouvelle vie de Chelsea, Adam fait comprendre à Sharon que leurs sentiments sont toujours présents malgré les années. Il fait comprendre à Sharon qu'elle ne sera pas heureuse avec Rey. Outrée par ces paroles, Sharon quitte la sellerie énervée et rentre chez elle ou elle fait l'amour a Rey. Le lendemain, Adam vient s'excuser et Sharon accepte son pardon. Mais Rey les surprend en train de s'enlacer et embrouille Sharon sur ce qu'il vient de voir, il en déduit que si Sharon lui a fait l'amour la veille c'était pour éviter de penser à Adam. Sharon tente de s'expliquer mais Rey refuse de l'écouter. Malgré tout, ils finissent par mettre les choses à plat et s'excuser.

- Au bout d'un moment, Adam souhaite accélérer les choses et décide d'attaquer Nick en justice pour obtenir la garde de Christian. Nick l'apprend à Sharon et Rey. Sharon regrette d'avoir ramené Adam à Genoa et s'en va le lui dire en lui demandant de laisser tomber sa guerre contre Nick. Adam refuse d'abandonner. Sharon lui confie être déçue de ne plus reconnaître son ami et s'en va. Peu après, elle apprend que Adam a réemménagé dans son ancien penthouse car Victor l'a chassé du ranch.

- Fin juin, Sharon et Rey prennent des vacances à Las Vegas pour mettre de côté leurs problèmes liés à Genoa et à Adam. Mais tout ne se passe pas comme prévu, durant leur escale, Rey et Sharon ont plusieurs disputes à propos d'Adam, ce qui fait qu'ils ne rentrent pas en même temps à Genoa. Sharon rentre avec Faith de sa colonie de vacances et recroise Adam qui s'incruste dans la sortie familiale de Sharon, Faith, Nick et Christian. Sharon recadre Adam et lui ordonne de ne plus s'approcher d'elle. Sharon recroise Rey et lui explique sa rencontre avec Adam, ils finissent par se réconcilier.

- Le jour de l'audience pour la garde de Christian, Nick et Adam n'obtiennent ni l'un ni l'autre la garde du petit garçon dû à leurs querelles. Le juge chargé de l'audience recommande aux deux frères de choisir un tuteur légal pour Christian sinon il serait placé en famille d'accueil. Nick sollicite l'aide de Victoria tandis qu'Adam sollicite l'aide de Sharon. Au début hésitante, elle finit par accepter la demande d'Adam. Mais le juge tranche en faveur de Victoria et accorde aux deux frères des visites pour voir Christian. Adam est dépité. En rentrant chez elle, elle se fait embrouiller par Rey qui lui reproche d'aider constamment Adam. Rey décide de quitter Sharon, fait ses bagages et emménage à l'Athletic Club. Sharon le supplie une dernière fois de lui pardonner tout en justifiant son acte et celui d'Adam. Rey comprend que Sharon a toujours des sentiments pour Adam qu'elle essaye de refouler d'où son implication à ses problèmes et décide de mettre définitivement un terme à leur relation.

- Tout comme Nick, Adam a l'autorisation d'avoir un temps de visite auprès de Christian mais celui-ci ne le voit pratiquement pas et pense que Victoria essaye de faire en sorte qu'Adam ait un temps de visite limité. Il confronte Victoria sous les yeux de Sharon qui réussit ensuite à le calmer. Grâce au juge, Adam obtient un droit de visite obligatoire auprès de son fils et prévoit de dire à son fils la vérité au sujet de sa paternité, ce qu'il fait sous les yeux de Nick qui interrompt leur moment. Sentant que la situation est sur le point de dégénérer, Adam contacte Sharon pour qu'elle arrive au plus vite. Sharon débarque au moment où Nick frappe de sang-froid Adam et met fin au conflit. Elle rentre avec Adam chez lui pour soigner ses blessures. Ils discutent et finissent par coucher ensemble (épisode diffusé le 15 juin 2022 sur TF1). Dans la soirée, Adam porte plainte contre Nick. Il s'aperçoit que le policier chargé de l’enquête est Rey. Celui-ci le questionne sur son agression et insiste bien qu’Adam tente de le faire partir. Au moment où Rey souhaite savoir qui est le témoin oculaire de l’agression d’Adam, il entend la voix de Sharon et la voit à l'intérieur du penthouse d'Adam. Rey comprend alors qu’ils ont potentiellement couché ensemble, demande confirmation à Sharon pour l'agression d'Adam puis s’en va. Adam s’excuse auprès de Sharon mais celle-ci cherche à s'en aller, culpabilisant d’avoir couché avec Adam. Ce dernier tente de la retenir et lui confie être toujours amoureux d’elle. Sharon refuse d’en entendre plus et s’en va.

- Le jour du vote de l'élection du nouveau procureur de Genoa en faveur de Michael, Sharon reçoit un message d'Adam qui lui donne rendez-vous au parc Chancellor. D'entrée, il lui annonce sa volonté de l'épouser (épisode diffusé le 30 juin 2022 sur TF1). Sharon est prise au dépourvue et ne lui apporte pas de réponse claire. Adam tente de la convaincre d'accepter sa demande et lui demande de ne pas refouler ses sentiments envers lui, convaincu qu'ils sont similaires. Il lui laisse un peu de temps pour réfléchir à sa demande. Sharon revient ensuite chez lui et lui annonce qu'elle refuse de se remarier avec lui. Adam pense qu'elle culpabilise vis-à-vis de Nick mais Sharon dit refuser sa demande par choix. Adam s'énerve et lui demande de s'en aller.

- En septembre a lieu l’inauguration du Grand Phoenix, le nouvel hôtel d’Abby. Sharon s’y rend seule et retrouve Rey lui aussi également seul. La soirée vire très vite au cauchemar lorsque tous les invités sont drogués après avoir bu la sangria empoisonnée (excepté Phyllis). Sharon et Devon, tous deux sous traitement, ont des réactions violentes. Lorsque Sharon se porte mieux, elle quitte temporairement la ville afin de se ressourcer.

- Lorsque Sharon revient en ville, elle apprend que Victor vient de mourir à la suite d'une crise cardiaque au ranch. Elle adresse tout son soutien aux Newman y compris Adam. Plus tard, il est révélé qu’en réalité Victor est toujours en vie et que tout ceci n’était qu’un stratagème pour coincer Adam qui a tenté d’empoisonner son père. Seuls Nikki, Nick, Victoria, Abby, Noah, William, Nate et Paul étaient au courant du stratagème de Victor. D’autres comme Summer ou Faith ont été écartées du plan et en veulent a Nick et aux Newman. Sharon elle, laisse couler et pardonne plus facilement Nick.

- Connor, qui vient d’apprendre que son grand-père est toujours en vie et qui vient de voir son père quitter la ville, vit mal le départ de ce dernier. Son comportement change du jour au lendemain, celui-ci devient plus agressif envers son entourage. Nick recommande à Chelsea de faire appel à Sharon, elle accepte de contacter Sharon malgré leurs différents et cette dernière accepte l’appel à l’aide de Chelsea. Sharon essaye une première séance avec Connor mais celui-ci a du mal à se confier à elle. Sharon recommande à Chelsea et Nick de faire appel à un professionnel pour l’aider. Connor finit par se faire exclure après avoir manqué de respect a son professeur. Nick et Chelsea rappellent Sharon qui accepte de leur aider à nouveau. Petit à petit, elle familiarise avec Connor et celui-ci aime sa compagnie. Mais le comportement de Connor empire de plus en plus lorsqu’il agresse sans raison un camarade d’école. Ce dernier finit même par enfermer volontairement Christian. Après cette frayeur, Chelsea décide de ramener Adam a Genoa ce qui déplaît Nick. Grâce à Sharon et Phyllis, ils apprennent qu’Adam est retourné à Las Vegas. Nick se rend sur place ou il réussit à convaincre difficilement Adam de rentrer à Genoa.

- Adam finit par revenir et réemménage a son penthouse avec Connor. Il apprend que Sharon a été d’une grande aide pour son fils et la remercie. Il lui demande si elle peut continuer à aider Connor. Réticente au début à cause d’Adam, elle finit par accepter de continuer à aider Connor après que Rey l’en ait convaincue. Le cas de Connor rencontre une force majeure lorsque lui, ses parents et Abby sont retenus en otage par un criminel nommé Simon Blake (voir Chelsea Lawson). Connor commence à faire des cauchemars et à penser qu’un monstre le hante. Cette histoire fait que Connor est écarté de son école pour éviter de traumatiser ses camarades. La maîtresse de Connor leur recommande également d’appeler un psychologue spécialisé. Mais après une séance, Connor exige de ne plus le voir. Chelsea et Adam font appel à Sharon qui rend souvent visite à Connor. Cependant, son comportement change face à elle et il devient plus distant. Lorsque Chelsea part vivre temporairement chez Adam pour le bien de Connor, celui-ci dit à Sharon qu’il n’a plus besoin de ses services, il lui recommande presque de s’en aller. Un soir après une visite de Sharon, celle-ci apprend que Connor a dit à son père qu’elle a dit des mots méchants à son égard. Adam lui assure qu’il sait que son fils a menti et qu’il la croit. Quelques jours plus tard, Connor finit par s’excuser auprès de Sharon et lui confie qu’il a fait ça dans le but d’éloigner le monstre de lui et ses parents.

### Le cancer de Sharon
- Le matin du nouvel An, Sharon constate une bosse sur sa poitrine et cherche à savoir de quoi il s'agit. Elle appelle son médecin qui confirme que c'est une tumeur. Sharon part ensuite faire une mammographie qui s'avère être non-concluante. Le radiologue effectue une échographie prend puis recommande à Sharon d'effectuer une biopsie mammaire pour connaître le taux de gravité de sa tumeur. Le 14 janvier 2020, Sharon reçoit le résultat de sa biopsie et apprend qu'elle est atteinte d'un cancer du sein (épisode diffusé le 18 novembre 2022 sur TF1). Directement après avoir appris sa maladie, elle en parle à Rey qui décide de la soutenir. Faith les surprend et s'interroge sur l'état de sa mère qu'elle trouve différente de d'habitude depuis quelques jours. Le lendemain, Sharon et Rey partent consulter une cancérologue, le docteur Blakely qui donne les infos nécessaires sur le cancer de Sharon. Malgré la gravité de son cancer, le docteur Blakely leur rassure sur le fait que Sharon peut vaincre la maladie et lui donne des conseils à suivre. D'un autre côté, Faith, qui vient de découvrir que Sharon pourrait être atteinte d'un cancer en ayant vu les coordonnées du cancérologue dans le chevet, en parle à son père. Nick est stupéfait puis essaye de rassurer sa fille et de se rassurer en quelque sorte. Faith lui demande d'aller voir Sharon et de lui demander son état de santé. Lorsque Nick rend visite à Sharon, il lui avoue être au courant à propos de son cancer via Faith qui l'a découvert. Sharon culpabilise de lui infliger ça puis Nick encourage Sharon à avouer la vérité a Faith, Mariah et Noah. Sharon accepte et convoque Faith et Mariah et leur avoue être atteinte d'un cancer. Faith et Mariah sont anéanties mais Sharon leur dit de rester positive : pour elle, elle vaincra le cancer. Avec Rey et Nick, elles s'engagent à soutenir Sharon durant cette épreuve et de n'en parler à personne pour le moment. Quelques jours plus tard, c'est Phyllis qui est mise dans la confidence en remarquant le comportement "bizarre" de Sharon avec elle puis en ayant confirmation qu'elle est atteinte d'un cancer.

- La veille de sa première chimiothérapie, Sharon prépare ses affaires et fait part de ses craintes a Rey. Il lui assure qu’il ne souhaite pas l’abandonner en continuant à la soutenir. Lorsqu’elle part dormir, elle est en proie à des cauchemars où elle voit apparaître le fantôme de Cassie qui lui conseille de la suivre mais Sharon refuse puis elle découvre par Mariah et Phyllis que Rey l’a quittée puis se voit abandonner par Mariah et Nick, voit ensuite son opération qui conduit à son décès avec en même temps les jugements de Phyllis, Rey et Nick sur ses choix avant de mourir et dernièrement ses proches dont Faith. Elle se réveille brusquement et raconte à Rey et Mariah son cauchemar. Afin de la rassurer, Rey et Mariah organisent un petit dîner pour Sharon ou Nick et Faith la rejoignent.

- Lors du cinquantenaire de Newman Entreprises, c'est Nikki qui découvre que Sharon est atteinte d'un cancer. Les deux femmes, qui ont toujours eu une relation tumultueuse, réussissent à mettre leurs différends de côté et Nikki apporte son soutien à Sharon.

- Entre-temps, d'autres personnes comme Tessa, Lola, Summer, Jack, Victoria et Victor sont mis dans la confidence et lui adressent leur soutien. En avril 2020, Sharon effectue sa quatrième chimio pour vaincre son cancer. Cependant, il s'avère être un échec. Bouleversée, Sharon se rend compte qu'elle va avoir recours à la chirurgie, plus précisément une tumorectomie. Elle annonce la triste nouvelle à Rey, Nick, Mariah et Faith. Avant son opération, Sharon demande à Nick de protéger Mariah, Noah et Faith si l’intervention chirurgicale venait à mal se passer pour elle.
  - (À partir de ce moment-là dans la vraie vie, les tournages des Feux de l’Amour ont été interrompus entre mars et juin 2020à la suite de la crise sanitaire du Covid-19. La pandémie a entraîné la non diffusion des épisodes entre le 24 avril et le 7 août 2020 aux États-Unis sur la chaîne américaine CBS. La diffusion des épisodes a repris le 10 août 2020, ce qui constitue un saut dans le temps dans la vie réelle qui a dû être adaptée à la série tout en poursuivant les storylines laissées avant l’interruption du tournage, les épisodes avant et après l’interruption des tournages constituent une suite directe sans inclure la pandémie au scénario mais avec cependant quelques restrictions sanitaires a la différence).

- En août 2020, Sharon a effectué son opération. De plus en plus de personnes sont au courant pour son cancer et la soutiennent de près ou de loin. Peu après, Adam se rend chez Sharon pour lui demander de l'aide. Il lui explique qu'il a tué un homme à l'âge de 11 ans (voir Adam Newman). Nick se rend chez Sharon et trouve Adam, il tente de le faire partir. Lorsque Sharon part répondre a un appel, Nick apprend a Adam que Sharon est atteinte d'un cancer et que sa récente opération ne nécessite pas les problèmes d'Adam. Ce dernier s'excuse, ignorant la situation de son amie et s'en va. Lorsque Sharon revient, elle s'aperçoit qu'Adam est parti. Nick lui explique la situation d'Adam et ce qu'il a commis pour protéger sa mère. Elle envoie ensuite un message à Adam disant qu'elle accepte de l'aider. Adam retourne chez Sharon et s'excuse auprès d'elle à propos de sa maladie, dont il n'était pas au courant. Sharon lui confie qu'elle aurait bien finit par le lui dire puis Adam lui raconte ensuite les détails à propos de cette fameuse nuit puis il lui demande si elle accepte d’être sa thérapeute. Sharon accepte à la condition que Rey et Chelsea soient au courant de leurs séances. Réticent au départ à en parler à sa fiancée, Adam finit par accepter. Sharon de son côté en parle a Rey, réticent à l'idée que Sharon se démène pour aider quelqu'un à cause de sa convalescence, notamment s'il s'agit d'Adam. Il finit par accepter mais reste tout de même méfiant. Juste après, c'est Chelsea qui tente de convaincre Sharon de ne pas intervenir pour aider Adam mais elle change d'avis lorsqu'elle apprend que Sharon a un cancer.

- Le lendemain, Adam commence sa première séance avec Sharon. Elle tente de lui rafraîchir la mémoire en le replongeant à l’époque où il avait 11 ans. Adam lui raconte son quotidien à cette époque, replongeant dans ses souvenirs avant et après le décès d’AJ. Cependant, il n’arrive toujours pas à se souvenir de l’avoir tué. Il revient le lendemain et confie à Sharon avoir retrouvé certains souvenirs pendant sa sieste. Sharon le replonge à nouveau dans ses souvenirs. Adam parvient cette fois-ci à revoir le souvenir de sa mère en train de se disputer avec AJ puis est soudain pris de panique et prend la fuite. Sharon ainsi que Chelsea sont inquiètes et tentent de le retrouver. Sharon demande à Victor de lui prêter son jet privé afin de se rendre au Kansas, elle pense qu'Adam s'est rendu dans la ferme de sa mère. Victor accepte. Sharon se rend sur place et retrouve Adam, qui lui confirme qu'il a bien tué AJ Montalvo ce jour-là en ayant récupéré ses souvenirs.  Il lui confie qu'il avait la rage contre cet homme et que l'avoir tué l'a soulagé. Cependant, il a du mal à gérer cette information. Sharon le rassure en lui disant qu'il peut être fier de lui de s'être battu pour protéger sa mère puis d'avoir tenté de recouvrer la mémoire concernant cet évènement. Chelsea les rejoint ensuite et persuade Adam de rentrer à Genoa avec elle.

- Adam rentre bien à Genoa mais décide de couper les ponts avec sa famille et souhaite quitter la ville. Sharon découvre les intentions d'Adam et le convainc de rester. Néanmoins, Adam quitte tout de même le domicile familial et emménage dans un motel pas très loin de Genoa. Il communique uniquement à Sharon son lieu de résidence. Un jour, Adam ressent des angoisses et fait appel à Sharon qui tente de le persuader de rentrer chez lui et de continuer leur thérapie mais Adam est plus réticent et est même prêt à abandonner. Sous les conseils de Sharon, Adam réussit à dormir. En même temps, Sharon reçoit les résultats de son opération et réalise que c'est un échec, que son cancer s'est propagé dans les ganglions lymphatiques et qu'elle aura recours à une énième opération. Sharon est dévastée puis rejoint Adam dans son motel. Elle surprend cependant Chance, qui croit que les deux ont une aventure, de plus Adam ne le contredit pas. Sharon le reproche d'être égoïste puis lui annonce qu'elle ne veut plus l'aider. Elle rentre chez elle et annonce a Rey la nouvelle concernant son opération puis ce dernier l'annonce a Nick, Mariah et Faith. Après sa discussion avec Rey, Sharon contacte Adam lui disant vouloir reprendre leur thérapie mais Adam est plus réticent, pensant qu'il vaut mieux qu'elle se concentre sur sa guérison. Sharon lui explique que son opération a été un échec, que son cancer s'est propagée et que venir en aide à Adam lui permet d'oublier ses problèmes. Adam s'excuse puis tente de la consoler et de lui remonter le moral, il lui propose même de se reposer dans sa chambre. Dans la soirée, Chelsea qui a réussi à retrouver la trace d’Adam, se rend au motel et réussit à le retrouver. Sharon, qui faisait une sieste, se réveille surprise par Chelsea. Adam finit par revenir et surprend Chelsea qui le convainc à nouveau de rentrer chez eux. Adam accepte. En récupérant ses affaires, il s'aperçoit que Sharon est partie (en réalité, Sharon s'est cachée, pensant qu'Adam allait rentrer avec Chelsea). Sharon finit par rentrer chez elle et a une discussion avec Rey, qui comprend qu'elle est partie voir Adam dans son dos. Sharon lui explique le contexte de l'histoire et Rey lui recommande d'arrêter de se focaliser sur les problèmes de son ami et de se concentrer sur sa guérison et ses proches. Elle finit par recevoir la visite d'Adam qui s’excuse par rapport à la situation dans laquelle il l’a mise. Sharon lui dit vouloir arrêter leur thérapie par rapport à sa guérison et à son couple avec Rey. Adam accepte sa décision. Lorsque Rey rentre, Sharon lui fait part de sa décision d'avoir coupé les ponts avec Adam. Rey est ravi et ils se réconcilient.

### Faith harcelée
- Mi-2020, Sharon atteinte d'un cancer, se remet doucement mais sûrement. Au même moment, Adam après avoir passé des vacances au Kansas avec sa famille, apprend qu'il a tué un homme à l'âge de 11 ans et que Victor s'est porté responsable du meurtre (voir Adam Newman ou Victor Newman). Adam n'y croit pas et demande à Sharon de l'aider afin de prouver son innocence, sans savoir qu'elle a un cancer. Adam l'apprend ensuite et s'excuse auprès d'elle. Sharon accepte de l'aider au détriment de Rey. Petit à petit, Adam est assailli de souvenirs et se rend compte qu'il a réellement commis cet acte. Cette histoire fait le tour de Genoa et parvient aux oreilles de William qui ressent toujours une haine profonde vis à vis d'Adam. Dirigeant désormais Chancellor Communications avec Lily, il profite de cette histoire pour rédiger son premier article et pour se venger une énième fois d'Adam et révèle au grand public les pires atrocités d'Adam le 1er octobre, notamment l'enlèvement de Faith lors de sa naissance. Cette dernière découvre ce que son oncle a commis et commence petit à petit à être harcelée par ses camarades à propos de cette histoire. Elle fait ensuite la rencontre de Jordan, une jeune femme qui va l'entraîner à commettre de mauvaises choses (ces épisodes sont prévues pour le courant de l'année 2023 sur TF1).

### Le mariage de Sharon et Rey
- En octobre 2020, tout juste sous la voie de la guérison, Sharon exprime la volonté de se marier avec Rey, notamment après qu'Adam lui ait déclaré sa flamme à la suite d' une dispute avec Chelsea. Ils finissent par se fiancer et petit à petit, Sharon finit par guérir de son cancer.

- Sharon et Rey se marient au Society le 31 décembre 2020 (épisode diffusée le 11 juillet 2023 sur TF1).

### L'empoisonnement de Rey et la descente aux enfers de Faith
- Le 31 décembre 2020, Sharon et Rey se marient. Juste après, ils partent en lune de miel à Miami rendre visite à la famille Rosales. Lorsqu'ils reviennent à Genoa, Sharon doit gérer les problèmes d'Adam, qui lui demande de l'aide après que Chelsea ait perdu partiellement le contrôle de son corps (paralysée du côté gauche) à la suite d' un AVC et doit gérer également les problèmes de Faith, harcelée depuis l'article paru sur Adam (voir Adam Newman ou Billy Abbott) et qui commence à avoir des mauvaises habitudes et des mauvaises fréquentations, notamment avec une certaine Jordan.

- Jordan est une jeune femme étant dans le même lycée que Faith et étant âgé de deux ans de plus qu'elle. Elle est devenue l'amie de Faith lorsque l'article a charge sur Adam a été dévoilé au grand public. L'histoire de la naissance de Faith étant dévoilée au grand jour et avec les moqueries de ses camarades, Faith perd goût à aller à l'école. Mais Jordan soutient Faith dans cette épreuve. Petit à petit, Faith change de comportement : elle commence à sécher les cours, adopte un mauvais langage et se met même à boire de l'alcool, à tel point que ça lui vaut une exclusion temporaire de son école.

- Concernant Adam, Sharon finit par accepter sa demande d'être la thérapeute de Chelsea pour sa guérison. Mais ils s'aperçoivent que leurs techniques ne fonctionnent pas réellement. Adam préconise a Sharon l'idée de ramener Connor en ville mais celle-ci pense que ce n'est pas une bonne idée qu'il voie sa mère en mauvais état. Adam finit par écouter Sharon et la remercie de ses conseils, tout en lui touchant la main. Rey entre à ce moment-là et dans la soirée, demande à sa femme d'arrêter de l'aider ou il quitterait le domicile familial. Sharon accepte la demande de Rey et dit à Adam qu'elle souhaite arrêter la thérapie de Chelsea. Mais Adam tente de remettre ses sentiments en question et l'embrasse. Une personne présente secrètement prend un cliché d'eux et la publie au grand public, tout Genoa la voit, y compris Rey et Chelsea. Rey décide de prendre une thérapie de couple avec sa femme, ce qui met en colère Sharon qui ne comprend pas son choix. Rey lui dit que c'est le seul moyen qu'il voit de sauver leur mariage qui se fragilise.

### La mort de Rey
- En 2022, Rey se rapproche amicalement de Chelsea et Connor. Ce dernier, fan de hockey, souhaite se rendre à Chicago assister à un match de son équipe préférée avec sa mère mais une réunion l'empêche de l'accompagner. Rey se propose d'accompagner Connor voir le match. Finalement, la réunion de Chelsea est annulée et elle décide également de se rendre avec eux à Chicago. Le soir du 19 avril alors qu'ils s'apprêtent à partir, Rey s'aperçoit qu'il a oublié les tickets et se dirige chez lui pour les récupérer en vitesse. Sur la route, il fait nuit avec un temps de brouillard. Après avoir récupéré les tickets en allant sur le chemin du retour, Rey a un terrible accident de voiture avec Victoria et son mari Ashland Locke. Sa voiture fonce dans un fossé et tue Rey, qui décède sur le coup. Quelques jours après le décès de Rey, Chance apprend à Sharon que Rey n'a pas été tué par Victoria ni par Ashland mais qu'il a perdu le contrôle de son véhicule en faisant une crise cardiaque dans sa voiture, ce qui a conduit à son décès (épisode prévu pour novembre 2024 sur TF1).

## Restless Style
- (en) http://www.restlessstyle.com Restless Style, le magazine des Feux de l'amour en version informatique. La version papier étant fictive.

## Sources
- « Soap-Passion, toute l'actualité des "Feux de l'Amour" et "Amour, Gloire et Beauté/Top Models" depuis 2004 Soap-Passion », sur Soap-Passion (consulté le 14 avril 2023)
- « Toute l'actualité des "Feux de l'Amour" Soap-Passion », sur Soap-Passion (consulté le 14 avril 2023)
- « Sharon Rosales, personnage dans Les Feux de l'Amour », sur Soap-Passion (consulté le 14 avril 2023)
- (en) « The Young and the Restless (Official Site) Watch on CBS All Access » [vidéo], sur CBS (consulté le 30 septembre 2020)
- (en) « The Young and the Restless (Official Site) Watch on CBS All Access » [vidéo], sur CBS (consulté le 30 septembre 2020)